# ژوزف استالین
ژوزف ویساریونویچ اِستالین (با نام تولد یُسِب بِساریُنیس دزِ جوغاشویلی؛ ۱۸ دسامبر [سبک قدیمی: ۶ دسامبر] ۱۸۷۸ – ۵ مارس ۱۹۵۳)، انقلابی و رهبر سیاسی اهل شوروی بود که این کشور را از ۱۹۲۴ تا هنگام مرگش در ۱۹۵۳ رهبری کرد. او در ردای دبیرکل حزب کمونیست اتحاد جماهیر شوروی (۱۹۲۲–۱۹۵۲) و نخست‌وزیر اتحاد جماهیر شوروی (۱۹۴۱–۱۹۵۳) قدرت را در دست داشت. استالین که نخست به‌عنوان بخشی از رهبری جمعی بر کشور حکمرانی می‌کرد، تا دههٔ ۱۹۳۰، قدرت خود را تحکیم و به دیکتاتوری تبدیل کرد. استالین از نظر ایدئولوژیک به تفسیر لنینیستی از مارکسیسم پایبند بود و او این تفکرات را به شکل مارکسیسم–لنینیسم مدون کرد. سیاست‌های خودش استالینیسم نیز نامیده می‌شود.
استالین متولد گوری در امپراتوری روسیه (گرجستان کنونی) بود. خانواده‌اش فقیر بودند. او در مدرسهٔ علوم دینی تفلیس تحصیل کرد و سپس به حزب سوسیال دموکرات کارگری روسیه پیوست. او سردبیری پراودا، روزنامهٔ حزب، را به عهده داشت و از طریق سرقت توأم با خشونت، آدم‌ربایی و باج‌گیری، برای جناح بلشویکِ حزب که توسط ولادیمیر لنین رهبری می‌شدند، سرمایه جمع‌آوری می‌کرد. او بارها دستگیر و چند بار به سیبری تبعید شد. بلشویک‌ها در انقلاب اکتبر سال ۱۹۱۷ قدرت را در روسیه به دست گرفتند و دولتی تک‌حزبی تحت سلطهٔ حزب کمونیستِ ایجاد کردند؛ استالین که از اعضای برجستهٔ حزب بود به عضویت پلیتبوروی حاکم درآمد. او در جنگ داخلی روسیه فعال بود و در پایه‌گذاری اتحاد جماهیر شوروی در سال ۱۹۲۲ نیز نقش مهمی داشت. او پس از مرگ لنین در سال ۱۹۲۴، رهبری کشور را بر عهده گرفت. در دوران استالین، سیاست «سوسیالیسم در یک کشور» به اصلی مرکزی در ایدئولوژی حزب کمونیست تبدیل شد. برنامه‌های پنج‌سالهٔ او کشور را دستخوش اشتراکی‌شدن زمین‌های کشاورزی و صنعتی‌شدن سریع کرد که منجر به ایجاد اقتصاد دستوریِ متمرکزی شد. اختلالات شدید در تولید مواد غذایی در وقوع قحطی سال‌های ۱۹۳۲–۱۹۳۳ مؤثر افتاد و منجر به مرگ میلیون‌ها نفر شد. استالین پاکسازی بزرگ را به‌منظور ریشه‌کنی «دشمنان طبقهٔ کارگر» آغاز کرد که در طی آن بیش از یک میلیون نفر عمدتاً در سیستم اردوگاه‌های کار اجباری گولاگ زندانی و حداقل ۷۰۰٫۰۰۰ نفر بین سال‌های ۱۹۳۴ و ۱۹۳۹ اعدام شدند. او تا سال ۱۹۳۷ سلطهٔ مطلقی بر حزب و دولت داشت. قحطی مصنوعی که توسط استالین در اوکراین ایجاد شد و به هولودومور مشهور است، باعث مرگ نزدیک به ۵ میلیون اوکراینی شد.
استالین مارکسیسم–لنینیسم را در خارج از کشور از طریق انترناسیونال کمونیستی ترویج، و از جنبش‌های ضدفاشیستی اروپا طی دههٔ ۱۹۳۰ (به‌ویژه در جنگ داخلی اسپانیا) پشتیبانی می‌کرد. در سال ۱۹۳۹، رژیم او پیمان عدم تجاوزی با آلمان نازی امضا کرد که نتیجهٔ آن تهاجم شوروی به لهستان بود. آلمان در سال ۱۹۴۱ با حمله به اتحاد جماهیر شوروی به این پیمان پایان داد. شوروی با مصیبت‌ها و تلفات عظیمی مواجه شد، اما ارتش سرخِ در مقابل تهاجم آلمان ایستادگی و در سال ۱۹۴۵ برلین را تصرف کرد و به جنگ جهانی دوم در اروپا پایان داد. شوروی در بحبوحهٔ جنگ کشورهای بالتیک و بیسارابیا و بوکوفینای شمالی را به خاک خود الحاق و دولت‌های همسویی در سرتاسر اروپای مرکزی و شرقی و نیز در بخش‌هایی از شرق آسیا مستقر کرد. اتحاد جماهیر شوروی و ایالات متحده به‌عنوان ابرقدرت‌های جهانی ظهور کردند و وارد دوره‌ای از تنش موسوم به جنگ سرد شدند. پس از جنگ، استالین بر بازسازی شوروی و ساخت بمب اتمی در سال ۱۹۴۹ نظارت کرد. طی این سال‌ها، کشور قحطی بزرگ دیگری و کارزار یهودستیزانه‌ای که اوجش توطئه پزشک‌ها بود را تجربه کرد. استالین در سال ۱۹۵۳ درگذشت و نیکیتا خروشچف جانشینش شد؛ خروشچف انتقادات شدیدی به حکمرانی استالین وارد کرد و سیاست استالین‌زدایی از جامعهٔ شوروی را پی گرفت.
استالین به‌طور گسترده‌ای یکی از مهم‌ترین چهره‌های قرن بیستم به‌شمار می‌رود. کیش شخصیتی فراگیری از او در جنبش بین‌المللی مارکسیست-لنینیست شکل گرفت که او را قهرمان طبقهٔ کارگر و سوسیالیسم می‌یابد. از زمان فروپاشی اتحاد جماهیر شوروی در سال ۱۹۹۱، استالین محبوبیت خود را در روسیه و گرجستان حفظ کرده است، خاصه به‌عنوان رهبر جنگی پیروزمندانه که شوروی را ابرقدرتی جهانی کرد. در نقطهٔ مقابل، رژیم او تمامیت‌خواه توصیف می‌شود و به‌دلیل سرکوب وسیع، پاک‌سازی قومی، کوچ اجباری گسترده، صدها هزار اعدام و قحطی که میلیون‌ها نفر را کشت، مورد نکوهش بسیار قرار گرفته است.

## سال‌های اولیهٔ زندگی

### ۱۸۷۸–۱۸۹۹: کودکی و نوجوانی
استالین در شهر گوری گرجستان به دنیا آمد که در آن زمان بخشی از فرمانداری تفلیس امپراتوری روسیه و محل زندگی ترکیبی از جوامع گرجی، آذری، ارمنی، روس و یهودی بود. او در ۱۸ دسامبر [سبک قدیمی: ۶ دسامبر] ۱۸۷۸ متولد و در ۲۹ دسامبر غسل تعمید داده شد. نامش در زمان تولد یُسِب بِساریُنیس دزِ جوغاشویلی بود و ملقب به سوسو. پدر و مادرش بسارین جوغاشویلی و اکترین گلادزه بودند. او تنها فرزندشان بود که از دوران شیرخوارگی جان به در برد و باقی در نوزادی مردند.
بسارین کفاشی بود که در کارگاه فرد دیگری استخدام شده بود؛ این کار در ابتدا به لحاظ مالی سودآور بود اما بعدها به ضرر رفت و خانواده درگیر فقر گردید. بسارین الکلی شد و در مستی همسر و پسرش را کتک می‌زد. اکترین و استالین تا سال ۱۸۸۳ خانه را ترک کرده بودند و خانه به دوش زندگی می‌کردند، به طوری که در طول دههٔ آتی در ۹ اتاق اجاره‌ای مختلف ساکن شدند. آنها در سال ۱۸۸۶ به خانهٔ یکی از دوستان خانوادگی به نام پدر کریستوفر چارکویانی نقل مکان کردند. اکترین به عنوان نظافتچی و رخت‌شور در خانه‌ها کار می‌کرد تا پسرش را به مدرسه بفرستد. استالین به کمک چارکویانی در سپتامبر ۱۸۸۸ در مدرسهٔ کلیسای گوری ارتدوکس ثبت نام کرد. او همکلاسیانش بسیار دعوا می‌کرد، اما دانش آموز درس‌خوانی بود و در نقاشی و نمایشنامه‌نویسی استعداد داشت، شعر می‌گفت و در گروه کر آواز می‌خواند. دیری نپایید که درگیر چندین بیماری شدید شد: عفونت آبله در سال ۱۸۸۴ که زخم‌هایی بر روی صورتش به جا گذاشت و تصادف با درشکه در ۱۲ سالگی که به شدت مجروحش کرد و احتمالاً مسبب معلولیت مادام‌العمر در بازوی چپش بود.
استالین در اوت ۱۸۹۴ در مدرسهٔ علوم دینی ارتدکس روس در تفلیس ثبت‌نام کرد؛ او بورسیه دریافت کرده بود و شهریهٔ کمتری می‌پرداخت. او میان ۶۰۰ کشیش جوانی که آنجا تحصیل می‌کردند، نمرات بالایی کسب کرد. به نوشتن شعر ادامه داد و پنج شعر از او با موضوع‌هایی مانند طبیعت، زمین و میهن‌پرستی با تخلص «سوسلو» در روزنامهٔ ایوریا (گرجستان) که متعلق به ایلیا چاوچاوادزه بود، منتشر شد. به گفتهٔ سیمون سباگ مونته فیوره، زندگی‌نامه‌نویس استالین، این اشعار به «اشعار کلاسیک کوچک شعر گرجی» تبدیل و در دیوان‌های مختلف شعر گرجی در طول سال‌های بعدی گنجانده شدند. چون سن استالین بیشتر شد، علاقه‌اش به کشیشی را از دست داد، نمراتش کاهش یافت و بارها به خاطر رفتار سرکشش در اتاقی حبس می‌شد. مجلهٔ مدرسه درباره‌اش نوشت که او خود را خداناباور می‌داند، در عبادات حاضر نمی‌شود و کلاهش را به احترام راهبان برنمی‌دارد.
استالین به محفل کتب ممنوعهٔ مدرسه پیوست؛ او به ویژه تحت تأثیر چه باید کرد؟ (چاپ ۱۸۶۳)، رمان انقلابی نیکلای چرنیشفسکی قرار گرفت. پدرکشی از الکساندر قازبگی دیگر اثر محبوب او بود و استالین لقب «کُبا» — نام قهرمان راهزن کتاب — را بر خود نهاد. این نام مستعار همچنین ممکن است ادای احترامی به یاکوبی «کبا» اگناتاشویلی، حامی نیکوکار ثروتمندش، بوده باشد که هزینه مدرسه‌اش را می‌پرداخت. (کبا مخفف گرجی یاکوب یا یعقوب است و استالین بعدها پسر اولش را به یاد او، یاکوف نام داد) او همچنین کتاب سرمایه (چاپ ۱۸۶۷) اثر کارل مارکس، نظریه‌پرداز و جامعه‌شناس آلمانی، را مطالعه و خود را وقف نظریهٔ سیاسی-اجتماعی مارکس موسوم به مارکسیسم — که در آن زمان محبوبیتش در گرجستان رو به افزایش بود — کرد. این فقط یکی از اشکال مختلف سوسیالیسم مخالف رژیم تزار بود. او شب‌ها در جلسات مخفی کارگران شرکت می‌کرد و با سیلیباسترو سیلواً جیبلادزه، بنیان‌گذار گروهی مارکسیستی گرجی به نام «گروه سوم» آشنا شد. استالین مدرسه دینی را در آوریل ۱۸۹۹ ترک کرد و هرگز برنگشت.

### ۱۸۹۹–۱۹۰۴: حزب سوسیال دموکرات کارگری روسیه

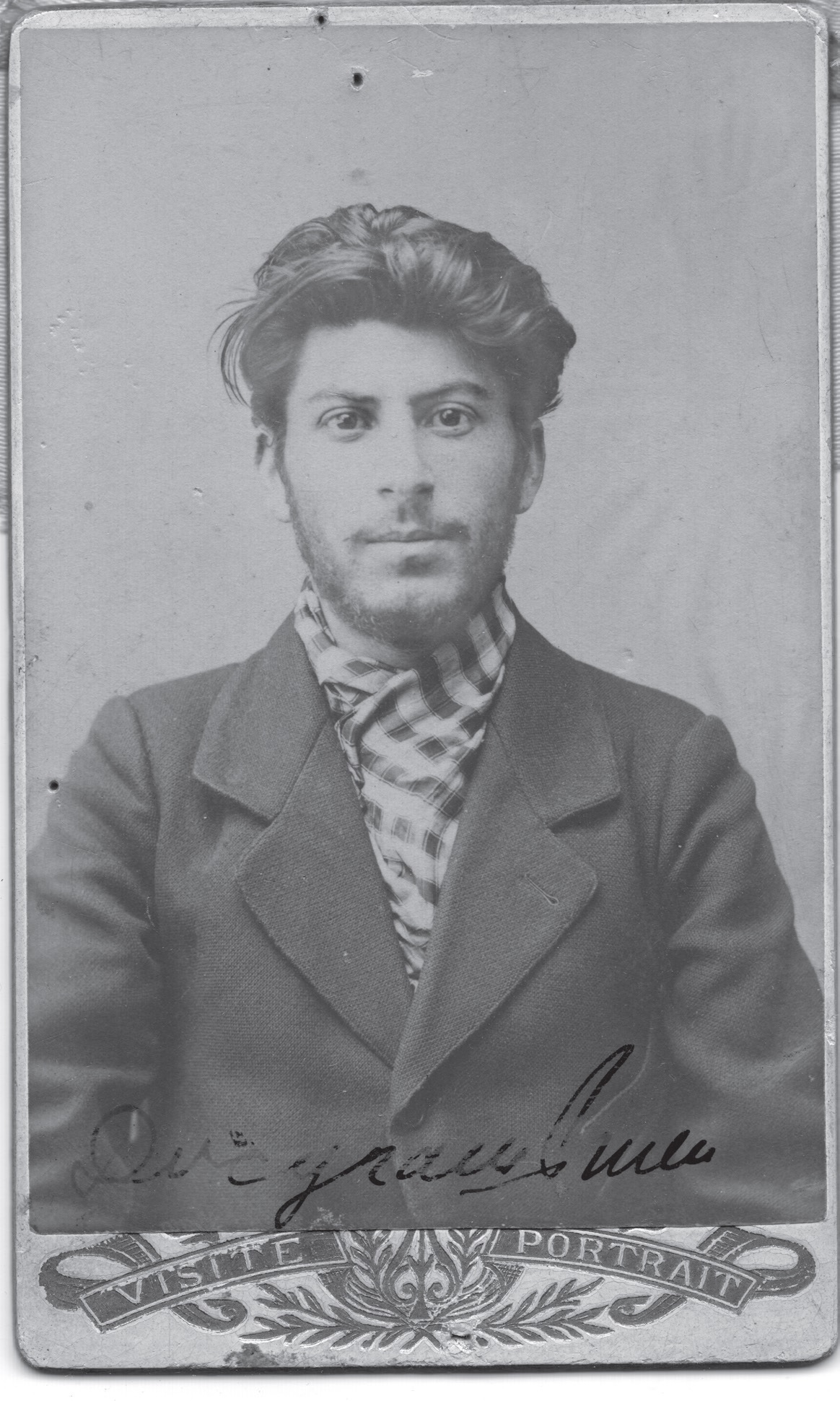
عکس پلیس از استالین، گرفته شده در سال ۱۹۰۲

استالین در اکتبر ۱۸۹۹ به عنوان هواشناس در رصدخانهٔ تفلیس شروع به کار کرد. حجم کار او زیاد نبود و به همین دلیل زمان زیادی برای فعالیت انقلابی داشت. او به واسطهٔ برگزاری کلاس آموزش سوسیالیسم، تعدادی هوادار جذب کرد و در سازماندهی نشست دسته‌جمعی مخفی کارگران برای روز کارگر سال ۱۹۰۰ همکاری کرد. در آن روز بسیاری از کارگران را به اعتصاب فراخواند. تا این زمان، اخرانا، پلیس مخفی تزار، به فعالیت‌های استالین در محافل انقلابی تفلیس پی برده بود. آن‌ها در مارس ۱۹۰۱ تلاش کردند دستگیرش کنند، اما او فرار کرد و مخفی شد و مدتی با کمک‌های مالی دوستان و سمپات‌هایش زندگی کرد. او که به زندگی زیرزمینی رو آورده بود، در تدارک تظاهراتی برای روز کارگر سال ۱۹۰۱ مشارکت کرد. در آن روز ۳ هزار معترض با پلیس درگیر شدند. استالین با بهره‌گیری از نام‌های مستعار و اقامت در مکان‌های مختلف از دستگیری اجتناب می‌کرد. او در نوامبر ۱۹۰۱ برای عضویت در کمیتهٔ تفلیس حزب سوسیال دموکرات کارگری روسیه (RSDLP)، که حزبی مارکسیست بود و در سال ۱۸۹۸ تأسیس شده بود، انتخاب شد.
استالین همان ماه به شهر بندری باتومی سفر کرد. خطابه‌های ستیزه‌جویانه‌اش میان مارکسیست‌های شهر تفرقه انداخت؛ برخی گمان می‌کردند او عامل پرووکاتور دولت است و می‌خواهد در دردسر بیاندازدشان. او در فروشگاه روتشیلد استخدام شد و دو اعتصاب کارگری سازماندهی کرد. استالین پس از دستگیری چند تن از رهبران اعتصابات، در سازماندهی تظاهرات بزرگی که منجر به حمله به یک زندان شد، همکاری کرد. سربازان با شلیک به سوی تظاهرکنندگان ۱۳ نفر را کشتند. استالین تظاهرات بزرگ دیگری را در روز تشییع جنازه‌شان سازماندهی کرد اما نهایتاً در آوریل ۱۹۰۲ دستگیر شد. ابتدا به زندان باتومی و سپس به زندان کوتاییسی انداخته شد، تا اینکه اواسط سال ۱۹۰۳ به سه سال تبعید در شرق سیبری محکوم شد.
استالین در ماه اکتبر باتومی را ترک کرد و در اواخر نوامبر ۱۹۰۳ به شهر کوچک نوایا اودا در سیبری رسید. در آنجا در خانهٔ دهقانی دو اتاقه‌ای زندگی می‌کرد و در سردخانهٔ ساختمان می‌خوابید. او دو بار تلاش کرد فرار کند: بار اول تا شهر بالاگانسک رسید، اما به دلیل یخ‌زدگی بازگشت. دومین تلاشش در ژانویهٔ ۱۹۰۴ موفقیت‌آمیز بود و خود را به تفلیس رساند. استالین آنجا با همکاری فیلیپ ماخارادزه روزنامه‌ای به نام مبارزهٔ پرولتری منتشر کرد. او خواستار انشعاب جنبش مارکسیستی گرجی از همتای روسی‌اش بود و در نتیجه چند تن از اعضای حزب سوسیال دموکرات کارگری روسیه او را متهم به ضدیت با انترناسیونالیسم مارکسیستی کردند و خواستار اخراجش از حزب شدند؛ لذا استالین خیلی زود نظراتش را پس گرفت. حزب سوسیال دموکرات کارگری روسیه در دوران تبعید استالین بین «بلشویک» های ولادیمیر لنین و «منشویک» های ژولیوس مارتوف منشعب شده بود. استالین با بسیاری از منشویک‌های گرجستان منازعه داشت و با بلشویک‌ها همراه شد. اگرچه او در شهر معدنی چیاتورا مقری بلشویکی تأسیس کرده بود، اما بلشویسم در سپهر انقلابی گرجی در اقلیت بود و منشویک‌ها غالب بودند.

### ۱۹۰۵–۱۹۱۲: انقلاب ۱۹۰۵ و پیامدهایش

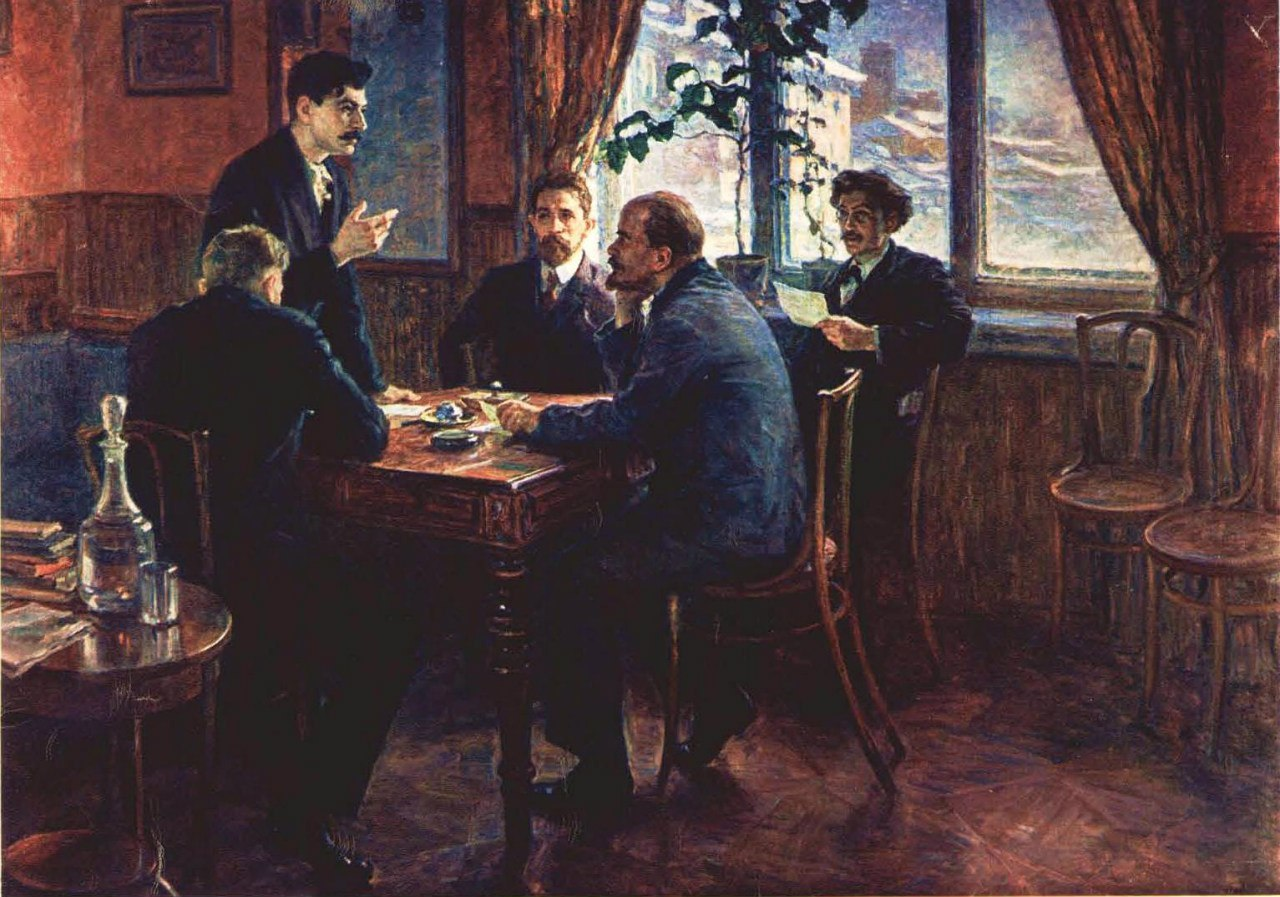
استالین اولین بار در کنفرانسی به سال ۱۹۰۵ در تامپرهٔ فنلاند ولادیمیر لنین را ملاقات کرد. لنین به «استاد بزرگ استالین» تبدیل شد.

در ژانویهٔ ۱۹۰۵ نیروهای دولتی معترضان را در سن پترزبورگ قتل‌عام کردند. ناآرامی‌ها به زودی در سراسر امپراتوری روسیه گسترش یافت و انقلاب ۱۹۰۵ را رقم زد. گرجستان به ویژه از مراکز انقلاب بود. در فوریه که خشونت‌های قومی بین ارمنیان و تاتارها در باکو رخ داد و دست کم ۲٬۰۰۰ نفر کشته شدند، استالین هم آنجا بود. او علناً «پوگروم‌ها علیه یهودیان و ارمنیان» را بخشی از تلاش‌های تزار نیکلای دوم برای حفظ «تاج و تخت حقیرش» دانست. استالین جوخهٔ نبردی بلشویکی تشکیل داد تا جناح‌های قومی متخاصم باکو را از هم دور نگه دارد؛ او همچنین از ناآرامی‌ها به عنوان پوششی برای سرقت تجهیزات چاپ استفاده می‌کرد. او همزمان با خشونت روزافزون در گرجستان، جوخه‌های نبرد بیشتری شکل داد – کاری که منشویک‌ها نیز انجام می‌دادند. جوخه‌های استالین پلیس و سربازان محلی را خلع سلاح، به اسلحه‌خانه‌های دولتی حمله و در ازای حفاظت از کسب و کارهای بزرگ محلی و معادن پول جمع‌آوری می‌کردند. آن‌ها به کمک منشویک‌ها حملاتی علیه سربازان کازاک دولت و صدتایی‌های سیاهِ طرفدار تزار ترتیب دادند.
در نوامبر ۱۹۰۵ بلشویک‌های گرجی استالین را به عنوان یکی از نمایندگان خود برای کنفرانس بلشویک‌ها در سن پترزبورگ انتخاب کردند. استالین آنجا با نادژدا کروپسکایا همسر لنین آشنا شد و او به استالین اطلاع داد که محل برگزاری به تامپره در دوک‌نشین بزرگ فنلاند منتقل شده است. در این کنفرانس استالین برای اولین بار لنین را ملاقات کرد. استالین عمیقاً به لنین احترام می‌گذاشت، اما علناً با نظر لنین — دربارهٔ فرستادن نامزدهای بلشویکی به انتخابات دومای دولتی — مخالف بود؛ استالین مناسبات پارلمانی را اتلاف وقت می‌دید. در آوریل ۱۹۰۶، استالین در کنگرهٔ چهارم حزب در استکهلم شرکت کرد – اولین سفرش به خارج از امپراتوری روسیه. در کنفرانس، اعضای حزب سوسیال دموکرات کارگری روسیه — با اکثریتی منشویکی — توافق کردند که از سرقت مسلحانه برای جمع‌آوری بودجه استفاده نکنند. لنین و استالین با این تصمیم مخالف بودند و بعدها به‌طور خصوصی در مورد چگونگی ادامه سرقت‌ها برای کمک به بلشویک‌ها بحث کردند.
استالین در ژوئیه ۱۹۰۶ در مراسمی در کلیسایی ارتدوکس در سناکی با کاتو سوانیدزه ازدواج کرد. در مارس ۱۹۰۷ او پسری به نام یاکوف زایید. تا آن سال — به گفتهٔ رابرت سرویس، مورخ — استالین «بلشویک پیشروی گرجستان» شده بود. او در پنجمین کنگرهٔ حزب که در تاریخ مه–ژوئن ۱۹۰۷ در کلیسای برادری لندن برگزار شد، شرکت کرد. استالین پس از بازگشت به تفلیس، سرقت از کاروان بزرگ انتقال پول به بانک امپراتوری را در ژوئن ۱۹۰۷ سازماندهی کرد. سارقانِ او با تیراندازی و بمب‌های دست‌ساز به کاروان مسلح در میدان اریوانسکی حمله بردند. حدود ۴۰ نفر کشته شدند اما همهٔ سارقان زنده فرار کردند. استالین پس از این سرقت، به همراه همسر و پسرش در باکو ساکن شد. در آنجا منشویک‌ها به خاطر این سرقت با استالین درگیر شدند و رای به اخراج او از حزب سوسیال دموکرات دادند، اما او به ایشان محلی نداد.

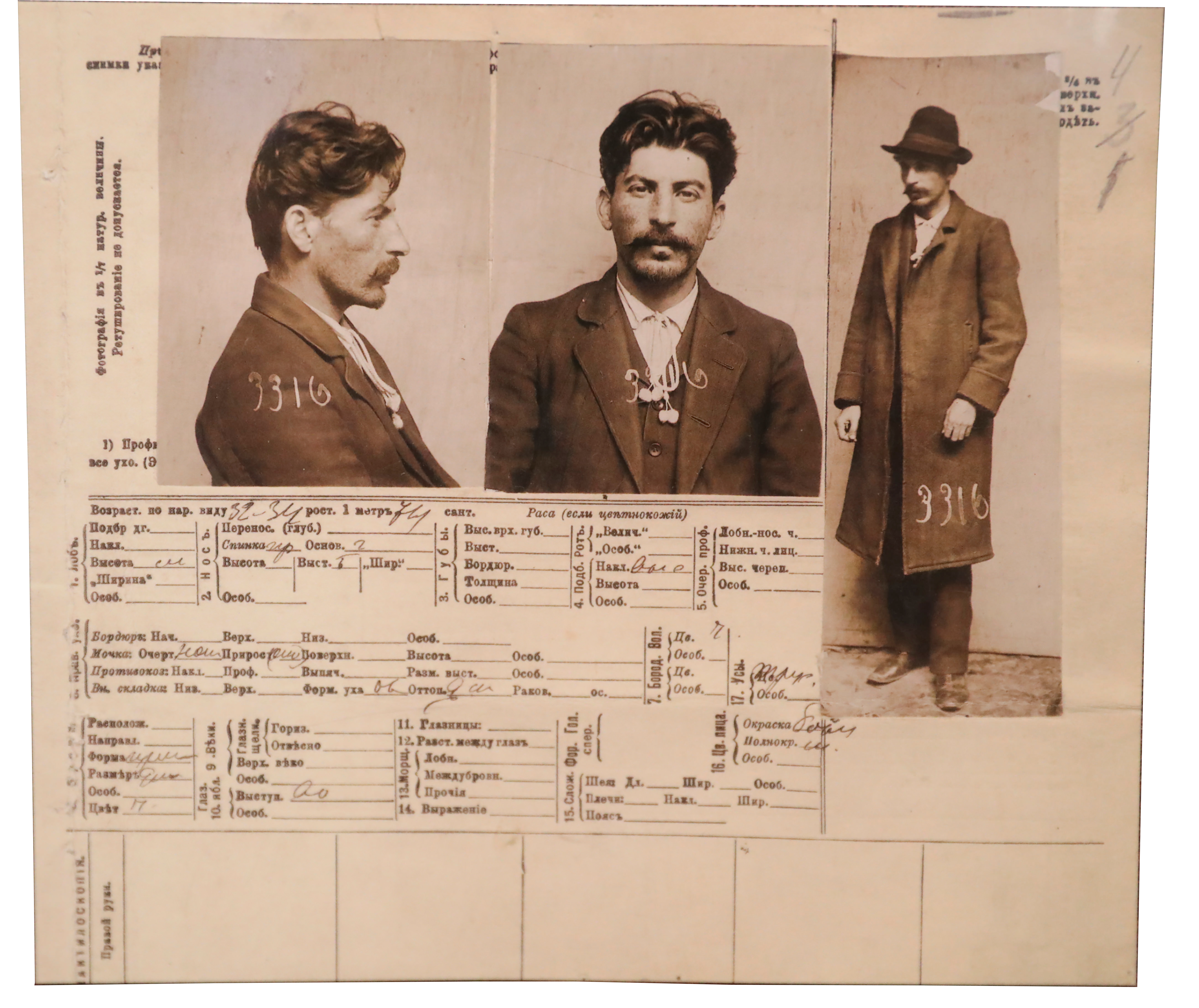
عکس بازداشت استالین که در سال ۱۹۱۱ توسط پلیس مخفی تزاری تهیه شده است

استالین در باکو به سلطهٔ بلشویک‌ها بر شاخه محلی حزب کمک و دو روزنامهٔ بلشویکی به نام‌های باکینسکی پرولتاری و گودوک («سوت») منتشر کرد. در اوت ۱۹۰۷، او در کنگرهٔ هفتم بین‌الملل دوم — سازمانی سوسیالیستی بین‌المللی — در اشتوتگارت آلمان شرکت کرد. در نوامبر ۱۹۰۷ همسرش بر اثر تیفوس درگذشت و استالین پسرش را نزد خانوادهٔ همسرش در تفلیس گذاشت. او در باکو گروهی مسلح گرد آورد و به حمله به صدتایی‌های سیاه و جمع‌آوری پول از طریق حفاظت مسلحانه و جعل اسکناس ادامه داد. آن‌ها همچنین فرزندان چند تن از ثروتمندان را برای باج‌گیری ربودند. او در اوایل ۱۹۰۸ به شهر ژنو سوئیس سفر کرد تا با لنین و گئورگی پلخانف مارکسیست برجستهٔ روس ملاقات کند، اگرچه پلخانف را نپسندید.
در مارس ۱۹۰۸ استالین دستگیر و به زندان بایلوف باکو منتقل شد. در آنجا رهبر بلشویک‌های زندانی شد، محافل بحث شکل داد و مظنونان به خبرچینی را می‌کشت. او سرانجام برای دو سال به روستای سولویچگودسک در استان ولوگدا تبعید شد و در فوریهٔ ۱۹۰۹ خود را به آنجا رساند. او در ماه ژوئن از روستا فرار کرد و با لباس مبدل زنانه به شهر کوتلاس و از آنجا به سن پترزبورگ رفت. در مارس ۱۹۱۰ دوباره دستگیر و به سولویچگودسک بازگردانده شد. در این زمان حداقل با دو زن رابطه داشت؛ ماریا کوزاکووا، صاحب خانه‌اش و بعدها مادر پسر دومش کنستانتین، یکی از این زنان بود. در ژوئن ۱۹۱۱ به استالین اجازهٔ نقل مکان به وولوگدا داده شد و در دو ماه اقامتش با پلاگیا اونفریوا رابطه داشت. استالین باری دیگر به سن پترزبورگ فرار کرد تا اینکه در سپتامبر ۱۹۱۱ دستگیر و به تبعید سه سالهٔ دیگری در ولوگدا محکوم شد.

### ۱۹۱۲–۱۹۱۷: ترقی به کمیتهٔ مرکزی و سردبیریپراودا

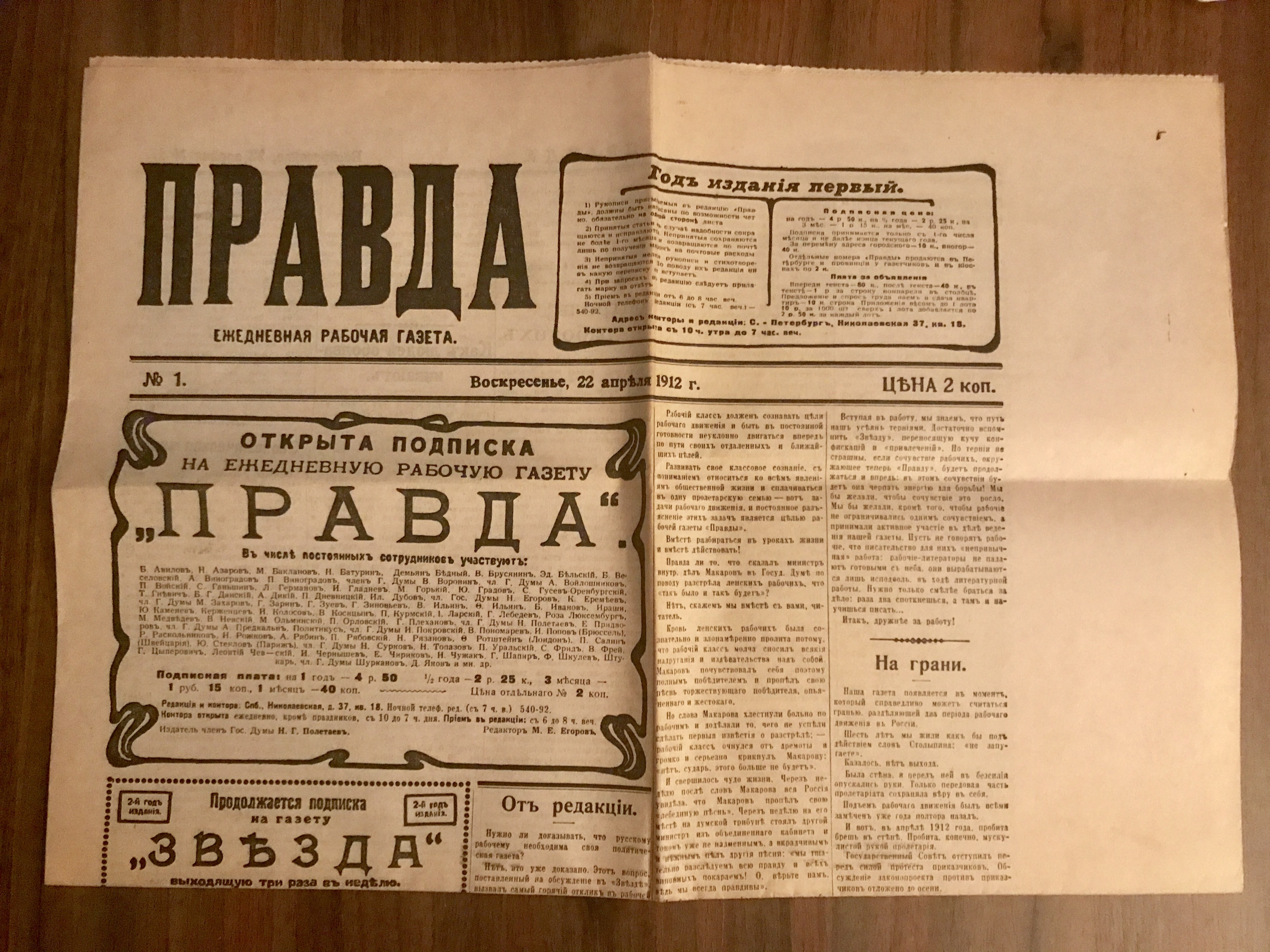
اولین شمارهٔ پراودا، روزنامهٔ بلشویکی که استالین سردبیر آن بود

در ژانویهٔ ۱۹۱۲ که استالین در تبعید بود، اولین کمیتهٔ مرکزی بلشویکی در کنفرانس پراگ انتخاب شد. اندکی پس از کنفرانس، لنین و گریگوری زینوویف تصمیم گرفتند استالین را وارد کمیته کنند. استالین که همچنان در وولوگدا به سر می‌برد، موافقت کرد و تا پایان عمر عضو کمیتهٔ مرکزی باقی ماند. لنین معتقد بود استالینِ گرجی به جلب حمایت اقلیت‌های قومی امپراتوری برای بلشویک‌ها کمک خواهد کرد. در فوریهٔ ۱۹۱۲، استالین دوباره به سن پترزبورگ گریخت  و موظف شد تا روزنامهٔ هفتگی بلشویک‌ها به نام زوزدا (اختر) را به روزنامه‌ای روزانه با نام پراودا (حقیقت) تبدیل کند. این روزنامهٔ جدید در آوریل ۱۹۱۲ منتشر شد، هرچند نقش استالین به عنوان سردبیر مخفی ماند.
در ماه مهٔ ۱۹۱۲، او دوباره دستگیر و در زندان اسپالرنی زندانی شد و سپس به سه سال تبعید در سیبری محکوم گردید. در ژوئیه، او به روستای ناریما در سیبری رسید. استالین آنجا با یاکوف اسوردلوف، بلشویکی دیگر، هم‌اتاقی بود. پس از دو ماه، استالین و سوردلوف به سن پترزبورگ فرار کردند. در مدت کوتاه اقامت در تفلیس، استالین و گروه مسلح او برای حمله به یک کالسکهٔ پستی برنامه‌ریزی کردند که در طی آن بیشتر اعضای گروه — اما نه خود استالین — توسط مقامات دستگیر شدند. استالین به سن پترزبورگ بازگشت و به ویراستاری و نوشتن مقالات پراودا ادامه داد.

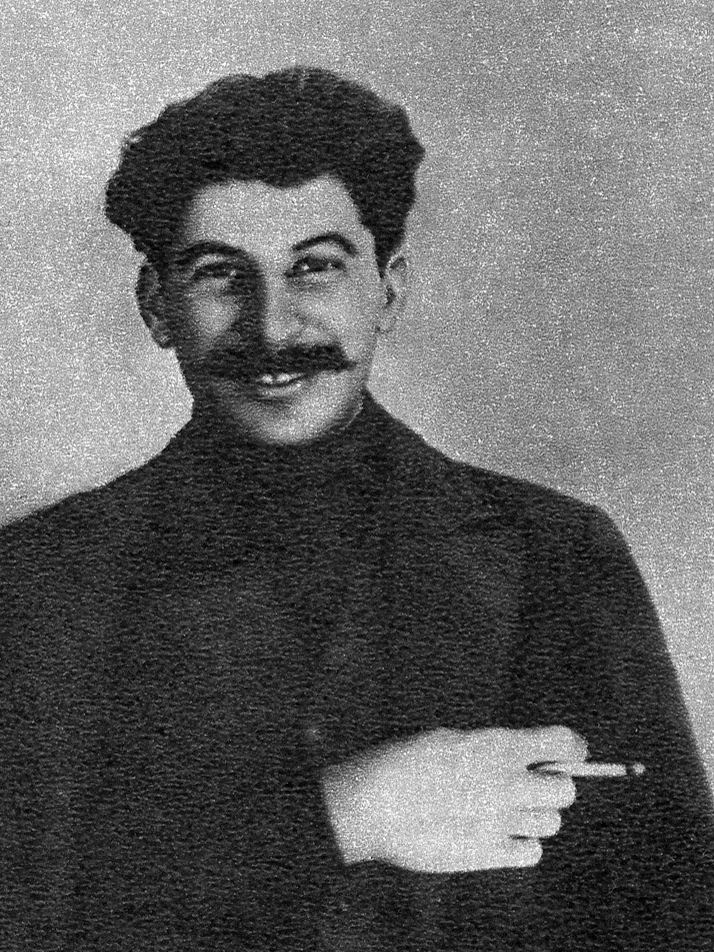
استالین در سال ۱۹۱۵

پس از انتخابات دومای اکتبر ۱۹۱۲ که شش بلشویک و شش منشویک به آن راه یافتند، استالین مقالاتی در حمایت از آشتی بین دو جناح مارکسیستی نوشت که باعث شد لنین از او انتقاد کند. در اواخر سال ۱۹۱۲، استالین دو بار برای دیدار با لنین به کراکوف در اتریش-مجارستان رفت و سرانجام تسلیم مخالفت لنین با اتحاد مجدد با منشویک‌ها شد. در ژانویهٔ ۱۹۱۳، استالین به وین سفر کرد و در آنجا به بررسی «مسئلهٔ ملی» پرداخت – اینکه بلشویک‌ها باید چه سیاستی برای اقلیت‌های ملی و قومی امپراتوری روسیه اتخاذ کنند. لنین که استالین را به نوشتن مقاله‌ای در این زمینه تشویق می‌کرد، می‌خواست با پیشنهاد حق جدایی از دولت روسیه این گروه‌ها را به سمت آرمان بلشویک‌ها جذب کند، اما همچنین امیدوار بود که آن‌ها بخشی از روسیهٔ آینده تحت حکومت بلشویک‌ها باقی بمانند.
مقالهٔ استالین به نام مارکسیسم و مسئلهٔ ملی اولین بار در شماره‌های مارس، آوریل و مهٔ ۱۹۱۳ مجلهٔ بلشویکی روشنگری منتشر شد و مورد پسند لنین قرار گرفت. طبق گفتهٔ مونتفیوره، این «معروف‌ترین اثر استالین» بود. این مقاله با نام مستعار «ک. استالین» منتشر شد، نامی که او از سال ۱۹۱۲ استفاده می‌کرد و از کلمهٔ روسی «فولاد» (استال) مأخوذ و «مرد پولادین» ترجمه شده است. شاید استالین قصد داشته از نام مستعار لنین تقلید کند. او تا پایان عمر نام «استالین» را حفظ کرد، احتمالاً چون مقاله‌ای که میان بلشویک‌ها معروفش کرده بود تحت این نام منتشر شده بود.
مقامات تزاری در فوریهٔ ۱۹۱۳ استالین را پس از بازگشت به سن پترزبورگ دستگیر کردند. او به چهار سال تبعید به توروخانسک در سیبری محکوم شد که فرار از آن بس دشوار بود. استالین در اوت به روستای موناستیرسکویه رسید، هرچند پس از چهار هفته به آبادی کوستینو منتقل شد. در مارس ۱۹۱۴، مقامات به دلیل نگرانی از احتمال فرارش او را به روستای کورهیکا در مدار شمالگان منتقل کردند. استالین در این روستا با زنی به نام لیدیا پریپرگینا رابطه داشت که در آن زمان ۱۴ ساله بود. فرزند آنها حوالی دسامبر ۱۹۱۴ به دنیا آمد، اما زود درگذشت. دومین فرزندشان، الکساندر، حدود آوریل ۱۹۱۷ متولد شد. استالین در کورهیکا در میان مردم بومی تونگوز و اوستیاک زندگی می‌کرد و بخش زیادی از وقت خود را به ماهیگیری می‌گذراند.

### ۱۹۱۷: انقلاب روسیه
استالین در تبعید بود که روسیه وارد جنگ جهانی اول شد. در اکتبر ۱۹۱۶ استالین و سایر بلشویک‌های تبعیدی به ارتش روسیه فراخوانده شدند و موناستیرسکویه را ترک کردند. آنها در فوریهٔ ۱۹۱۷ به کراسنویارسک رسیدند اما پزشکی به دلیل معلولیت دست استالین او را برای خدمت نامناسب تشخیص داد. او که می‌بایست چهار ماه دیگر تبعید خود می‌گذراند، درخواست کرد این مدت را در شهر آچینسک نزدیک آنجا سپری کند که پذیرفته شد. در زمان وقوع انقلاب فوریه، استالین در این شهر بود؛ شورش‌هایی در پتروگراد — سن پترزبورگ سابق — درگرفت و تزار نیکلای دوم برای فرار از سرنگونی خشن، از سلطنت کناره‌گیری کرد. امپراتوری روسیه به یک جمهوری دوفاکتو تبدیل گردید که توسط دولت موقتی تحت سلطهٔ لیبرال‌ها اداره می‌شد. استالین با روحیه‌ای سرخوش در ماه مارس با قطار به پتروگراد سفر کرد. در آنجا، استالین و رفیق بلشویکش لو کامنف پراودا را به دست گرفتند و استالین به عنوان نمایندهٔ بلشویک‌ها در کمیتهٔ اجرایی شورای پتروگراد — شورای قدرتمند کارگران شهر — منصوب شد. در آوریل، استالین در انتخابات بلشویک‌ها برای کمیته مرکزی حزب سوم شد؛ لنین اول شده بود و زینوویف دوم. این امر جایگاه ارشد استالین را در حزب نشان می‌داد.

دولت فعلیِ زمین‌داران و سرمایه‌داران باید با یک دولت جدید، دولتی از کارگران و دهقانان جایگزین شود.
شبه‌دولتِ موجود که توسط مردم انتخاب نشده و پاسخگوی مردم نیست، باید با دولتی که توسط مردم به رسمیت شناخته می‌شود، توسط نمایندگان کارگران، سربازان و دهقانان انتخاب شده و در برابر نمایندگانشان پاسخگو باشد، جایگزین شود.

— سرمقاله استالین در پراودا، اکتبر ۱۹۱۷
استالین در سازماندهی قیام روزهای ژوئیه، نمایش مسلحانهٔ قدرت توسط بلشویک‌ها، مشارکت کرد. پس از سرکوب تظاهرات، دولت موقت سرکوب بلشویک‌ها را شدت بخشید و به پراودا حمله کرد. استالین در جریان این حمله لنین را مخفیانه از دفتر روزنامه بیرون برد و مسئولیت امنیت او را بر عهده گرفت. او لنین را ابتدا در خانه‌های امن پتروگراد پنهان و نهایتاً به رازلیف منتقل کرد. در غیاب لنین، استالین به نوشتن پراودا ادامه داد و رهبر موقت بلشویک‌ها شد. او همچنین بر ششمین کنگرهٔ حزب که به صورت مخفی برگزار شد، نظارت داشت. لنین از بلشویک‌ها درخواست می‌کرد قدرت را از طریق کودتا علیه دولت موقت در دست بگیرند. استالین و لئون تروتسکی — از بلشویک‌های ارشد — هر دو از طرح لنین حمایت کردند، اما کامنف و سایر اعضای حزب در آغاز مخالف بودند. لنین به پتروگراد بازگشت و در جلسهٔ ۱۰ اکتبر کمیتهٔ مرکزی رای اکثریت را به نفع کودتا به دست آورد.
در ۲۴ اکتبر، پلیس به دفتر روزنامهٔ بلشویک‌ها حمله کرد و ماشین‌آلات و دستگاه‌های چاپ را از بین برد؛ استالین توانست برخی از این تجهیزات را برای ادامه فعالیت‌های خود حفظ کند. در سحرگاه ۲۵ اکتبر، استالین همراه با لنین در جلسهٔ کمیتهٔ مرکزی در مؤسسهٔ اسمولنی حضور یافت. کودتای بلشویکی — انقلاب اکتبر — از آنجا هدایت می‌شد. شبه‌نظامیان بلشویکی ایستگاه برق پتروگراد، ادارهٔ پست اصلی، بانک دولتی، مرکز تلفن و چندین پل را تصرف کردند. کشتی بلشویکی آئورورا به سمت کاخ زمستانی آتش گشود؛ نمایندگان دولت موقت تسلیم و توسط بلشویک‌ها دستگیر شدند. اگرچه از استالین خواسته شده بود نمایندگان بلشویکِ دومین کنگرهٔ شوراها را در جریان تحولات جاری قرار دهد، اما نقش او در کودتا روشن نبود. تروتسکی و دیگر مخالفان بعدی استالین از این موضوع به عنوان مدرکی بر کم‌اهمیت بودن نقش او در کودتا استفاده می‌کردند، اما مورخان امروزه این ادعا را رد می‌کنند. به گفتهٔ اولگ خلوینیوک، استالین «در [انقلاب اکتبر] به عنوان بلشویکی ارشد، عضو کمیتهٔ مرکزی حزب و سردبیر روزنامهٔ اصلی آن، نقش مهمی ایفا کرد.» ؛ به‌طور مشابه، استفن کوتکین می‌گوید استالین در جریان مقدمات کودتا «در قلب رویدادها» بوده است.

## در دولت لنین

### ۱۹۱۷–۱۹۱۸: تثبیت قدرت

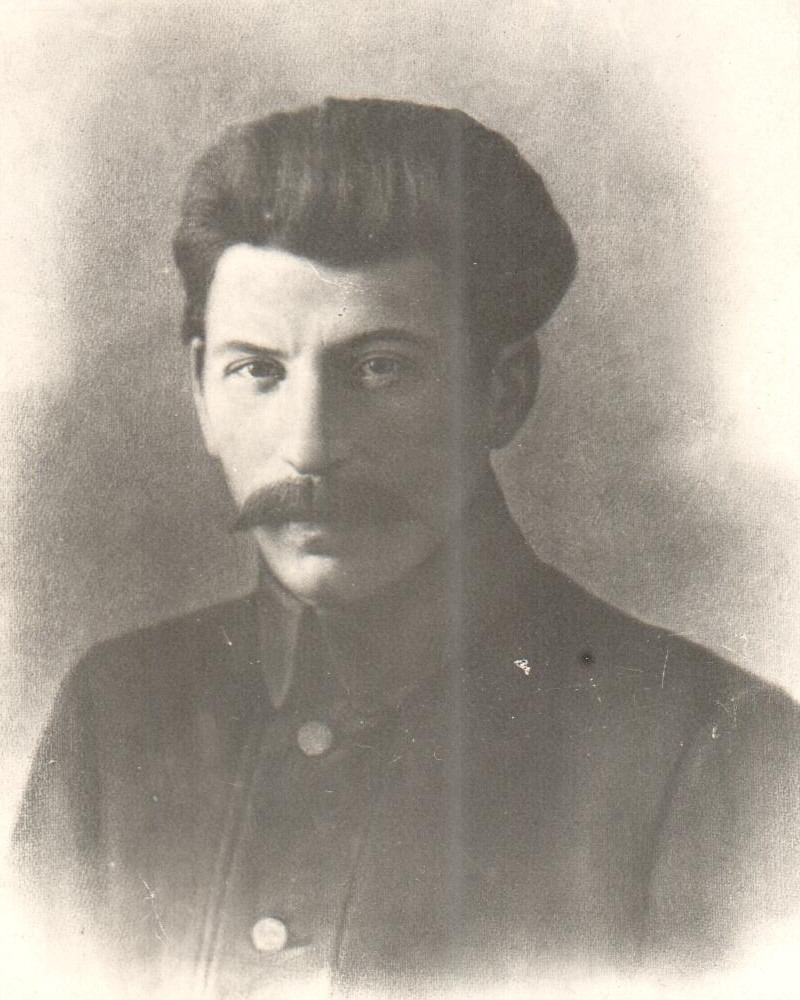
استالین در سال ۱۹۱۷ به عنوان کمیسر خلق

لنین در ۲۶ اکتبر ۱۹۱۷ خود را رئیس دولت جدید موسوم به شورای کمیسرهای خلق (سوویناکوم) اعلام کرد. استالین از تصمیم لنین برای عدم تشکیل ائتلاف با منشویک‌ها و حزب سوسیالیست انقلابی حمایت کرد، اگرچه آنها نهایتاً با سوسیالیست‌های انقلابی چپ دولت ائتلافی تشکیل دادند. استالین به همراه لنین، تروتسکی و سووردلوف، بخشی از هیئت رهبری چهار نفرهٔ غیررسمی دولت شد. دفتر کار استالین در مؤسسهٔ اسمولنی، نزدیک دفتر کار لنین، قرار داشت و او و تروتسکی تنها افرادی بودند که بدون قرار ملاقات اجازهٔ ورود به اتاق مطالعهٔ لنین را داشتند. با اینکه استالین به اندازهٔ لنین یا تروتسکی شناخته شده نبود، اما اهمیتش میان بلشویک‌ها افزایش یافته بود. او نیز فرمان‌های لنین برای تعطیلی روزنامه‌های مخالف را امضا کرد و به همراه سووردلوف جلسات کمیته‌ای را ریاست می‌کرد که وظیفهٔ تدوین قانون اساسی برای جمهوری فدراتیو سوسیالیستی روسیه شوروی را بر عهده داشت. استالین قویاً از تصمیم لنین برای تشکیل سازمان امنیت چکا و «وحشت سرخ» که به دنبالش آمد، حمایت کرد. او می‌گفت خشونت دولتی برای قدرت‌های سرمایه‌داری ابزار مؤثری بوده است و برای دولت شوروی نیز همین‌طور خواهد بود. استالین برخلاف بلشویک‌های ارشد مانند کامنف و نیکلای بوخارین، هرگز نسبت به رشد سریع و گسترش چکا و وحشت سرخ ابراز نگرانی نکرد.
استالین پس از کناره‌گیری از سردبیری پراودا به عنوان کمیسر خلق برای امور ملیت‌ها منصوب شد. او نادژدا آلیلیوا را منشی خود و با او ازدواج کرد، اگرچه تاریخ دقیق ازدواجشان مشخص نیست. در نوامبر ۱۹۱۷، او «حکم ملیت» را امضا کرد که به اقلیت‌های قومی و ملی ساکن در روسیه حق جدایی و تعیین سرنوشت داد. این صرفاً فرمانی استراتژیک بود؛ بلشویک‌ها می‌خواستند حمایت اقلیت‌های قومی را جلب کنند، اما امیدوار بودند که آنها عملاً استقلال نخواهند. همان ماه، او برای مذاکره با حزب سوسیال دموکرات فنلاند به هلسینکی سفر کرد و در دسامبر درخواست استقلال فنلاند را پذیرفت. ادارهٔ او بودجه برای تأسیس روزنامه و مدرسه به زبان‌های اقلیت‌های قومی اختصاص داد. سوسیالیست‌های انقلابی از صحبت‌های استالین دربارهٔ فدرالیسم و تعیین سرنوشت ملی به عنوان نمایشی برای سیاست‌های متمرکز کننده و امپریالیستی سوویناکوم انتقاد می‌کردند.
به دلیل تداوم جنگ جهانی اول که روسیه در آن با قدرت‌های مرکز — آلمان و اتریش-مجارستان — در جنگ بود، دولت لنین در مارس ۱۹۱۸ از پتروگراد به مسکو نقل مکان کرد. استالین، تروتسکی، سووردلوف و لنین در کرملین ساکن شدند. استالین از تمایل لنین برای امضای آتش‌بس با نیروهای مرکز علی‌رغم از دست رفتن اراضی روسیه حمایت کرد. او این امر را ضروری می‌دانست زیرا برخلاف لنین، متقاعد نشده بود که اروپا در آستانهٔ انقلاب پرولتری است. سرانجام لنین سایر بلشویک‌های ارشد را متقاعد کرد که منجر به امضای پیمان برست-لیتوفسک در مارس ۱۹۱۸ شد. این معاهده مناطق وسیعی از سرزمین و منابع امپراتوری سابق روسیه را به نیروهای مرکز واگذار و بسیاری از مردم روسیه را خشمگین کرد. سوسیالیست‌های انقلابی چپ به همین دلیل از دولت ائتلافی کناره‌گیری کردند. حزب حاکم سوسیال دموکرات کارگری مدتی بعد به حزب کمونیست روسیه تغییر نام داد.

### ۱۹۱۸–۱۹۲۱: فرماندهی نظامی
پس از به قدرت رسیدن بلشویک‌ها، لشکریان راست‌گرا و چپ‌گرا علیه آن‌ها متحد شدند که مسبب جنگ داخلی روسیه شد. در ماه مهٔ ۱۹۱۸، در بحبوحهٔ کمبود مواد غذایی، سووناکوم استالین را به تزاریتسین فرستاد تا مسئولیت تهیهٔ غذا در جنوب روسیه را بر عهده بگیرد. او که مشتاق بود خود را به عنوان یک فرمانده ثابت کند، به محض ورود کنترل عملیات نظامی منطقه‌ای را به دست گرفت. او با دو نظامی — کلیمنت ووراشیلوف و سیمیون بودیونی — دوست شد که هستهٔ پایگاه حمایت نظامی و سیاسی او را تشکیل می‌دادند. استالین با این باور که پیروزی با برتری عددی تضمین می‌شود، تعداد زیادی از نیروهای ارتش سرخ را به نبرد علیه ارتش‌های سفید ضد بلشویکی منطقه فرستاد که منجر به تلفات سنگین شد؛ لنین از این تاکتیک پرهزینه خشنود نبود. استالین در تزاریتسین به شاخهٔ محلی چکا دستور داد ضدانقلاب‌های مظنون را — گاه بدون محاکمه — اعدام کنند و برخلاف دستور دولت، سازمان‌های نظامی و جمع‌آوری غذا را از متخصصانی طبقهٔ متوسط پاکسازی و برخی از آن‌ها را نیز اعدام کرد. استفادهٔ او از خشونت و وحشت دولتی در مقیاس بالاتری از آنچه مطلوب اکثر رهبران بلشویکی بود صورت می‌گرفت؛ برای مثال، استالین دستور داد چندین روستا را به آتش بکشند تا مطمئن شود برنامهٔ تهیهٔ غذای او رعایت می‌شود.
در دسامبر ۱۹۱۸، استالین به پرم فرستاده شد تا تحقیقاتی انجام دهد در مورد اینکه چطور نیروهای سفید الکساندر کولچاک موفق شدند نیروهای سرخ مستقر در آنجا را از بین ببرند. او قبل از اینکه به جبههٔ غربی در پتروگراد منصوب شود بین ژانویه و مارس ۱۹۱۹ به مسکو بازگشت. وقتی هنگ سوم سرخ فرار کرد، استالین دستور به اعدام علنی فراری‌های دستگیر شده داد. در سپتامبر، او به جبههٔ جنوبی بازگردانده شد. استالین در طول جنگ، ارزش خود را به کمیتهٔ مرکزی ثابت کرد و قاطعیت، عزم و تمایل به بر عهده گرفتن مسئولیت در موقعیت‌های درگیری نشان داد. همزمان، او دستورها را نادیده می‌گرفت و به‌طور مکرر در واکنش به انتقادات تهدید به استعفا می‌کرد. لنین او را در هشتمین کنگرهٔ حزب به دلیل استفاده از تاکتیک‌هایی که منجر به کشته شدن تعداد زیادی از سربازان ارتش سرخ شده بود، توبیخ کرد. با این وجود، دولت در نوامبر ۱۹۱۹ به دلیل خدماتش در زمان جنگ، نشان پرچم سرخ را به او اعطا کرد.

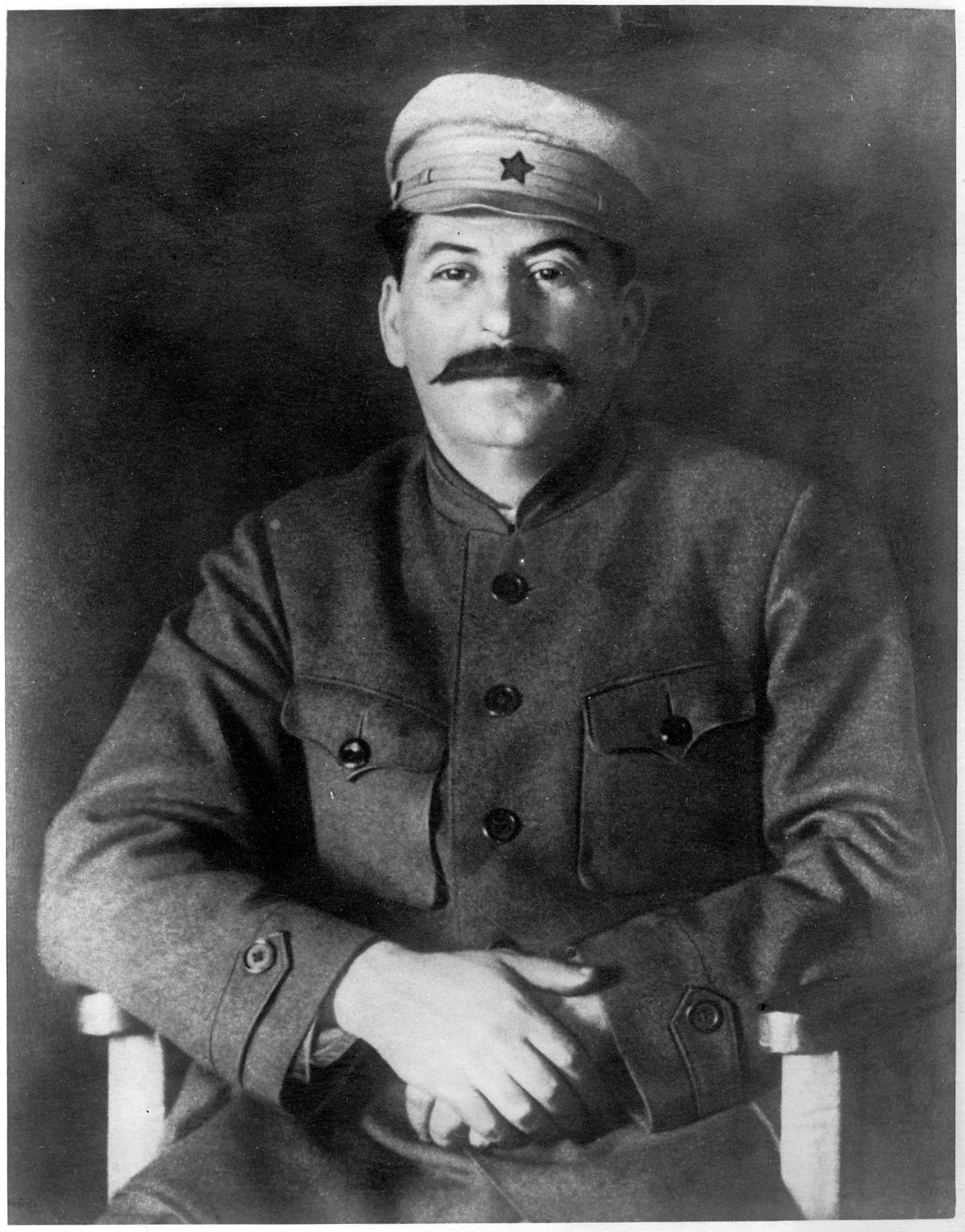
ژوزف استالین در سال ۱۹۲۰

بلشویک‌ها تا پایان سال ۱۹۱۹ در جنگ داخلی روسیه پیروز شدند. سووناکوم توجه خود را به گسترش انقلاب پرولتری در خارج از کشور معطوف کرد و به همین منظور در مارس ۱۹۱۹ کمینترن را تشکیل داد؛ استالین در مراسم افتتاحیهٔ آن شرکت کرد. اگرچه استالین اعتقاد لنین مبنی بر اینکه پرولتاریای اروپا در آستانهٔ انقلاب هستند را قبول نداشت، اما اذعان داشت که تا زمانی که روسیهٔ شوروی تنها کشور کمونیست باقی بماند، آسیب‌پذیر خواهد بود.
پس از درگیری‌های قبلی بین نیروهای لهستانی و روس، جنگ شوروی و لهستان در اوایل سال ۱۹۲۰ آغاز شد. قوای لهستانی در ۷ مه به اوکراین حمله و کی‌یف را تصرف کردند. در ۲۶ مه، استالین به جبههٔ جنوب غربی در اوکراین منتقل شد. ارتش سرخ در ۱۰ ژوئن کی‌یف را بازپس گرفت و نیروهای لهستان را به داخل کشورشان عقب راند. در ۱۶ ژوئیه، کمیتهٔ مرکزی تصمیم گرفت جنگ را به داخل خاک لهستان بکشاند. لنین معتقد بود که پرولتاریای لهستانی برای حمایت از روس‌ها علیه دولت یوزف پیلسودسکی شورش خواهند کرد. استالین نسبت به این امر هشدار داده بود؛ او معتقد بود که احساسات ملی‌گرایانه باعث خواهد شد طبقهٔ کارگر لهستان از تلاش‌های جنگی دولت خود حمایت کند و ارتش سرخ آمادهٔ جنگی تهاجمی نیست و این فرصتی به ارتش‌های سفید می‌دهد تا دوباره در کریمه جان بگیرند و احتمالاً جنگ داخلی را مجدداً شعله‌ور کنند. استالین در این موضوع راه به جایی نبرد. پس تصمیم لنین را پذیرفت و از آن حمایت کرد. در جبههٔ جنوب غربی، او مصمم به فتح لویو شد؛ با تمرکز بر این هدف، او در اوایل اوت از دستور انتقال نیروهای خود برای کمک به قوای میخائیل توخاچفسکی که به ورشو حمله می‌کردند سرپیچی کرد.
در اواسط اوت ۱۹۲۰، لهستانی‌ها پیشروی روس‌ها را عقب راندند و استالین برای شرکت در جلسهٔ پولیتبورو به مسکو بازگشت. توخاچفسکی شکست خود در نبرد ورشو را به گردن استالین انداخت. در مسکو، لنین و تروتسکی نیز به دلیل رفتار او در جنگ لهستان و شوروی از او انتقاد کردند. استالین احساس تحقیر و قدر نادیدن می‌کرد؛ در ۱۷ اوت، او از ارتش استعفا داد که در ۱ سپتامبر پذیرفته شد. در کنفرانس نهم بلشویکی در اواخر سپتامبر، تروتسکی استالین را به «اشتباهات استراتژیک» در جنگ متهم کرد. تروتسکی ادعا کرد که استالین با سرپیچی از دستور انتقال نیرو، این کارزار را خراب کرده است. لنین طرف تروتسکی را گرفت و هیچ‌کس در این کنفرانس از استالین دفاع نکرد. استالین احساس رسوا شدن کرد و بیزاری‌اش از تروتسکی افزایش یافت. جنگ لهستان و شوروی در ۱۸ مارس ۱۹۲۱ با امضای معاهدهٔ صلح ریگا به پایان رسید.

### ۱۹۲۱–۱۹۲۳: سال‌های پایانی لنین

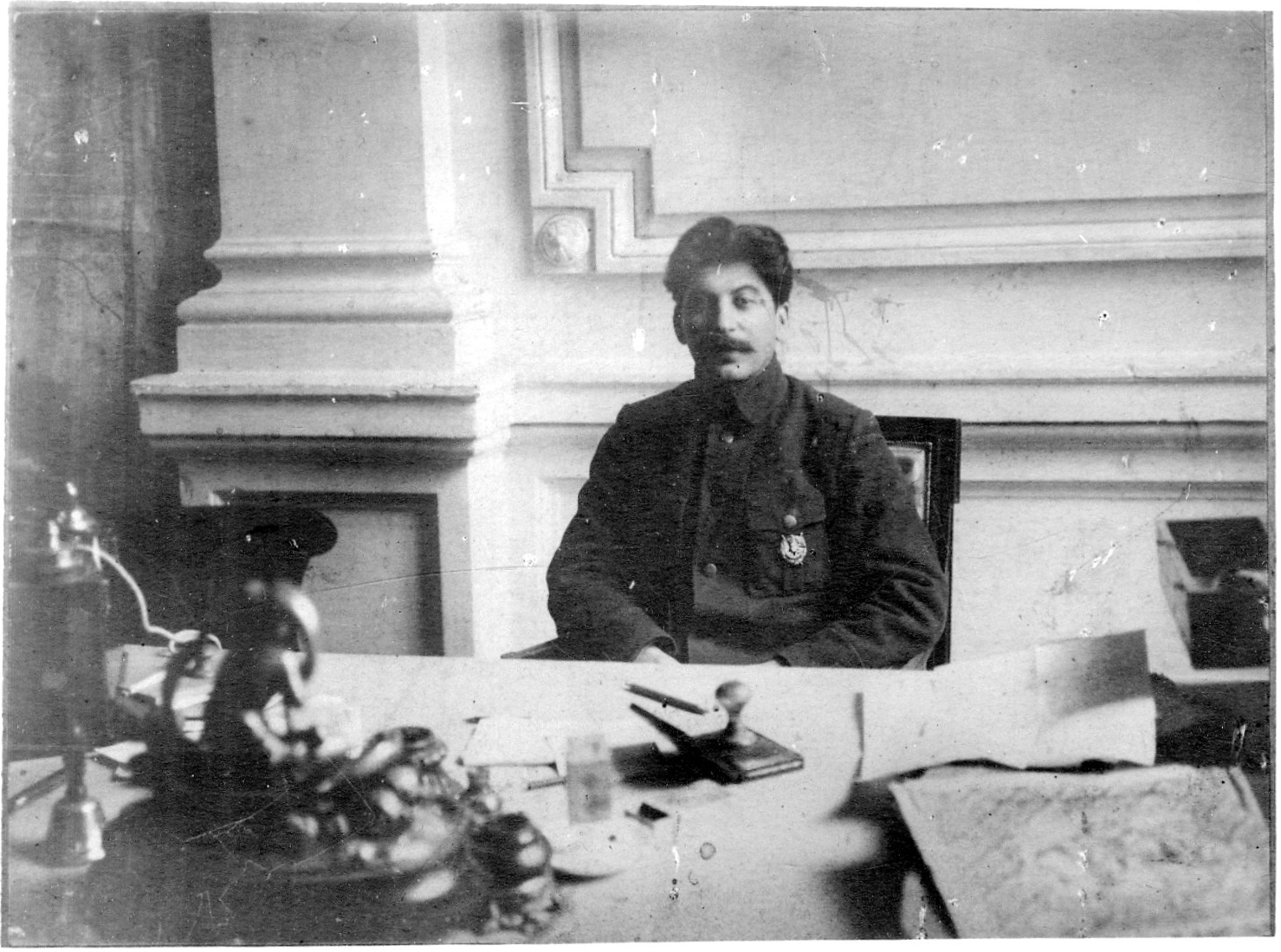
استالین در سال ۱۹۲۱ با نشان پرچم سرخ

شوروی کشورهای همسایه را تحت سلطهٔ خود می‌خواست؛ در فوریهٔ ۱۹۲۱ به گرجستانِ تحت حکومت منشویک‌ها حمله کرد. در آوریل ۱۹۲۱، استالین به ارتش سرخ دستور داد تا برای بازگرداندن کنترل دولت روسیه به ترکستان اعزام شود. استالین به عنوان کمیسر خلق برای ملیت‌ها، معتقد بود که هر گروه ملی و قومی باید حق ابراز خویش داشته باشد، اما از طریق «جماهیر خودمختار» درون دولت روسیه که در آن می‌توانستند بر امور مختلف منطقه‌ای نظارت داشته باشند. برخی از مارکسیست‌ها به دلیل این دیدگاه او را متهم کردند بیش از حد به ملی‌گرایی بورژوایی امتیاز داده است، حال آنکه برخی دیگر متهمش می‌کردند با تلاش برای حفظ این ملت‌ها در درون دولت روسیه، بیش از حد روس‌گراست.
قفقاز زادگاه استالین به دلیل ترکیب پیچیدهٔ چند قومیتی‌اش مشکل خاصی به وجود آورد. استالین با ایدهٔ جمهوری‌های خودمختار جداگانهٔ گرجستانی، ارمنی و آذربایجانی مخالف بود و استدلال می‌کرد که این‌ها احتمالاً به اقلیت‌های قومی قلمروهای خود تحت ستم خواهند کرد. در عوض، او خواستار «جمهوری سوسیالیستی فدرال ماورای قفقاز» بود. حزب کمونیست گرجستان با این امر مخالفت کرد که منجر به «مسئلهٔ گرجستان» شد. در اواسط سال ۱۹۲۱، استالین به قفقاز جنوبی بازگشت و در آنجا از کمونیست‌های گرجستانی خواست تا از ملی‌گرایی شوونیستی گرجستانی که اقلیت‌های آبخازی، آسی و آجارستانی را در گرجستان به حاشیه رانده، اجتناب کنند. استالین در این سفر با پسرش یاکوف ملاقات کرد و او را به مسکو بازگرداند. نادژدا پسر دیگری به نام واسیلی در مارس ۱۹۲۱ به دنیا آورده بود.
اعتصابات کارگری و قیام‌های دهقانی پس از جنگ داخلی در سراسر روسیه به راه افتاد. اینان عمدتاً مخالف پروژهٔ جمع‌آوری غذا توسط سووناکوم بودند. لنین در پاسخ به این موضوع اصلاحاتی به نام «سیاست‌های نوین اقتصادی» اعمال کرد که به بازار آزاد می‌مانست. در حزب کمونیست نیز آشفتگی داخلی وجود آمده بود، زیرا تروتسکی جناحی را رهبری می‌کرد که خواستار لغو اتحادیه‌های کارگری بود. لنین با این کار مخالف بود و استالین از فرصت برای بسیج مخالفانِ تروتسکی استفاده کرد. استالین همچنین پذیرفت مدیریت بخش تحریک و پروپاگاندا در دبیرخانهٔ کمیتهٔ مرکزی را بر عهده بگیرد. در کنگرهٔ یازدهم حزب در سال ۱۹۲۲، لنین استالین را به عنوان دبیرکل جدید حزب معرفی کرد. اگرچه نگرانی‌هایی وجود داشت که تصدی این پست جدید علاوه بر پست‌های دیگرش، فشار کاری او را بیش از حد افزایش و قدرت زیادی به او دهد، اما استالین در هر حال به این سمت منصوب شد. لنین داشتن متحدی کلیدی در این منصب مهم را سودمند می‌یافت.

استالین بیش از حد بی‌ادب است و این نقص که در محیط ما و در روابط ما به عنوان کمونیست کاملاً قابل قبول است، در موقعیت دبیرکل غیرقابل قبول می‌شود؛ بنابراین به رفقا پیشنهاد می‌کنم راهی برای برکناری او از این شغل بیابند و فرد دیگری را به این شغل منصوب کنند که تمایزش با رفیق استالین از جنبه‌های دیگر چنین باشد که او تحمل بیشتری داشته باشد، مؤدب‌تر و نسبت به رفقا توجه بیشتری داشته باشد، کمتر دمدمی مزاج و… باشد.

— وصیت‌نامهٔ لنین، ۴ ژانویهٔ ۱۹۲۳؛
در ماه مهٔ ۱۹۲۲، سکتهٔ مغزی شدیدی لنین را تا حدی فلج کرد. با اقامت در داچای گورکی، ارتباط اصلی لنین با سووناکوم از طریق استالین بود که منظما از آنجا بازدید می‌کرد. لنین دو بار از استالین خواست به تا تهیهٔ سم برای خودکشی کمک کند، اما استالین نپذیرفت. با وجود این رفاقت، لنین از آنچه رفتار «آسیایی» استالین می‌نامید خوشش نمی‌آمد و به خواهرش ماریا گفت استالین «باهوش نیست.» لنین و استالین بر سر تجارت خارجی با هم بحث می‌کردند. لنین معتقد بود دولت شوروی باید بر تجارت خارجی انحصار داشته باشد، اما استالین نظر گریگوری سوکولنیکف را مقبول می‌یافت مبنی بر اینکه که چنین انحصاری در این مرحله عملی نیست. اختلاف دیگری بر سر مسئلهٔ گرجستان رخ داد و لنین از تمایل کمیتهٔ مرکزی گرجستان برای یک جمهوری سوسیالیستی گرجی به جای ایدهٔ استالین برای یک جمهوری ماورای قفقاز حمایت کرد.
آنها بر سر ماهیت دولت شوروی هم اختلاف داشتند. لنین خواستار تشکیل فدراسیون جدیدی به نام «اتحاد جماهیر شوروی اروپا و آسیا» بود که تمایل او به گسترش ارضی در دو قاره را نشان می‌داد. او اصرار داشت که دولت روسیه باید به‌طور مساوی با سایر کشورهای شوروی به این اتحادیه بپیوندد. استالین اما معتقد بود که این امر احساس استقلال‌طلبی را در میان غیرروس‌ها تشویق می‌کند. استالین در عوض استدلال می‌کرد اقلیت‌های قومی به «جمهوری‌های خودمختار» درون جمهوری سوسیالیستی فدراتیو روسیه شوروی راضی خواهند بود. لنین، استالین را به «شوونیسم روس بزرگ» و استالین، لنین را به «لیبرالیسم ملی» متهم کرد. سرانجام به مصالحه رسیدند و فدراسیون به «اتحاد جماهیر شوروی سوسیالیستی» تغییر نام داد. تشکیل اتحاد جماهیر شوروی در دسامبر ۱۹۲۲ تصویب شد. اگرچه رسماً یک نظام فدرال بود، اما تمام تصمیمات عمده توسط پلیتبوروی حاکم حزب کمونیست اتحاد جماهیر شوروی در مسکو گرفته می‌شد.
اختلافات استالین و لنین شخصی هم شد؛ به ویژه زمانی که استالین در مکالمه‌ای تلفنی با کروپسکایا، همسر لنین، بی‌ادبی کرد، لنین از او عصبانی شد. در سال‌های آخر زندگی لنین، کروپسکایا وصیت‌نامهٔ لنین را به رهبران حکومت ارائه کرد که حاوی یادداشت‌هایی تحقیرآمیز دربارهٔ استالین بود. این یادداشت‌ها از رفتارهای بی‌ادبانه و قدرت مفرط استالین انتقاد و پیشنهاد می‌کردند استالین از منصب دبیرکلی برکنار شود. برخی از مورخان صحت این متون را زیر سؤال برده‌اند و بر آن‌اند که ممکن است توسط کروپسکایا نوشته شده باشند، زیرا او با استالین اختلافات شخصی داشت؛ با این حال، استالین هرگز به‌طور علنی تردیدی دربارهٔ اصالت وصیت‌نامهٔ لنین ابراز نکرد. اکثر مورخان این سند را بازتابی دقیق از دیدگاه‌های لنین می‌دانند. به گفتهٔ بوریس باژانوف، منشی استالین، لنین «به‌طور کلی به رهبری جمعی با تروتسکی در صدر گرایش داشت.»

## تحکیم قدرت

### ۱۹۲۴–۱۹۲۷: جانشینی لنین

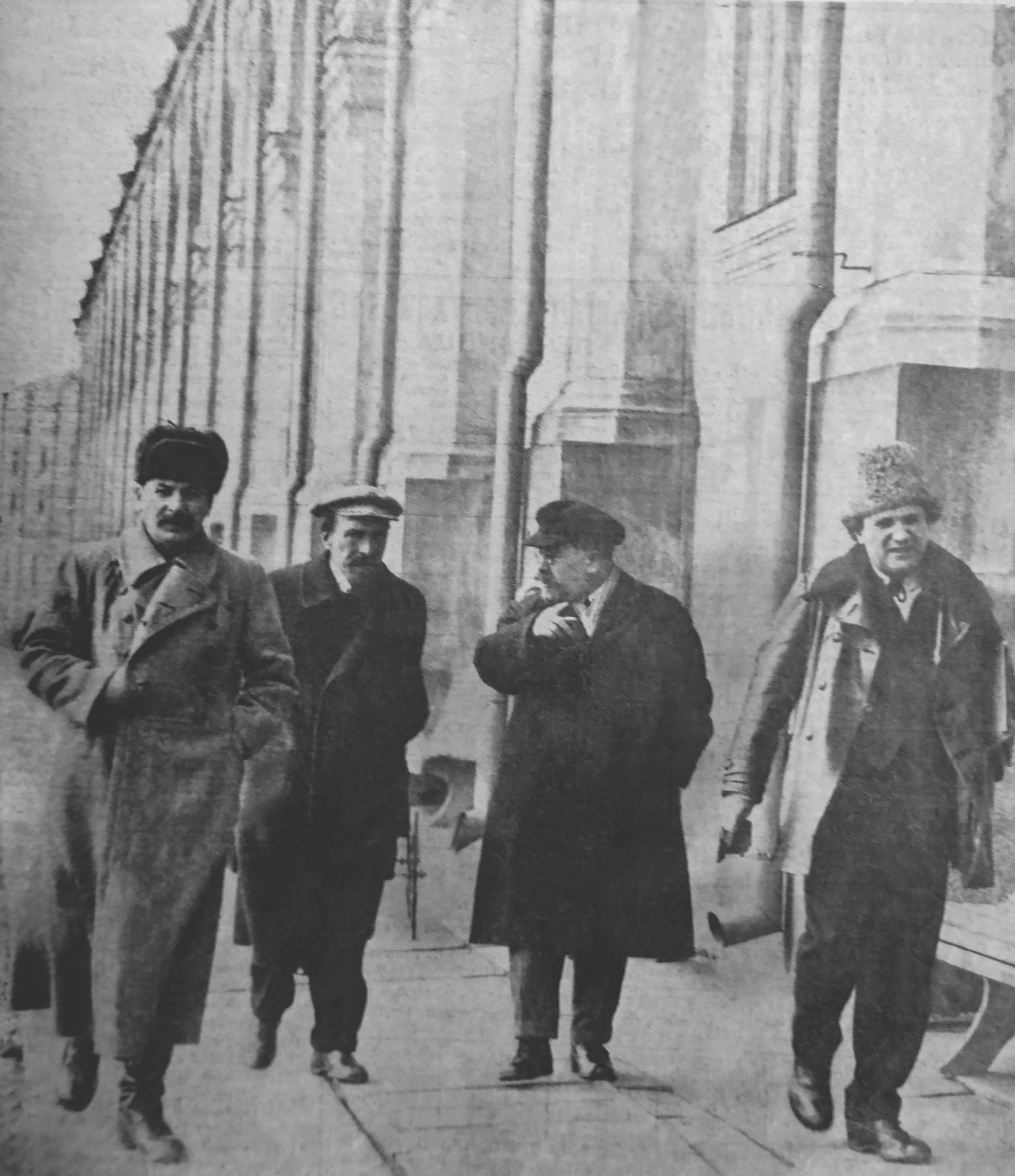
(از چپ به راست) استالین، آلکسی رایکوف، لو کامنف و گریگوری زینوویف در سال ۱۹۲۵. این سه بعداً با استالین دچار اختلاف و در طول پاکسازی بزرگ اعدام شدند.

لنین در ژانویه ۱۹۲۴ درگذشت. استالین مسئول برگزاری مراسم تشییع جنازهٔ او شد و یکی از حاملان تابوتش بود؛ پلیتیورو برخلاف میل همسر لنین جسد او را مومیایی کرد و در آرامگاهی در میدان سرخ مسکو قرار داد. این اقدام بخشی از تلاش‌ها برای ایجاد کیش شخصیت لنین بود و در همان سال نام پتروگراد به «لنینگراد» تغییر یافت. استالین برای تقویت وجههٔ لنینیستی خود، ۹ سخنرانی دربارهٔ مبانی لنینیسم در دانشگاه سوردلوف ایراد کرد که بعداً به صورت کتاب منتشر شدند. در سیزدهمین کنگرهٔ حزب در ماه مهٔ ۱۹۲۴، وصیت‌نامهٔ لنین فقط برای رهبران نمایندگان استانی قرائت شد. استالین که از محتوای آن خجلت‌زده شده بود، از دبیرکلی استعفا کرد؛ این فروتنی نجاتش داد و باعث شد در سمتش ابقا شود. به گفتهٔ بوریس بازانوف، منشی استالین، استالین از مرگ لنین شادمان بود، گرچه «در ظاهر ماسک غم به چهره زده بود.»
استالین به عنوان دبیرکل اختیار تام در انتصاب افراد به دفتر خود داشت و هواداران وفادار خویش را در سراسر حزب و دولت منصوب کرد. او اعضای جدید حزب کمونیست که از طبقات پرولتاریایی بودند را به «بلشویک‌های قدیمی» که اغلب فارغ‌التحصیلان دانشگاهی طبقهٔ متوسط بودند ترجیح می‌داد و می‌خواست با انتصاب آنان در سمت‌های مختلف، هوادارانی در مناطق مختلف کشور داشته باشد. استالین تماس زیادی با کارمندان جوان حزب برقرار می‌کرد و تمایل به ترفیع درجه باعث می‌شد بسیاری از اعضای شهرستانی به دنبال تحت تأثیر قرار دادن استالین و جلب لطفش باشند. استالین همچنین روابط نزدیکی با سه نفر در قلب پلیس مخفی (ابتدا چکا و سپس جایگزین آن، اداره سیاسی دولتی) برقرار کرد: فلیکس ژرژینسکی، گنریخ یاگودا و ویاچسلاو منژینسکی. او اوقات خصوصی خود را بین آپارتمان کرملین و داچایی در زوبالوا تقسیم می‌کرد؛ همسرش در فوریهٔ ۱۹۲۶ دختری به نام سوتلانا به دنیا آورد.
پس از مرگ لنین، شخصیت‌های مختلفی در مبارزه برای جانشینی او ظهور کردند: در کنار استالین؛ تروتسکی، زینوویف، کامنف، بوخارین، آلکسی رایکوف و میخائیل تومسکی در این رقابت حضور داشتند. استالین تروتسکی را که بشخصه از او متنفر بود مانع اصلی تسلط خود بر حزب می‌دید. استالین با کامنف و زینوویف زمان بیماری لنین ترویکایی غیررسمی علیه تروتسکی تشکیل دادند. زینوویف از افزایش قدرت استالین نگران بود، اما در کنگرهٔ سیزدهم به عنوان وزنهٔ تعادلی مقابل تروتسکی از او حمایت کرد زیرا تروتسکی رهبری جناحی حزبی به نام «اپوزیسیون چپ» را بر عهده گرفته بود. اپوزیسیون چپ معتقد بودند سیاست‌های نوین اقتصادی بیش از حد به سرمایه‌داران امتیاز می‌دهد و به استالین به دلیل حمایت از این سیاست لقب «راست‌گرا» دادند. استالین گروهی از حامیان خود در کمیتهٔ مرکزی ایجاد کرد و اپوزیسیون چپ به تدریج از مناصب تأثیرگذار خود برکنار شدند. بوخارین از استالین حمایت کرد زیرا مانند استالین معتقد بود برنامه‌های اپوزیسیون چپ شوروی را به بی‌ثباتی خواهد کشاند.

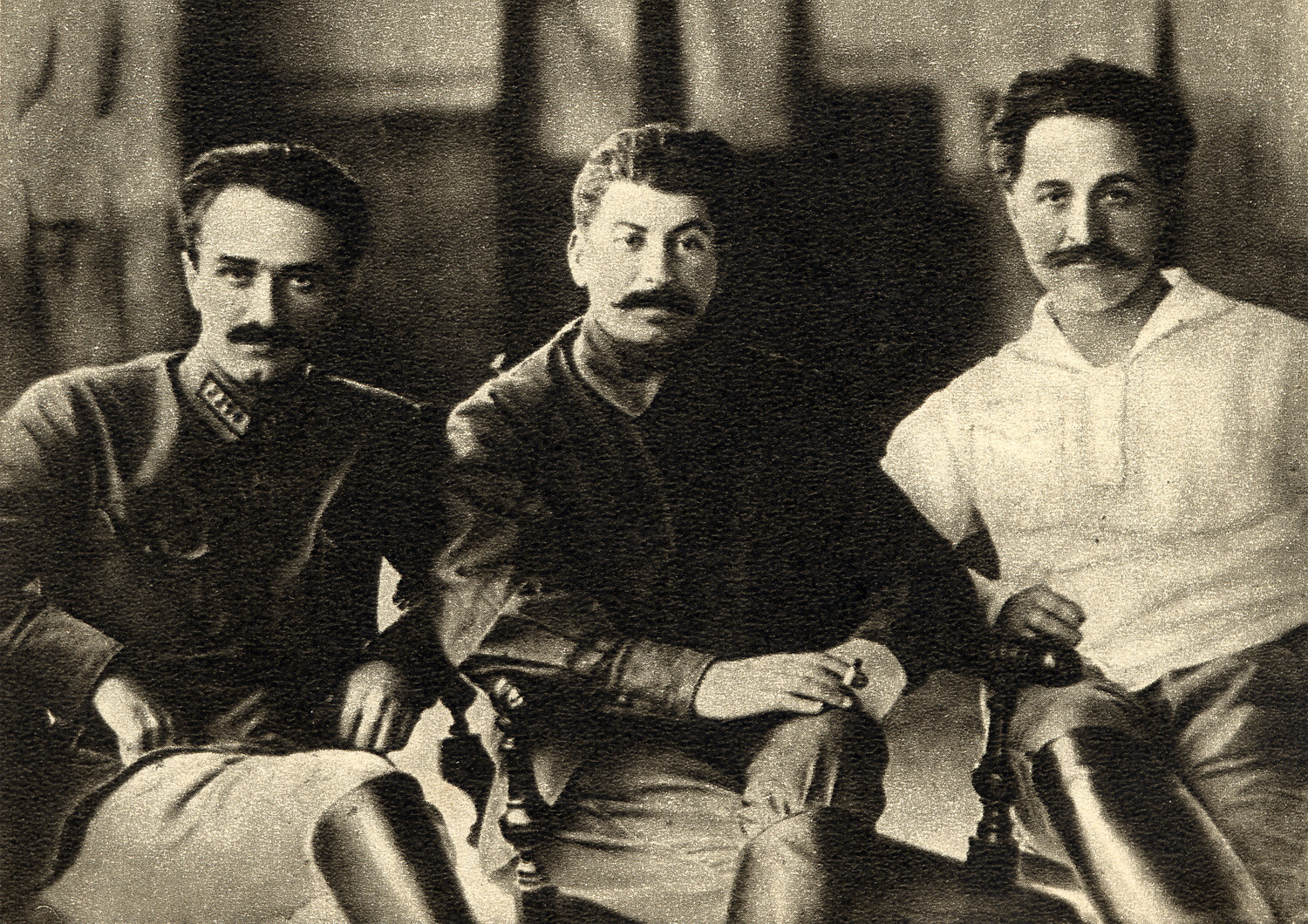
استالین و نزدیکانش آناستاس میکویان و گریگوری ارژنیکیدزه در تفلیس، ۱۹۲۵

استالین در اواخر سال ۱۹۲۴ علیه کامنف و زینوویف دورخیز و حامیانشان را از موقعیت‌های کلیدی بیرون کرد. در سال ۱۹۲۵، این دو به مخالفت علنی با استالین و بوخارین روی آوردند. آنها در چهاردهمین کنگرهٔ حزب در دسامبر، حملاتی علیه جناح استالین به راه انداختند، اما ناموفق بودند. استالین به نوبهٔ خود کامنف و زینوویف را متهم کرد که دوباره فعالیت‌های جناحی و در نتیجه بی‌ثباتی را بر حزب تحمیل کرده‌اند. در اواسط سال ۱۹۲۶، کامنف و زینوویف با حامیان تروتسکی همراه شدند تا گروه «مخالفان متحد» را علیه استالین تشکیل دهند؛ اینان در اکتبر تحت تهدید اخراج با توقف فعالیت‌های جناحی موافقت کردند و بعداً بر اساس دستور استالین، به‌طور علنی از نظرات خود دست کشیدند. مباحثات جناحی ادامه یافت و استالین در اکتبر و سپس دسامبر ۱۹۲۶ و دوباره در دسامبر ۱۹۲۷ تهدید به استعفا کرد. در اکتبر ۱۹۲۷، زینوویف و تروتسکی از کمیتهٔ مرکزی برکنار شدند؛ تروتسکی به قزاقستان تبعید و بعداً در سال ۱۹۲۹ از کشور اخراج شد. برخی از اعضای مخالفان متحد که ابراز ندامت کرده بودند، بعداً به دولت بازگشتند.
حال استالین رهبر معظم حزب بود، اگرچه رئیس دولت نبود. او این مقام را به متحد کلیدی خود، ویاچسلاو مولوتف، محول کرده بود. از دیگر حامیان مهمش در پلیتبورو وروشیلوف، لازار کاگانویچ و گریگوری ارژنیکیدزه بودند که خیال استالین را از حضور متحدانش در نهادهای مختلف آسوده می‌ساخت. به گفتهٔ مونتفیوره، در این مقطع «استالین رهبر الیگارشی بود، اما به هیچ وجه دیکتاتور نبود.» نفوذ در حال افزایش او در نامگذاری مکان‌های مختلف به افتخار او قابل مشاهده است؛ در ژوئن ۱۹۲۴ شهر معدنی یوزوفکا در اوکراین به استالینو و در آوریل ۱۹۲۵، تساریتسین با دستور میخائیل کالینین و آول انوکیدزه به استالینگراد تغییر نام یافت.
در سال ۱۹۲۶، استالین کتاب اندر مسائل لنینیسم را منتشر کرد؛ او مفهوم «سوسیالیسم در یک کشور» را دیدگاه صحیح لنینیستی نمایاند. اما این با دیدگاه‌های مرسوم بلشویکی در تضاد بود زیرا بلشویک‌ها معتقد بودند سوسیالیسم را نمی‌توان در یک کشور به تنهایی برپایی کرد و تنها از طریق فرایند انقلاب جهانی قابل دستیابی است.

### ۱۹۲۷–۱۹۳۱: نابودی کولاک‌ها، کلکتیویزاسیون و صنعتی‌سازی

#### سیاست اقتصادی
ما از کشورهای پیشرفته پنجاه تا صد سال عقب افتاده‌ایم. ما باید این شکاف را در ده سال پر کنیم. یا این کار را انجام می‌دهیم یا له خواهیم شد.
این چیزی است که تعهدات ما در قبال کارگران و دهقانان اتحاد جماهیر شوروی به ما دیکته می‌کند.

— استالین، فوریهٔ ۱۹۳۱
اتحاد جماهیر شوروی از نظر توسعهٔ صنعتی عقب‌تر از کشورهای غربی و با کمبود غلات مواجه بود؛ میزان تولید گندم در سال ۱۹۲۷ تنها ۷۰٪ سال قبل بود. دولت استالین از حملهٔ احتمالی ژاپن، فرانسه، بریتانیا، لهستان و رومانی بیم داشت. بسیاری از کمونیست‌ها، از جمله در کومسومول، او.گ.پ.او. و ارتش سرخ، مشتاق بودند از سیاست‌های نوین اقتصادی و رویکرد بازارمحور آن خلاص شوند؛ آن‌ها کسانی که از این سیاست سود می‌بردند — دهقانان ثروتمند معروف به «کولاک» و صاحبان مشاغل کوچک یا «نپ‌من‌ها» — دل خوشی نداشتند. در این مقطع، استالین سیاست‌های نوین اقتصادی را رها کرد که او را در طیف گرایش‌های اقتصادی حتی به چپ‌تر از تروتسکی یا زینوویف سوق داد.
در اوایل سال ۱۹۲۸، استالین به نووسیبیرسک سفر کرد، زیرا مدعی بود کولاک‌ها غلات خود را آنجا احتکار می‌کنند. او دستور داد کولاک‌ها دستگیر و غلاتشان مصادره شود. استالین بخش زیادی از غلات منطقه را در فوریه با خود به مسکو بازگرداند. به دستور استالین، گروه‌های تأمین غلات در سراسر سیبری غربی و اورال پدید آمدند و بین اینان با دهقانان درگیری‌های خشونت‌آمیزی رخ داد. استالین اعلام کرد کولاک‌ها و «دهقانان میانه» باید برای تحویل محصولات خود تحت فشار قرار بگیرند. بوخارین و چندین عضو دیگر کمیتهٔ مرکزی این اقدام را درست نمی‌یافتند و عصبانی بودند که با آن‌ها مشورت نشده است. در ژانویهٔ ۱۹۳۰، پولیتبورو تصویب کرد طبقهٔ کولاک بین بروند؛ کولاک‌های متهم دستگیر و به مناطق دیگر کشور یا اردوگاه‌های کار اجباری تبعید شدند. تعداد زیادی در طول سفر جان باختند. تا ژوئیهٔ ۱۹۳۰، بیش از ۳۲۰ هزار خانوار تحت تأثیر سیاست کولاک‌زدایی قرار گرفتند. به گفتهٔ دیمیتری ولکوگونوف، زندگی‌نامه‌نویس استالین، نابودی کولاک‌ها «اولین وحشت جمعی بود که استالین در کشور اعمال کرد.»

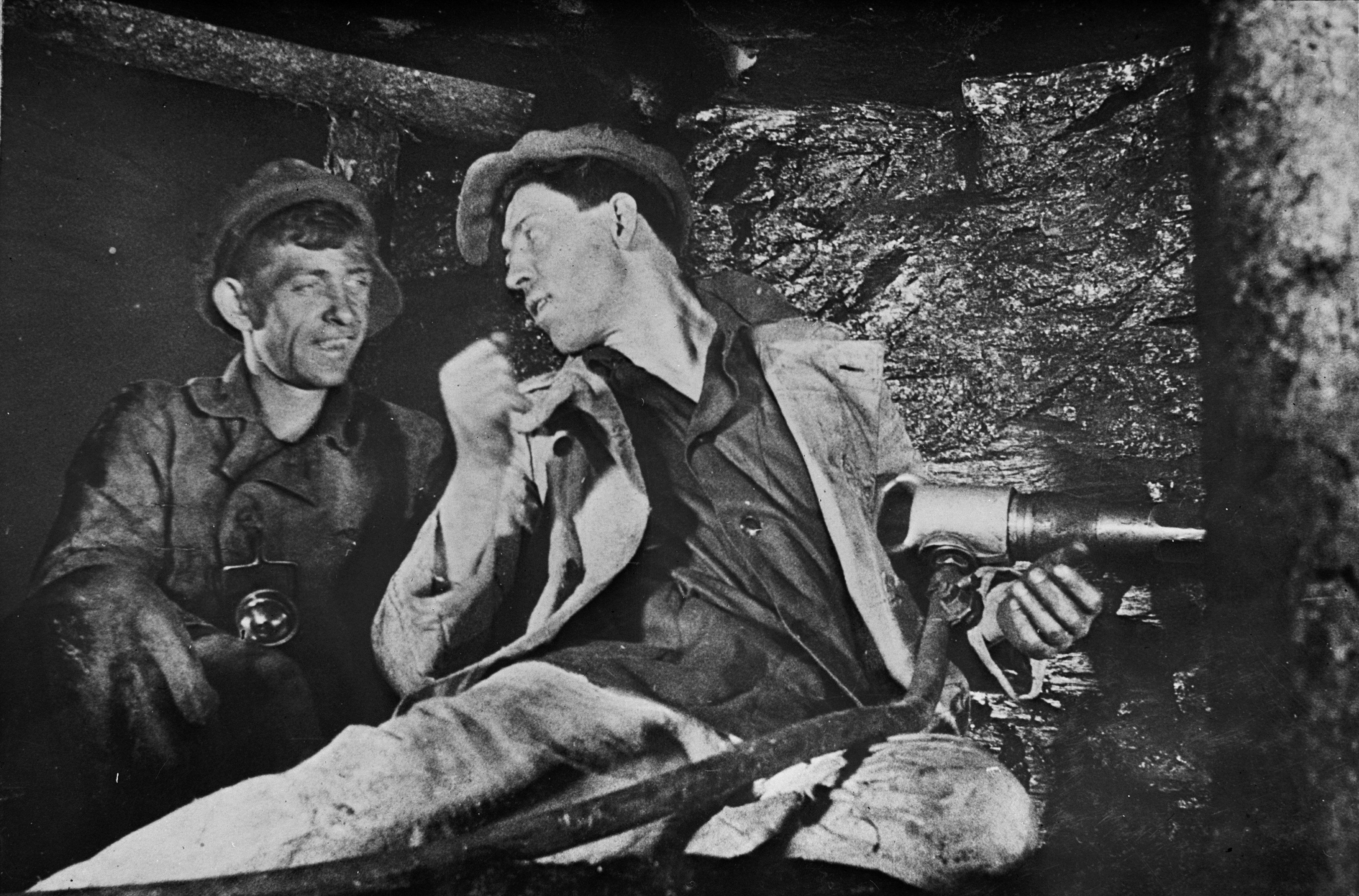
آلکسی استاخانوف به همراه یک معدنچی؛ دولت استالین جنبش استاخانوفیت را برای تشویق به کار بیشتر آغاز کرد.

در سال ۱۹۲۹، پولیتبورو سیاست کلکتیویزاسیون (تجمیع و ادارهٔ جمعی زمین‌های کشاورزی) را اعلام کرد. مزارع جمعی «کلخوز» و مزارع دولتی «سوخوز» تأسیس شدند. استالین پیوستن کولاک‌ها به این مزارع را ممنوع کرد. اگرچه پیوستن به این طرح رسماً داوطلبانه بود، بسیاری از دهقانان به آن‌ها ملحق شدند زیرا از سرنوشت کولاک‌ها می‌ترسیدند؛ برخی دیگر در فضایی آمیخته به ارعاب و خشونت از سوی هواداران حزب به این مزارع پیوستند. تا سال ۱۹۳۲، حدود ۶۲٪ از خانوارهای کشاورز بخشی از مزارع جمعی بودند و این رقم تا سال ۱۹۳۶ به ۹۰٪ افزایش یافت. بسیاری از این دهقانان بابت از دست دادن مزارع خصوصی خود ناراحت بودند. بهره‌وری مزارع کاهش یافت و قحطی در بسیاری از مناطق شیوع پیدا کرد. پولیتبورو بارها دستور داد به این مناطق کمک‌های غذایی اضطراری ارسال شود.
قیام‌های مسلحانه دهقانی علیه کولاک‌ستیزی و کلکتیویزاسیون در اوکراین، قفقاز شمالی، جنوب روسیه و آسیای مرکزی به وقوع پیوست و در مارس ۱۹۳۰ به اوج خود رسید؛ این قیام‌ها توسط ارتش سرخ سرکوب شد. استالین با انتشار مقاله‌ای به این شورش‌ها واکنش نشان داد و تأکید کرد که کلکتیویزاسیون داوطلبانه است و خشونت و افراط‌های دیگر را به گردن مقامات محلی انداخت. بوخارین، با وجود سال‌ها رفاقت با استالین، نگرانی خود را از این سیاست‌ها ابراز کرد؛ او آن‌ها را بازگشت به «کمونیسم جنگی» لنین می‌دانست و معتقد بود شکست خواهند خورد. او نتوانست حمایت حزب را برای مخالفت با اصلاحات جلب کند. در نوامبر ۱۹۲۹، استالین او را از پولیتبورو برکنار کرد.
به‌طور رسمی، اتحاد شوروی می‌گفت اقتصاد بازار «غیرمنطقی» و «پر از اسراف» را با اقتصادی دستوری بر اساس چارچوبی بلندمدت، دقیق و علمی جایگزین کرده است؛ اما در واقع، اقتصاد شوروی بر اساس دستور مقطعی و بدون برنامه از مرکز بنا شده بود که اغلب با هدف رسیدن به اهداف کوتاه مدت صادر می‌شدند. در سال ۱۹۲۸، «برنامه پنج‌سالهٔ اول» با تمرکز بر توسعهٔ صنایع سنگین آغاز شد؛ این طرح یک سال زودتر از موعد در سال ۱۹۳۲ به اتمام رسید. شوروی تحول اقتصادی عظیمی را تجربه کرد. معادن جدیدی افتتاح، شهرهای جدید مثل ماگنیتوگورسک ساخته و کار بر روی کانال دریای سفید–بالتیک آغاز شد. میلیون‌ها دهقان به شهرها نقل مکان کردند، اگرچه ساخت و ساز مسکن شهری نمی‌توانست پاسخگوی تقاضا باشد. با خرید ماشین‌آلات خارجی، بدهی‌های زیادی انباشته شد.
بسیاری از پروژه‌های بزرگ ساختمانی، از جمله کانال دریای سفید-بالتیک و متروی مسکو، عمدتاً با نیروی کار اجباری ساخته شدند. آنچه از سلطهٔ کارگران بر صنعت مانده بود از بین رفت و اختیارات و امتیازات مدیران کارخانه‌ها افزایش یافت؛ استالین از نابرابری دستمزد دفاع کرد و گفت مارکس معتقد بود این مسئله در مراحل اولیهٔ سوسیالیسم ضروری است. برای تقویت میزان کار، مجموعه‌ای از مدال‌ها و جوایز و همچنین جنبش استاخانوفیت ایجاد شدند. پیام استالین این بود که سوسیالیسم در شوروی در مسیر برپایی و سرمایه‌داری در بحبوحهٔ سقوط وال‌استریت در حال فروپاشی است. سخنرانی‌ها و مقالات استالین نشان می‌دهد او آرمان‌شهری از اتحاد جماهیر شوروی در سر داشت که به درجات رفیع توسعهٔ انسانی خواهد رسید و «انسان جدید شورویایی» را خلق خواهد کرد.

#### سیاست فرهنگی و خارجی
استالین در سال ۱۹۲۸ اعلام کرد جنگ طبقاتی بین پرولتاریا و دشمنانشان با پیشرفت سوسیالیسم تشدید خواهد شد. او دربارهٔ «خطر از جناح راست» — حتی در درون حزب کمونیست — هشدار داد. اولین دادگاه نمایشی بزرگ در شوروی، محاکمهٔ شاختا (۱۹۲۸) بود که در آن چندین «متخصص صنعتی» از طبقهٔ متوسط به خرابکاری محکوم شدند. از ۱۹۲۹ تا ۱۹۳۰، محاکمات نمایشی بیشتر برای ارعاب مخالفان برگزار شد: این شامل محاکمهٔ حزب صنعتی، محاکمهٔ منشویک‌ها و محاکمه مترو-ویکرز بود. استالین که می‌دانست اکثریت روس محتملا از حاکمیت یک گرجی خشنود نیستند، روس‌ها را در سلسله مراتب دولتی ترفیع داد و زبان روسی را در مدارس و ادارات اجباری کرد، هرچند در مناطقی با اکثریت غیرروس در کنار زبان‌های محلی استفاده می‌شد. تمایلات ملی‌گرایانه در میان اقلیت‌های قومی سرکوب شد. سیاست‌های اجتماعی محافظه‌کارانه برای تقویت نظم اجتماعی و افزایش جمعیت تبلیغ می‌شد؛ این دربرگیرندهٔ تمرکز بر خانواده و ارزش‌های مادری، جرم‌انگاری مجدد همجنس‌گرایی، محدودیت سقط جنین و طلاق و انحلال بخش زنان ژنوتدل بود.
استالین خواهان «انقلاب فرهنگی» بود که به‌طور همزمان منجر به ایجاد فرهنگی برای «توده‌ها» و گسترش فرهنگ نخبه‌گرایانهٔ پیشین شود. او بر تأسیس مدارس، روزنامه‌ها و کتابخانه‌ها و همچنین پیشرفت سواد و شمارش نظارت داشت. سبک هنری واقع‌گرایی سوسیالیستی تبلیغ می‌شد و استالین شخصاً نویسندگان برجسته‌ای مانند ماکسیم گورکی، میخائیل شولوخف و آلکسیی نیکولایویچ تولستوی را به خود نزدیک می‌کرد. او همچنین از دانشمندانی حمایت می‌کرد که تحقیقاتشان با تفسیر از پیش تعیین شدهٔ او از مارکسیسم مطابقت داشته باشد؛ به عنوان مثال، او با وجود اینکه تحقیقات تروفیم لیسنکو، زیست‌شناس کشاورزی، توسط اکثر دانشمندان شبه‌علمی نامیده و رد شد، از آن حمایت کرد. کارزار ضدمذهبی دولت دوباره تشدید و بودجهٔ بیشتری به اتحادیه بی‌خدایان مبارز اختصاص داده شد. کشیشان، آخوندها و راهبان بودایی با آزار و اذیت مواجه شدند. بسیاری از بناهای مذهبی تخریب شدند، به ویژه کلیسای جامع مسیح منجی مسکو که در سال ۱۹۳۱ برای ساخت کاخ شوراها (که تکمیل نشد) تخریب شد. مذهب میان بخش زیادی از مردم نفوذ داشت؛ در سرشماری ۱۹۳۷، حدود ۵۷٪ از پاسخ‌دهندگان تأکید کردند مذهبی هستند.
استالین در طول دههٔ ۱۹۲۰ و پس از آن اهمیت بالایی برای سیاست خارجی قائل بود. او شخصاً با طیف وسیعی از بازدیدکنندگان غربی از جمله جورج برنارد شاو و اچ. جی. ولز ملاقات کرد که هر دو او را پسندیدند. دولت استالین از طریق کمینترن نفوذ زیادی بر احزاب مارکسیست دیگر کشورها اعمال می‌کرد؛ استالین در ابتدا این سازمان را عمدتاً به بوخارین واگذار کرده بود. در ششمین کنگرهٔ کمینترن در ژوئیهٔ ۱۹۲۸، استالین به حاضران اعلام کرد که تهدید اصلی برای سوسیالیسم نه از راست، بلکه از سوی سوسیالیست‌های غیرمارکسیست و سوسیال دموکرات‌ها که او آن‌ها را «فاشیست‌های سوسیالیست» می‌نامید، می‌آید؛ استالین معتقد بود در بسیاری از کشورها، سوسیال دموکرات‌ها رقبای اصلی مارکسیست-لنینیست‌ها در جلب حمایت طبقهٔ کارگر هستند. این مخالفت با چپگرایان رقیب، بوخارین را که رشد فاشیسم و راست افراطی در اروپا را تهدید بسیار بزرگتری می‌دانست، نگران کرد. استالین کمینترن را پس از خروج بوخارین تحت نظارت دمیتری مانوئیلسکی و اوسین پیاتنیتسکی قرار داد.
استالین با مشکلاتی در زندگی خانوادگی روبرو بود. پسرش یاکوف در سال ۱۹۲۹ به‌طور ناموفق اقدام به خودکشی کرد؛ عدم موفقیتش باعث شد استالین به او به دیدهٔ تحقیر بنگرد. روابط او با نادژدا نیز پس از مشاجراتشان و مشکلات سلامتی روحی نادژدا، تیره شده بود. در نوامبر ۱۹۳۲، پس از ضیافت شامی در کرملین که استالین با زنان دیگر بگو بخند کرد، نادژدا خودش را کشت. علت مرگ او به‌طور علنی آپاندیسیت اعلام شد؛ استالین علت واقعی مرگ مادرشان را از فرزندانش هم پنهان کرد. دوستان استالین معتقد بودند او پس از خودکشی همسرش دچار تغییر قابل توجهی و از نظر عاطفی سرسخت‌تر شد.

### ۱۹۳۲–۱۹۳۹: بحران‌های بزرگ

#### قحطی
نارضایتی گسترده‌ای از دولت استالین میان مردم وجود داشت. ناآرامی‌های اجتماعی که پیش از این عمدتاً به مناطق روستایی محدود می‌شد، به‌طور فزاینده‌ای در مناطق شهری مشهود بود و این امر استالین را واداشت برخی از سیاست‌های اقتصادی خود را در سال ۱۹۳۲ تعدیل کند. در ماه مهٔ ۱۹۳۲، او بازارهایی به نام کولخوز برپا کرد تا کشاورزان مازاد محصولات خود را بفروشند. در عین حال، مجازات‌های کیفری شدیدتر شدند. در اوت ۱۹۳۲ قانونی تحت فشار استالین معرفی شد که در آن سرقت حتی مقدار کمی غلات می‌توانست جرمی با مجازات اعدام باشد. در طرح پنج سالهٔ دوم، سهمیه‌های تولید نسبت به طرح اول کاهش یافت و تمرکز اصلی بر بهبود رفاه مردم بود. لذا تلاش بر توسعهٔ فضای مسکن و تولید کالاهای مصرفی گذاشته شد. این طرح مثل گذشته بارها برای سازگاری با اوضاع وقت تغییر داده شد. به عنوان مثال، وقتی آدولف هیتلر در سال ۱۹۳۳ به صدراعظمی آلمان رسید، تمرکز به سمت تولید تسلیحات رفت.
شوروی شاهد قحطی بزرگی بود که در زمستان ۱۹۳۲–۱۹۳۳ به اوج خود رسید. بین پنج تا هفت میلیون نفر جان باختند. اوکراین و قفقاز شمالی بیشترین آسیب را دیدند، اگرچه قحطی قزاقستان و چندین استان روسیه را نیز تحت تأثیر قرار داد. مورخان در مورد اینکه دولت استالین عمداً باعث قحطی شده یا نه اختلاف دارند. هیچ سندی نیست که در آن استالین یا دولتش صراحتاً خواستار استفاده از گرسنگی به عنوان سلاحی علیه مردم شده باشند. برداشت محصول در سال‌های ۱۹۳۱ و ۱۹۳۲ به دلیل شرایط آب و هوایی ضعیف بود و به دنبال چند سال کاهش بهره‌وری، میزان تولید هم به‌طور تدریجی کاهش یافت. با این حال سیاست‌های دولتی — از جمله تلاش برای صنعتی‌شدن سریع، مالکیت اجتماعی دام و تأکید حفظ مزارع زیر محصول به جای پایبندی به تناوب کشت — مشکل را تشدید کرد. دولت همچنین نتوانسته بود برای مواقع اضطراری غلات ذخیره کند. استالین عناصر متخاصم و خرابکاری دهقانان را مقصر قحطی دانست. دولت او مقادیر کمی غذا در اختیار مناطق روستایی دچار قحطی قرار داد، اگرچه هرگز برای مقابله با گرسنگی کافی نبود. دولت شوروی تأکید داشت به نیروی کار شهری اولویت داده شود. برای استالین، صنعتی‌شدن شوروی بسیار مهم‌تر از جان دهقانان بود. صادرات غلات که یکی از منابع اصلی سرمایهٔ شوروی برای پرداخت هزینهٔ ماشین‌آلات بود به شدت کاهش یافت. استالین نپذیرفت سیاست‌های او در قحطی نقش داشته است. وقوع قحطی از ناظران خارجی پنهان نگه داشته شد.

#### امور خارجه و ایدئولوژیک
استالین در سال‌های ۱۹۳۵–۱۹۳۶ بر تدوین قانون اساسی جدیدی نظارت داشت. این قانون اساسی به‌طور نمایشی و با اهداف تبلیغاتی ابعاد لیبرالی داشت، اما تمام قدرت در دست استالین و پلیتبوروی او بود. او اعلام کرد که «سوسیالیسم، که فاز اول کمونیسم است، به‌طور اساسی در این کشور به دست آمده است». در سال ۱۹۳۸، تاریخچهٔ حزب کمونیست اتحاد جماهیر شوروی (بلشویک‌ها) چاپ شد. رابرت کنکویست، زندگینامه‌نویس، بعداً از این اثر با عنوان «متن اصلی استالینیسم» نام برد. زندگینامه‌های مُجازی هم از استالین منتشر شدند، هرچند او بیشتر مایل بود تجسم حزب کمونیست نمایانده شود، نه اینکه داستان زندگی‌اش را کاوش کنند. در اواخر دههٔ ۱۹۳۰، استالین «محدودیت‌هایی کوچکی بر پرستش عظمت خود اعمال کرد.» تا سال ۱۹۳۸، حلقهٔ داخلی نزدیکان استالین تا حدی ثبات پیدا کرده بود و افرادی را در بر می‌گرفت که تا زمان مرگش با او ماندند.
شوروی در سال ۱۹۳۴ برای بهبود روابط بین‌المللی‌اش عضو جامعهٔ ملل — که قبلاً از آن محروم مانده بود — شد. استالین در اکتبر ۱۹۳۳، کمی پس از به قدرت رسیدن هیتلر در آلمان، ارتباطات محرمانه‌ای با او آغاز کرد. استالین هیتلر را تحسین می‌کرد، به ویژه راهبرد او برای حذف رقبایش در حزب نازی در شب دشنه‌های بلند را. ولی استالین فاشیسم را خطرناک می‌یافت و به دنبال برقراری روابط بهتر با دموکراسی‌های لیبرال غرب اروپا بود. در مهٔ ۱۹۳۵، شوروی با فرانسه و چکسلواکی پیمان کمک متقابل امضا کرد. در هفتمین کنگرهٔ بین‌المللی کمونیست که در ژوئیه-اوت ۱۹۳۵ برگزار شد، دولت شوروی مارکسیست-لنینیست‌ها را تشویق کرد به عنوان بخشی از یک جبههٔ مردمی علیه فاشیسم با دیگر چپ‌ها متحد شوند. در مقابل، دولت‌های ضدکمونیست آلمان نازی، ایتالیای فاشیست و امپراتوری ژاپن در سال ۱۹۳۶ پیمان ضد کمینترن را امضا کردند.
جنگ داخلی اسپانیا در ژوئیهٔ ۱۹۳۶ آغاز شد؛ شوروی ۶۴۸ هواپیما و ۴۰۷ تانک به جناح جمهوری‌خواه چپ فرستاد. این تانک‌ها همراه با ۳٬۰۰۰ سرباز شوروی و ۴۲٬۰۰۰ نفر از اعضای تیپ‌های بین‌المللی که توسط کمینترن ایجاد شده بود، اعزام شدند. استالین شخصاً دخالت عمیقی در وضعیت اسپانیا داشت. آلمان و ایتالیا از ناسیونالیست‌ها حمایت کردند که نهایتاً در مارس ۱۹۳۹ پیروز شدند. با آغاز جنگ دوم چین و ژاپن در ژوئیهٔ ۱۹۳۷، شوروی و چین در ماه اوت پیمان عدم تخاصم امضا کردند. استالین به حزب کمونیست چین هم کمک می‌کرد؛ اینان جنگ داخلی چین با ملی‌گرایان کومینتانگ را به حالت تعلیق درآورده بودند تا جبههٔ متحدی علیه حملهٔ ژاپن شکل دهند.

#### وحشت بزرگ

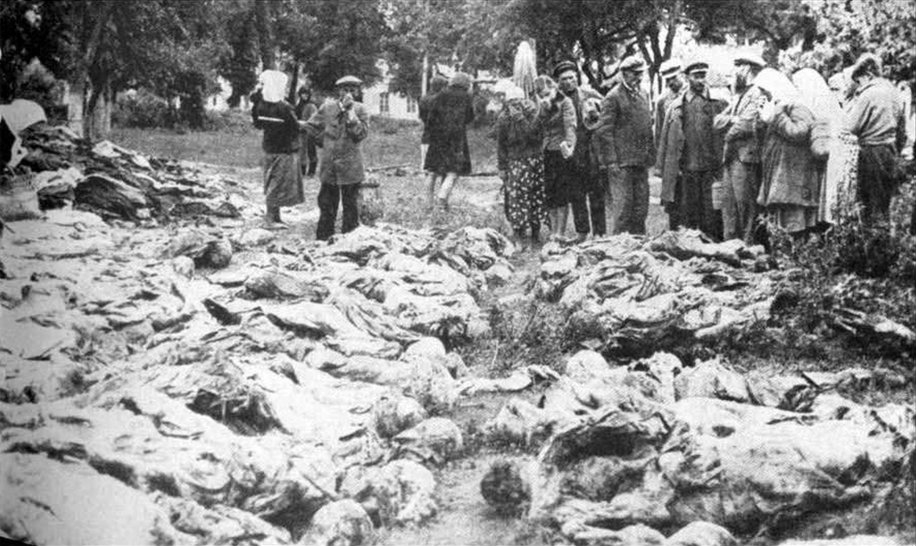
گور دسته جمعی نبش قبر شده وینیتسا

رفتار استالین در مورد سرکوب دولتی اغلب متناقض بود. در ماه مهٔ ۱۹۳۳، او بسیاری از محکومان جرائم جزئی را از زندان آزاد کرد و به نیروهای امنیتی دستور داد دستگیری‌های گسترده و تبعیدهای بیشتری انجام ندهند. در سپتامبر ۱۹۳۴، کمیسیونی برای بررسی حبس‌های غیرقانونی تشکیل داد. در همان ماه، او خواستار اعدام کارگران کارخانه متالورژی استالین شد که به جاسوسی برای ژاپن متهم بودند. این رویکرد ترکیبی پس از قتل سرگی کیروف، عضو برجستهٔ حزب در دسامبر ۱۹۳۴، تغییر کرد. پس از این قتل، استالین به‌طور فزاینده‌ای نگران ترور خود شد. او امنیت شخصی‌اش را تقویت کرد و به ندرت به اماکن عمومی می‌رفت. سرکوب دولتی پس از مرگ کیروف تشدید شد؛ دستور تشدید سرکوب از جانب استالین بود که نشان می‌دهد او به امنیت از سایر ملاحظات اهمیت بیشتری می‌داد. استالین در فرمانی ترویکاهای ان‌کاوه‌ده را تأسیس کرد؛ هیئت‌های سه نفره‌ای که می‌توانستند بدون دخالت دادگاه‌ها حکم صادر کنند. در سال ۱۹۳۵، او به این تروییکاها دستور داد ضدانقلاب را از مناطق شهری اخراج کند. در اوایل سال ۱۹۳۵، بیش از ۱۱٬۰۰۰ نفر از لنینگراد اخراج شدند. در سال ۱۹۳۶، نیکولای یژوف رئیس ان‌کاوه‌ده شد.
استالین سپس بسیاری از رقبای سابقش در حزب کمونیست و حتی اعضای کمیتهٔ مرکزی را دستگیر کرد. آنها به مزدوری با حمایت غرب محکوم و بسیاریشان زندانی یا به تبعید داخلی فرستاده شدند. اولین محاکمهٔ نمایشی مسکو در اوت ۱۹۳۶ برگزار شد. کامنف و زینوویف از جمله کسانی بودند متهم شدند که برای ترور توطئه چیده‌اند. آنان در دادگاهی نمایشی مجرم شناخته و اعدام شدند. دومین محاکمهٔ نمایشی مسکو در ژانویهٔ ۱۹۳۷ و سومین در مارس ۱۹۳۸ برگزار شد. طی آن بوخارین و ریکوف به مشارکت در توطئهٔ تروریستی ادعایی تروتسکی-زینوویف متهم و به اعدام محکوم شدند. تا اواخر سال ۱۹۳۷، تمام آنچه از رهبری جمعی پولیتبورو مانده بود از بین رفته بود و پولیتبورو به‌طور کامل توسط استالین کنترل می‌شد. اخراج‌های گسترده‌ای از حزب صورت گرفت و استالین به احزاب کمونیست خارجی نیز دستور داد عناصر ضد استالینیستی را پاکسازی کنند.
سرکوب‌ها از دسامبر ۱۹۳۶ تشدید شد و تا نوامبر ۱۹۳۸ به شدت ادامه پیدا کرد. این دوره به پاکسازی بزرگ معروف است. در ماه مهٔ ۱۹۳۷، اکثر اعضای فرماندهی عالی ارتش و حتی در رده‌های پایین‌تر نیروهای نظامی اغلب با اتهامات ساختگی دستگیر شدند. تا اواخر سال ۱۹۳۷، پاکسازی‌ها فراتر از حزب رفته بود و عامهٔ جمعیت را درگیر کرده بود. در ژوئیهٔ ۱۹۳۷، پولیتبورو دستور به پاکسازی «عناصر ضد شوروی» از جامعه داد. هدف، بلشویک‌های مخالف استالین، منشویک‌ها و سوسیالیست‌های انقلابی سابق، کشیشان، سربازان سابق ارتش سفید و مجرمان عادی بودند. در آن ماه، استالین و یژوف فرمان شمارهٔ ۰۰۴۴۷ را امضا کردند؛ ۲۶۸٬۹۵۰ نفر دستگیر شدند که استالین در نهایت ۷۵٬۹۵۰ نفرشان را اعدام کرد. او همچنین دستور به اجرای «عملیات‌های ملی» داد – پاک‌سازی قومی گروه‌های قومی غیرشوروی — از جمله لهستانی‌ها، آلمانی‌ها، لاتویایی‌ها، فنلاندی‌ها، یونانی‌ها، کره‌ای‌ها و چینی‌ها — از طریق تبعید داخلی یا خارجی. در طول این سالها حدود ۱٫۶ میلیون نفر دستگیر، ۷۰۰٬۰۰۰ نفر تیرباران و تعداد نامعلومی تحت شکنجهٔ ان‌کاوه‌ده کشته شدند.
در دهه‌های ۱۹۳۰ و ۱۹۴۰، گروه‌های ان‌کاوه‌ده با هدف ترور مخالفان و فراریان در خارج از کشور فعال بودند. در اوت ۱۹۴۰، تروتسکی در مکزیک ترور شد تا آخرین رقیب استالین در میان رهبران سابق حزب از سر راه کنار رود. این پاکسازی‌ها اکثر نسل قدیم مقامات حزب را با مقامات جوان‌تری جایگزین کرد که دورهٔ قبل از رهبری استالین را به یاد نمی‌آوردند و انتظار می‌رفت وفاداری بیشتری به او داشته باشند. کارمندان حزب با کمال میل دستور را اجرا و سعی می‌کردند استالین را خشنود نگه دارند تا قربانی پاکسازی نشوند. این کارمندان اغلب افراد بیشتری از آنچه دولت مرکزی استالین برایشان تعیین کرده بود دستگیر و اعدام می‌کردند.
تمام تصمیمات کلیدی در طول وحشت بزرگ را استالین تک‌نفره گرفته بود، بسیاری از عملیات‌ها را شخصاً هدایت می‌کرد و به اجرای آن‌ها علاقه نشان می‌داد. اجماع نظری میان مورخان دربارهٔ انگیزه‌های او شکل نگرفته است. نوشته‌های شخصی استالین از آن دوره — طبق گفتهٔ خلوونیوک — «به‌طور غیرمعمولی پیچیده و غیرمنطقی» هستند و مملو از ادعاهایی دربارهٔ دشمنانی که او را محاصره کرده‌اند. او به‌ویژه از موفقیت نیروهای راست‌گرا در سرنگونی دولت چپ‌گرای اسپانیا نگران بود و از ستون پنجم داخلی در صورت جنگ با ژاپن و آلمان می‌ترسید. با برکناری یژوف از ریاست ان‌کاوه‌ده و جایگزینی او با لاورنتی بریا که کاملاً به استالین وفادار بود، دوران وحشت به پایان رسید. یژوف در آوریل ۱۹۳۹ دستگیر و در سال ۱۹۴۰ اعدام شد. وحشت بزرگ به شهرت اتحاد جماهیر شوروی در خارج از کشور، به‌ویژه میان حامیان چپ‌گرایش، آسیب رساند. با پایان پاکسازی‌ها، استالین مسئولیتشان را بر عهده نگرفت و «افراط‌ها» و «نقض قوانین» را بر گردن یژوف انداخت. به گفتهٔ جیمز هریس، مورخ، تحقیقات در بایگانی‌های آن زمان نشان می‌دهد که انگیزهٔ پشت پاکسازی‌ها تلاش استالین برای ایجاد دیکتاتوری شخصی خود نبوده است. شواهد حاکی است او به دنبال ساختن دولت سوسیالیستی مورد نظر لنین بوده است. به گفتهٔ هریس، انگیزهٔ واقعی وحشت بزرگ، ترس بیش از حد از ضدانقلاب بود.

## جنگ جهانی دوم

### ۱۹۳۹–۱۹۴۱: پیمان با آلمان نازی

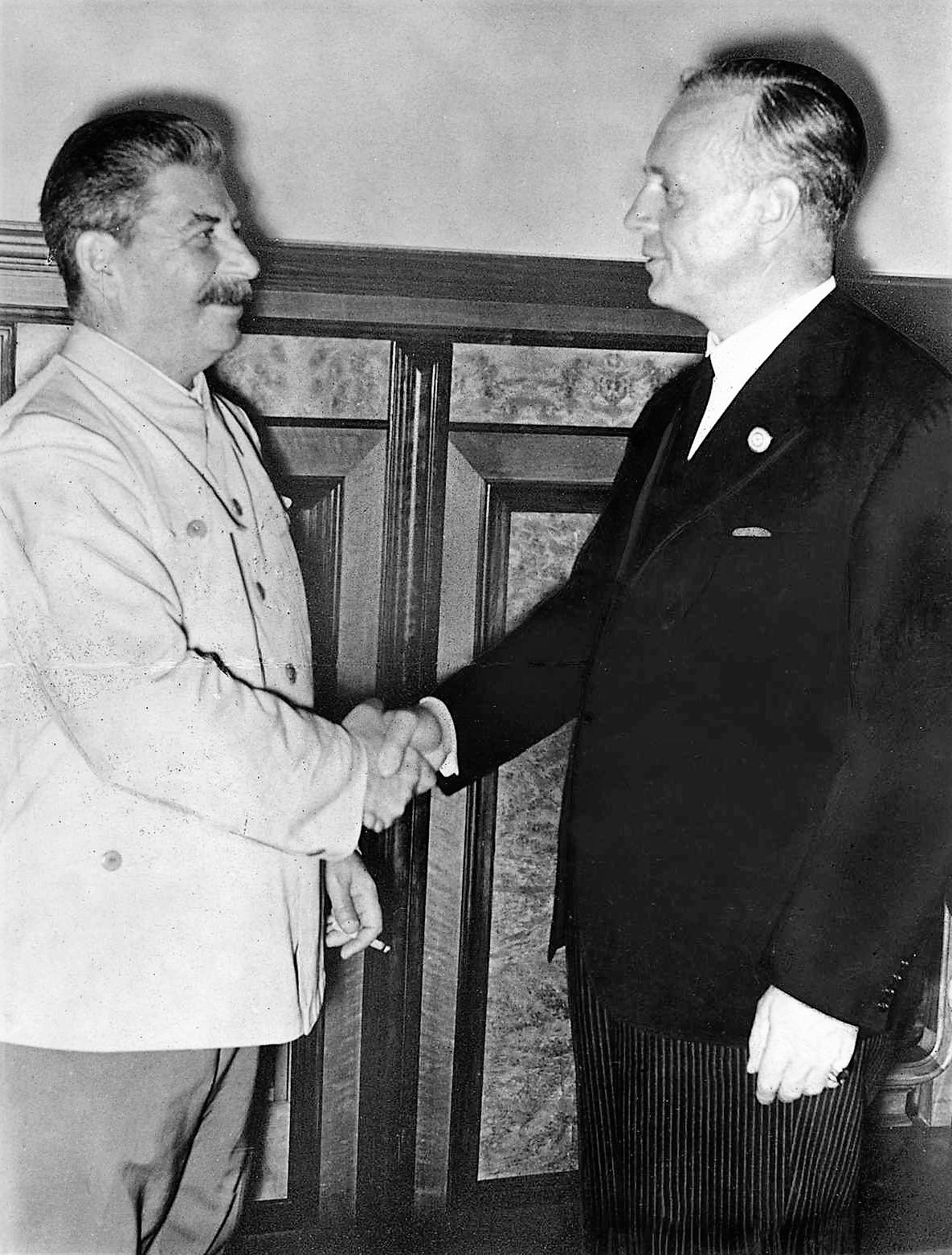
خوش آمدگویی استالین به وزیر امور خارجهٔ آلمان، یواخیم فون ریبنتروپ در کرملین، ۱۹۳۹

استالین به عنوان یک مارکسیست-لنینیست درگیری بین قدرت‌های سرمایه‌داری رقیب را اجتناب‌ناپذیر می‌دانست. وقتی آلمان در سال ۱۹۳۸ اتریش و سپس بخشی از چکسلواکی را ضمیمه کرد، استالین تشخیص داد جنگی در راه است. او به دنبال حفظ بی‌طرفی شوروی و امیدوار بود که جنگ آلمان علیه فرانسه و بریتانیا منجر به تسلط شوروی در اروپا شود. ارتش سرخ نیز با تهدیدی از شرق مواجه بود، چه در اواخر دههٔ ۱۹۳۰ با نیروهای توسعه‌طلب ژاپنی درگیر شده بود. استالین با هدف افزایش توان نظامی شوروی شمار اعضای ارتش سرخ را بین ژانویهٔ ۱۹۳۹ تا ژوئن ۱۹۴۱ بیش از دو برابر کرد، اگرچه عجلهٔ او سبب شد بسیاری از افسران آموزش درستی نبینند. استالین همچنین بین سال‌های ۱۹۴۰ تا ۱۹۴۱ ارتش را پاکسازی کرد و به همین دلیل با آغاز جنگ کمبود شدید افسران آموزش دیده مواجه شد.
چون به نظر می‌رسید بریتانیا و فرانسه به اتحاد با شوروی میلی ندارند، استالین هم‌پیمانی با آلمانی‌ها را بهتر می‌یافت. در ۳ مهٔ ۱۹۳۹، استالین وزیر امور خارجهٔ غرب‌گرا ماکسیم لیتوینوف را با ویاچسلاو مولوتف جایگزین کرد. آلمان پس از آغاز مذاکرات با شوروی پیشنهاد داد اروپای شرقی بین دو دولت تقسیم شود. استالین این را فرصتی می‌دید برای صلح موقت با آلمان و گسترش ارضی شوروی. در اوت ۱۹۳۹، شوروی با آلمان پیمان مولوتوف–ریبنتروپ را امضا کرد؛ پیمان عدم تجاوزی که توسط مولوتوف و یواخیم فون ریبنتروپ، وزیر امور خارجهٔ آلمان، مذاکره شده بود. یک هفتهٔ بعد، آلمان به لهستان حمله کرد و در پاسخ بریتانیا و فرانسه علیه آلمان اعلان جنگ دادند. در ۱۷ سپتامبر، ارتش سرخ وارد شرق لهستان شد، در ظاهر برای برقراری نظم در بحبوحهٔ فروپاشی دولت لهستان. در ۲۸ سپتامبر، آلمان و شوروی برخی از مناطق تازه‌فتح‌شدهٔ خود را مبادله کردند. آلمان مناطق غالباً لهستانیِ استان لوبلین و بخشی از استان ورشو و شوروی لیتوانی را به دست آورد. کمی بعد، معاهدهٔ مرزی آلمان و شوروی با حضور استالین امضا شد. تجارت دو کشور ادامه یافت که تحریم بریتانیا علیه آلمان را تضعیف کرد.
شوروی‌ها همچنین بخش‌هایی از شرق فنلاند را می‌خواستند، اما دولت فنلاند زیر بار نرفت. شوروی در نوامبر ۱۹۳۹ به فنلاند حمله کرد، اما فنلاندی‌ها با وجود کمبود نفرات، ارتش سرخ را زمین‌گیر کردند. افکار عمومی بین‌المللی از فنلاند حمایت می‌کرد و شوروی از جامعهٔ ملل اخراج شد. شوروی — سرافکنده از ناتوانی در شکست فنلاند — معاهدهٔ صلح موقتی امضا کرد که فنلاند در آن امتیازات ارضی به شوروی داد. در ژوئن ۱۹۴۰، ارتش سرخ کشورهای بالتیک را اشغال و در ماه اوت به اجبار الحاقشان کرد. آنها همچنین به بسارابیا و بوکوفینای شمالی — بخشی از رومانی — حمله و آنها را ضمیمه کردند. شوروی برای پیشگیری بروز مخالفت در این سرزمین‌های جدید، به سرکوب‌های گسترده رو آورد. یکی از مشهورترین نمونه‌ها کشتار کاتین در آوریل و مهٔ ۱۹۴۰ بود که در آن حدود ۲۲٬۰۰۰ نفر از نیروهای مسلح، پلیس و روشنفکران لهستان کشته شدند.
سرعت پیروزی آلمان و اشغال فرانسه در اواسط سال ۱۹۴۰ استالین را غافلگیر کرد. او به‌طور فزاینده‌ای تمرکزش را بر سیاست مماشات با آلمان گذاشت تا درگیری با آنها را به تأخیر اندازد. پس از امضای پیمان سه‌جانبه توسط نیروهای محور آلمان، ژاپن و ایتالیا در اکتبر ۱۹۴۰، استالین پیشنهاد کرد شوروی نیز به این ائتلاف بپیوندد. شوروی در آوریل ۱۹۴۱ پیمان بی‌طرفی با ژاپن امضا کرد تا حسن‌نیت خود را به آلمان نشان دهد. اگرچه استالین به‌طور غیررسمی در پانزده سال گذشته رئیس دولت بود، اما اعتقاد داشت روابط با آلمان به حدی وخیم شده که او بایستی برای مقابله با این مشکل به‌طور رسمی هم رئیس دولت شود: در ۶ مه، استالین جای مولوتف به عنوان نخست‌وزیر اتحاد جماهیر شوروی را گرفت.

### ۱۹۴۱–۱۹۴۲: حملهٔ آلمان به شوروی
در ژوئن ۱۹۴۱، آلمان به شوروی حمله کرد و جنگ در جبههٔ شرقی آغاز شد. سازمان‌های اطلاعاتی مکرراً در مورد اهداف آلمان هشدار داده بودند اما استالین کماکان غافلگیر شد. او کمیتهٔ دفاع دولتی را تشکیل داد که خودش به عنوان فرماندهٔ کل بر آن ریاست می‌کرد. همچنین فرماندهی عالی نظامی (استاوکا) را تأسیس و گئورگی ژوکوف را رئیس ستاد کل آن کرد. تاکتیک جنگ برق‌آسای آلمان در ابتدا بسیار مؤثر افتاد؛ نیروی هوایی شوروی در نوار مرزی غربی طی دو روز نابود شد. ورماخت آلمان به عمق خاک شوروی نفوذ کرد؛ دیری نپایید که اوکراین، بلاروس و کشورهای حوزهٔ بالتیک تحت اشغال آلمان قرار گرفتند و لنینگراد محاصره شد؛ و سیل پناهندگان به مسکو و شهرهای اطراف سرازیر شدند. تا ماه ژوئیه، لوفت‌وافهٔ آلمان مسکو را بمباران می‌کرد، و تا اکتبر ورماخت برای حملهٔ تمام‌عیار به پایتخت آماده می‌شد. برنامه‌هایی برای تخلیهٔ دولت شوروی به کویبیشف ریخته شده بود، اما استالین تصمیم گرفت در مسکو بماند، زیرا معتقد بود فرار او به روحیهٔ نیروها آسیب خواهد زد. پیشروی آلمان به سمت مسکو پس از دو ماه نبرد در شرایط آب و هوایی به شدت سخت متوقف شد.
استالین برخلاف توصیهٔ ژوکوف و سایر ژنرال‌ها تأکید داشت حمله بر دفاع مقدم است. در ژوئن ۱۹۴۱، او دستور به راهبرد زمین سوخته داد تا زیرساخت‌ها و منابع غذایی قبل از اینکه آلمانی‌ها بتوانند آنها را تصرف کنند، نابود شوند. همچنین به ان‌کاوه‌ده فرمان داد حدود ۱۰۰٬۰۰۰ زندانی سیاسی را در مناطقی که ورماخت به آنها نزدیک می‌شد بکشد. او فرماندهی نظامی را نیز پاکسازی کرد؛ چندین چهرهٔ بلندپایه تنزل درجه یافتند یا مناصب دیگری به آنها داده شد و برخی دیگر نیز دستگیر و اعدام شدند. استالین با فرمان شمارهٔ ۲۷۰ به سربازانی که خطر اسیر شدن را به جان می‌خریدند دستور داد تا پای مرگ بجنگند و اسیر شدگان را خائن توصیف کرد. استالین در ژوئیهٔ ۱۹۴۲ فرمان شماره ۲۲۷ را صادر کرد: افرادی که بدون مجوز عقب‌نشینی کنند در «گردان‌های مجازات» مستقر در خط مقدم نقش «گوشت دم توپ» را خواهند داشت. هم ارتش آلمان و هم ارتش شوروی در طول درگیری قوانین جنگ مندرج در کنوانسیون‌های ژنو را نادیده گرفتند؛ شوروی‌ها کشتار جمعی کمونیست‌ها، یهودیان و کولی‌ها توسط نازی‌ها را به‌طور گسترده تبلیغ می‌کردند. استالین از یهودستیزی نازی‌ها سوءاستفاده و در آوریل ۱۹۴۲ کمیتهٔ یهودی ضدفاشیستی (JAC) را تأسیس کرد تا حمایت جهانی یهودیان را برای تلاش‌های جنگی شوروی جلب کند.

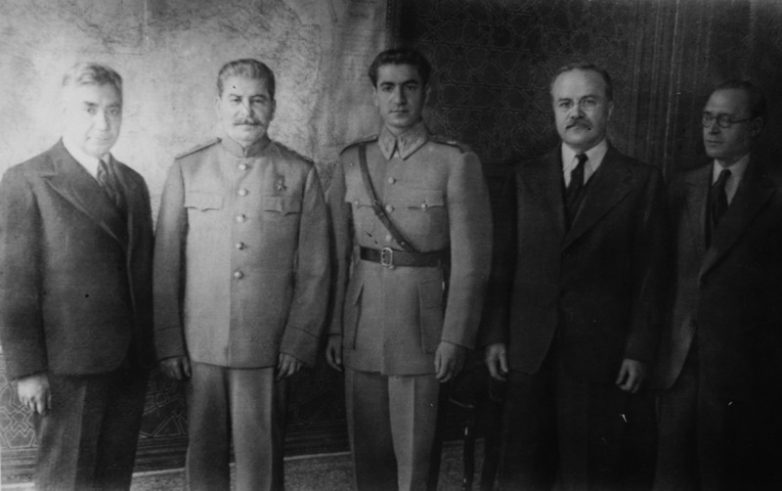
محمدرضاشاه جوان در کنار استالین، تهران

شوروی‌ها با بریتانیا و آمریکا متحد شدند. اگرچه آمریکا در سال ۱۹۴۱ به جنگ علیه آلمان پیوسته بود، اما تا اواخر سال ۱۹۴۲ کمک مستقیم کمی به شوروی کرد. شوروی در واکنش به حملهٔ آلمان صنایع خود را در مرکز روسیه تقویت و تقریباً به‌طور کامل بر تولید تجهیزات نظامی تمرکز کردند. آنها به سطوح بالایی از بهره‌وری صنعتی دست یافتند و از آلمان پیشی گرفتند. در طول جنگ، استالین نسبت به کلیسای ارتدکس روسی رویکرد ملایم‌تری در پیش گرفت و اجازه داد برخی فعالیت‌های خود را از سر بگیرد و در سپتامبر ۱۹۴۳ با پاتریارک سرگیوس دیدار کرد. او همچنین آزادی بیان بیشتری می‌داد، خاصه به نویسندگان و هنرمندان سابقاً سرکوب شده مانند آنا آخماتووا و دمیتری شوستاکوویچ اجازه داد آثار خود را به‌طور گسترده‌تری منتشر کنند. سرود انترناسیونال به عنوان سرود ملی کشور کنار گذاشته و با سرود میهن‌پرستانه‌تری جایگزین شد. دولت به‌طور فزاینده‌ای احساسات پان‌اسلاوی را ترویج و در عین حال، از جهان وطنی و به ویژه «جهان وطنی بی‌ریشه» انتقاد می‌کرد، رویکردی که پیامدهای مخربی برای یهودیان شوروی داشت. کومینترن در سال ۱۹۴۳ منحل شد و استالین احزاب مارکسیست-لنینیستی خارجی را تشویق کرد برای افزایش محبوبیت بر ملی‌گرایی به جای جهان وطنی تأکید کنند.
در آوریل ۱۹۴۲، استالین ضمن نادیده گرفتن استاواکا، دستور به اولین ضدحملهٔ جدی شوروی داد؛ ارتش سرخ برای تصرف شهر خارکوف تحت اشغال آلمان در شرق اوکراین تلاش کرد اما شکست خورد. در همان سال، هیتلر هدف اصلی خود را از پیروزی کامل در جبههٔ شرقی به تصرف میدان‌های نفتی در جنوب شوروی تغییر داد زیرا این نفت برای تأمین جنگ بلندمدت آلمان ضروری بود. ژنرال‌های ارتش سرخ شواهد مبنی بر تغییر راهبرد هیتلر به سمت جنوب تشخیص داده بودند، اما استالین این را حرکتی جانبی در تلاشی جدید برای تصرف مسکو می‌دید. در ژوئن ۱۹۴۲، ارتش آلمان حملهٔ بزرگی در جنوب روسیه با هدف تهدید استالینگراد آغاز کرد. استالین به ارتش سرخ دستور داد تا به هر قیمتی شهر را حفظ کند. این منجر به نبرد طولانی استالینگراد شد. در دسامبر ۱۹۴۲، او کنستانتین روکوسوفسکی را مسئول حفظ شهر کرد. در فوریهٔ ۱۹۴۳، نیروهای آلمانی که به استالینگراد حمله کرده بودند تسلیم شدند. پیروزی شوروی در نبرد استالینگراد نقطهٔ عطفی در جنگ بود. استالین برای بزرگداشت این پیروزی، خود را مارشال اتحاد جماهیر شوروی اعلام کرد.

### ۱۹۴۲–۱۹۴۵: ضدحملهٔ شوروی

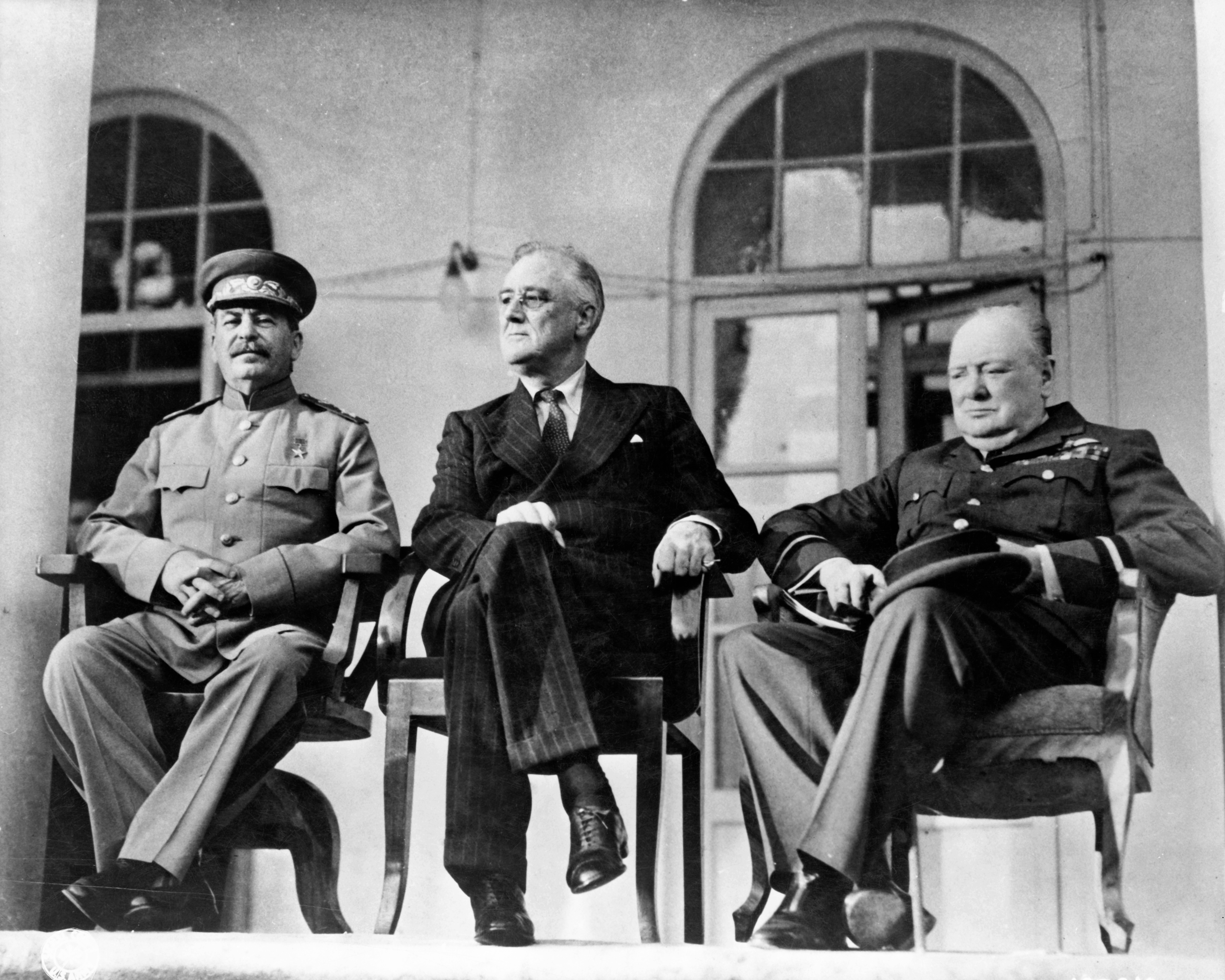
استالین با رئیس‌جمهور آمریکا فرانکلین دلانو روزولت و نخست‌وزیر بریتانیا وینستون چرچیل در کنفرانس تهران، نوامبر ۱۹۴۳

شوروی‌ها تا نوامبر ۱۹۴۲ تهاجم مهم راهبردی جنوبی آلمان را دفع کرده بودند و با وجود ۲٫۵ میلیون تلفات از طرف شوروی، این پیروزی اجازه داد تا برای بیشتر ایام باقیماندهٔ جنگ در جبهه شرقی حالت تهاجمی به خود بگیرند. آلمان تلاش کرد کورسک را محاصره کند اما شوروی‌ها مانع شدند. تا پایان سال ۱۹۴۳، شوروی نیمی از سرزمین‌هایی که آلمان از ۱۹۴۱ تا ۱۹۴۲ تصرف کرده بود، اشغال کرد. همچنین تولید صنعتی نظامی شوروی از اواخر ۱۹۴۱ تا اوایل ۱۹۴۳ پس از انتقال کارخانه‌ها به سمت شرق و دور از تهاجم و حملات هوایی آلمان به‌طور قابل توجهی افزایش یافت.
در طول جنگ متفقین در تبلیغاتشان استالین را به دید مثبت‌تری به تصویر می‌کشیدند. در سال ۱۹۴۱، ارکستر فیلارمونیک لندن برای جشن تولد او کنسرت برگزار و مجلهٔ تایم او را «مرد سال ۱۹۴۲» انتخاب کرد. استالین وقتی متوجه شد مردم در کشورهای غربی با محبت او را «عمو جو» صدا می‌کنند، در ابتدا آزرده شد و آن را بی‌حرمتی می‌دانست. سوءظن‌های متقابلی میان استالین؛ وینستون چرچیل، نخست‌وزیر بریتانیا؛ و فرانکلین دلانو روزولت، رئیس‌جمهور آمریکا — که به «سه کله‌گنده» معروف شدند — وجود داشت. چرچیل در اوت ۱۹۴۲ و دوباره در اکتبر ۱۹۴۴ برای دیدار با استالین به مسکو سفر کرد. استالین به ندرت در طول جنگ مسکو را ترک می‌کرد و روزولت و چرچیل از اکراه او برای سفر و دیدار با آنها آزرده بودند.
استالین در نوامبر ۱۹۴۳ با چرچیل و روزولت در تهران — مکانی که خود استالین انتخاب کرده بود — دیدار کرد. استالین و روزولت یکدیگر را پسندیدند و هر دو خواهان برچیدن امپراتوری بریتانیا پس از جنگ شدند. در تهران، این سه موافقت کردند برای جلوگیری از قدرت گرفتن مجدد آلمان، کشور آلمان باید تقسیم شود. روزولت و چرچیل همچنین با درخواست استالین برای الحاق شهر کونیگسبرگ آلمان به خاک شوروی موافقت کردند. استالین مشتاق بود بریتانیا و آمریکا جبههٔ غربی را بگشایند تا فشار را از روی شرق بردارند؛ آنها سرانجام در اواسط سال ۱۹۴۴ چنین کردند. استالین اصرار داشت شوروی باید پس از جنگ بخش‌هایی از لهستان را که طبق پیمان مولوتوف-ریبنتروپ با آلمان به اشغال خود درآورده بود، ضمیمه کند، اما چرچیل مخالف بود. در بحث در مورد سرنوشت بالکان، چرچیل بعداً در سال ۱۹۴۴ پیشنهاد استالین — مبنی بر اینکه با پایان از جنگ، بلغارستان، رومانی، مجارستان و یوگسلاوی تحت نفوذ شوروی و یونان تحت نفوذ غرب قرار بگیرد — را پذیرفت.
شوروی در سال ۱۹۴۴ پیشروی قابل توجهی در اروپای شرقی به سمت آلمان کرد، از جمله عملیات باگراتیون، تهاجمی عظیم در بلاروس شوروی علیه گروه مرکزی ارتش آلمان. در سال ۱۹۴۴، لشکریان آلمان از کشورهای حوزه بالتیک (به جز اوستلانت) بیرون رانده و سپس این مناطق به شوروی الحاق شدند. با بازپس‌گیری قفقاز و کریمه توسط ارتش سرخ، گروه‌های قومی این مناطق زندگی — قالمیق‌ها، چچن‌ها، اینگوش‌ها، قره‌چای‌ها، بالکارها و تاتارهای کریمه — متهم به همکاری با آلمانی‌ها شدند. دولت استالین جمهوری‌های خودمختار را به عنوان مجازاتی برای مسئولیت جمعی منحل و میان سال‌های ۱۹۴۳ و ۱۹۴۴ اکثریت جمعیت آنها را به آسیای مرکزی و سیبری تبعید کرد. بیش از یک میلیون نفر در نتیجهٔ این سیاست تبعید شدند.
در فوریهٔ ۱۹۴۵، استالین با چرچیل و روزولت در کنفرانس یالتا ملاقات کرد. روزولت و چرچیل به تقاضای استالین برای پرداخت ۲۰ میلیارد دلار غرامت از سوی آلمان به شوروی و اجازهٔ الحاق جزیرهٔ ساخالین و جزایر کوریل به کشورش در ازای ورود به جنگ علیه ژاپن موافقت کردند. همچنین توافق شد دولتِ پس از جنگ لهستان ائتلافی از عناصر کمونیست و محافظه‌کار باشد. استالین در خفا تلاش می‌کرد لهستان کاملاً تحت نفوذ شوروی قرار بگیرد. لذا ارتش سرخ کمک‌های خود به مقاومت لهستان علیه آلمانی‌ها در قیام ورشو را متوقف کرد، زیرا استالین معتقد بود پیروزی شورشیان لهستانی می‌تواند با خواستهٔ او جهت تسلط بر لهستان از طریق یک دولت مارکسیستی تداخل داشته باشد. استالین خواسته‌های خود را از رهبران متفقین پنهان می‌کرد، اما تأکید زیادی بر تصرف برلین داشت، زیرا این را کلید تصرف بلندمدت بخش‌های بیشتری از اروپا می‌یافت. چرچیل نگران چنین نتیجه‌ای بود و سعی کرد ایالات متحده را متقاعد کند متفقین غربی نیز همین هدف را دنبال کنند اما موفق نشد.

### ۱۹۴۵: پیروزی

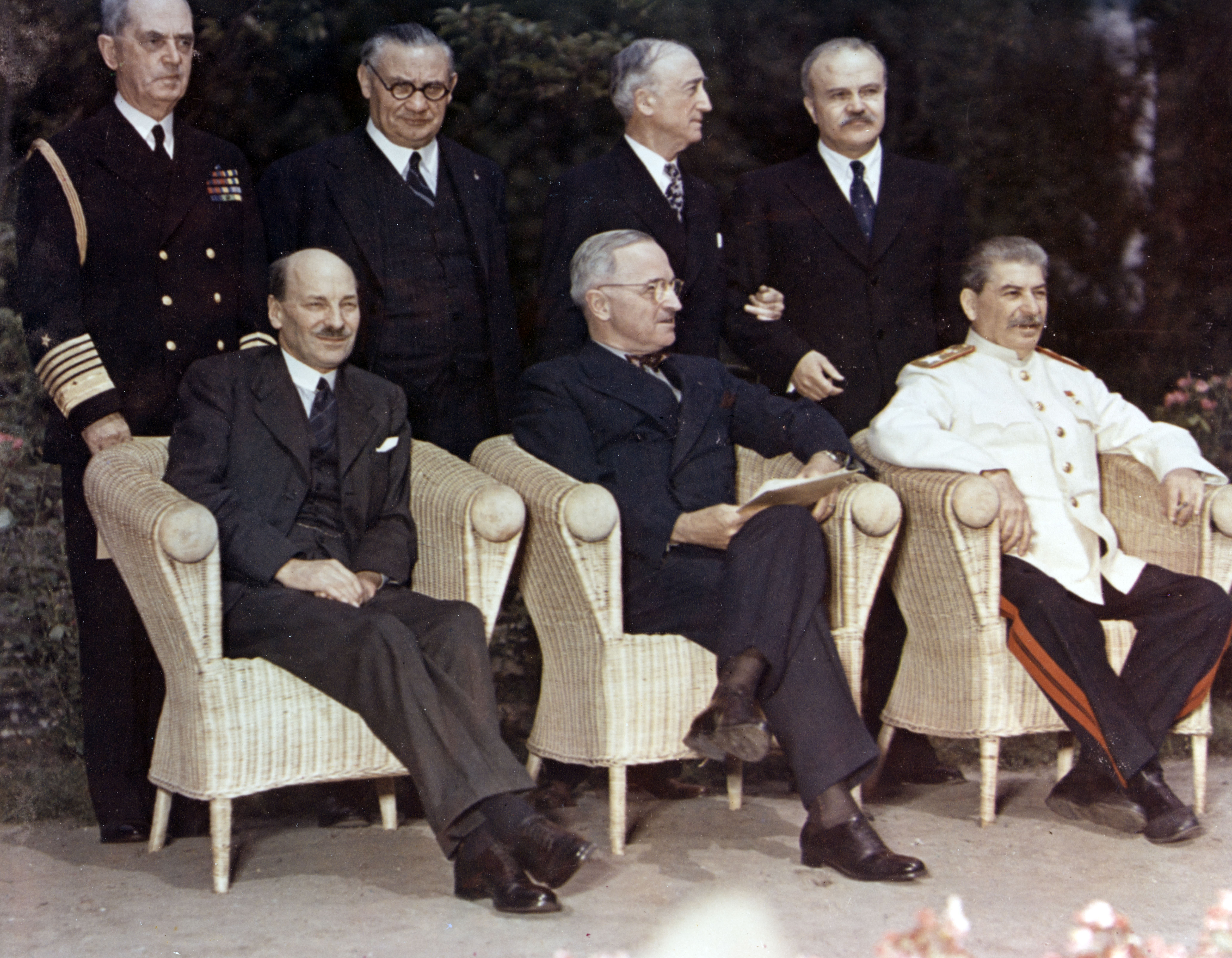
نخست‌وزیر بریتانیا کلمنت اتلی، رئیس‌جمهور آمریکا هری اس. ترومن و ژوزف استالین در کنفرانس پوتسدام، ژوئیه ۱۹۴۵

در آوریل ۱۹۴۵، ارتش سرخ وارد برلین شد، هیتلر خودکشی کرد و آلمان در ماه مه تسلیم شد. استالین، هیتلر را زنده می‌خواست؛ او بقایای جسد هیتلر را به مسکو منتقل کرد تا به زیارتگاهی برای سمپات‌های نازی‌ها تبدیل نشود. بسیاری از سربازان شوروی، آلمان و بخش‌هایی از اروپای شرقی را غارت و به زنان تجاوز کردند. استالین از مجازات خاطیان خودداری کرد.
با شکست آلمان، استالین بر جنگ با ژاپن تمرکز و نیم میلیون سرباز را به شرق دور منتقل کرد. استالین توسط متحدانش تحت فشار بود تا وارد جنگ شود و خودش هم می‌خواست موقعیت راهبردی شوروی در آسیا را تثبیت کند. در ۸ اوت، در فاصلهٔ بین حملات اتمی آمریکا به هیروشیما و ناگاساکی، ارتش شوروی به مانچوروی تحت اشغال ژاپن حمله کرد و ارتش کوانتونگ را شکست داد. این رویدادها منجر به تسلیم ژاپن و پایان جنگ شد. نیروهای شوروی تا جایی که می‌شد مناطق در دسترسشان را اشغال کردند، اما آمریکا مانع خواستهٔ استالین برای نقش‌آفرینی ارتش سرخ در اشغال ژاپن توسط متفقین شد.
استالین در کنفرانس پوتسدام (ژوئیه-اوت ۱۹۴۵) وعده‌های قبلی خود برای سوسیالیستی نکردن اروپای شرقی را تکرار کرد. استالین برای دریافت غرامت از آلمان فشار می‌آورد و توجهی به حداقل نیازهای زنده‌ماندن شهروندان آلمان نداشت. این هری ترومن و چرچیل را نگران کرد، زیرا آنها معتقد بودند بدین شیوه آلمان باری مالی بر دوش قدرت‌های غربی تبدیل خواهد شد. او همچنین به دنبال «غنائم جنگی» بود که به شوروی اجازه دهد بدون محدودیت کمی یا کیفی، مستقیماً اموال کشورهای تسخیر شده را تصاحب کند. بند دیگری اضافه شد تا این امتیاز با برخی محدودیت‌ها به او داده شود. آلمان به چهار منطقه تقسیم شد: شوروی، آمریکا، بریتانیا و فرانسه؛ و خود برلین که در منطقهٔ شوروی قرار داشت نیز به همین ترتیب چهار قسمت شد.

## بعد از جنگ

### ۱۹۴۵–۱۹۴۷: بازسازی و قحطی

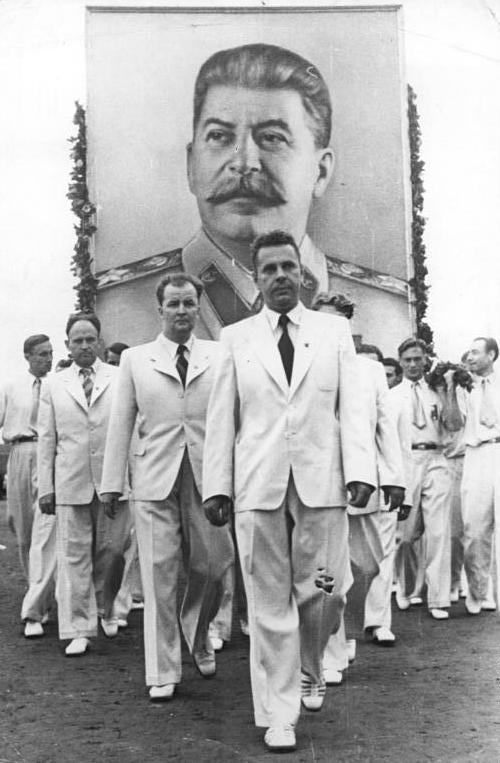
بنر استالین در بوداپست، سال ۱۹۴۹

پس از جنگ، استالین در «اوج دوران خود» بود و در شوروی به‌طور گسترده‌ای تجسم پیروزی و میهن‌پرستی محسوب می‌شد. ارتشش اروپای مرکزی و شرقی را تا رود البه در دست داشت. در ژوئن ۱۹۴۵، استالین عنوان ژنرالیسیموس را بر خود نهاد و بر فراز آرامگاه لنین ایستاد تا رژهٔ پیروزی به رهبری ژوکوف در میدان سرخ را تماشا کند. او در ضیافتی که برای فرماندهان ارتش برگزار شد، مردم روسیه را «ملت برجسته» و «نیروی پیشروی» شوروی توصیف کرد؛ اولین باری که او به روشنی روس‌ها را بر سایر ملیت‌های شوروی برتری می‌داد. در سال ۱۹۴۶، دولت مجموعهٔ آثار استالین را چاپ کرد. در سال ۱۹۴۷، وی نسخهٔ دوم زندگینامهٔ رسمی خود را منتشر کرد که او را بیش از نسخهٔ قبلی می‌ستود. سخنانش روزانه در پراودا چاپ و تصاویرش بر دیوارهای کارگاه‌ها و خانه‌ها دیده می‌شد.
استالین با وجود تقویت موقعیت بین‌المللی‌اش همچنان نسبت به مخالفت‌های داخلی و تمایل مردم به ایجاد تغییر محتاط بود. ارتش از جنگ بازگشته‌ای که در معرض طیف وسیعی از کالاهای مصرفی آلمان قرار گرفته بود نیز استالین را بیمناک می‌کرد. بسیاری از این کالاها به واسطهٔ غارت آلمان توسط سربازان به شوروی بازگردانده شده بودند. این برای استالین یادآور شورش دسامبریست‌های سربازان روس در سال ۱۸۲۵ و پس از شکست فرانسه در جنگ‌های ناپلئونی بود. او به همین دلیل دستور داد اسرای جنگی شوروی که به کشور بازمی‌گشتند، از اردوگاه‌های «تصفیه» عبور کنند. در این اردوگاه‌ها ۲٬۷۷۵٬۷۰۰ نفر بازجویی شدند تا مشخص شود خائن نیستند. سپس حدود نیمی از آنها در اردوگاه‌های کار اجباری زندانی شدند. در کشورهای بالتیک که مخالفت زیادی با حکومت شوروی وجود داشت، ۱۴۲٬۰۰۰ نفر میان سال‌های ۱۹۴۵ و ۱۹۴۹ در جریان برنامه‌های ضد دهقانی و ضد روحانیت تبعید شدند. نظام گولاگ اردوگاه‌های کار اجباری گسترده‌تر شد. تا ژانویهٔ ۱۹۵۳، سه درصد از جمعیت شوروی در زندان یا تبعید داخلی بودند؛ ۲٫۸ میلیون نفر در «مناطق ویژهٔ» دورافتاده و ۲٫۵ میلیون نفر دیگر در اردوگاه‌ها و زندان‌ها.
به ان‌کاوه‌ده دستور داده شد میزان تلفات و تخریب جنگ را ارزیابی کند. مشخص شد که ۱٬۷۱۰ شهر و ۷۰٬۰۰۰ روستا در شوروی نابود شده‌اند. مطابق برآورد ان‌کاوه‌ده، بین ۲۶ تا ۲۷ میلیون شهروند شوروی کشته و میلیون‌ها نفر دیگر مجروح، دچار سوء تغذیهٔ شدید یا یتیم شده بودند. برخی از نزدیکان استالین پس از جنگ پیشنهاد کردند اصلاحاتی در سیاست‌های دولت اعمال شود. جامعهٔ شوروی حال از جنبه‌های مختلف نسبت به دوران قبل از جنگ تاب‌آوری بیشتری داشت. استالین به کلیسای ارتدکس روسیه اجازه داد کلیساهایی که در دوران جنگ باز کرده بود، حفظ کند. همچنین به دانشگاهیان و هنرمندان آزادی بیشتری نسبت به قبل از ۱۹۴۱ داده شد. دولت استالین با درک ضرورت اتخاذ اقدامات اساسی برای مقابله با تورم و کمک به بازسازی اقتصادی، در دسامبر ۱۹۴۷ ارزش روبل را کاهش داد و سیستم کوپن را لغو کرد. مجازات اعدام در سال ۱۹۴۷ لغو شد اما در سال ۱۹۵۰ دوباره برقرار گردید.
سلامتی استالین رو به وخامت می‌رفت و مشکلات قلبی او را در اواخر سال ۱۹۴۵ به دو ماه مرخصی اجباری فرستاد. او به‌طور فزاینده‌ای نگران بود چهره‌های سیاسی و نظامی ارشد سعی در برکناری او داشته باشند. استالین تلاشش را بر جلوگیری از قدرتمند شدن هر یک از آنها گذاشت و آپارتمان‌هایشان را مجهز به دستگاه‌های شنود کرد. او مولوتف را تنزل مقام داد و ترجیح می‌داد پست‌های کلیدی را به بریا و مالنکوف بدهد. استالین در سال ۱۹۴۹ نیکیتا خروشچف را از اوکراین به مسکو آورد و به عنوان دبیر کمیتهٔ مرکزی و رئیس شعبهٔ حزب شهر منصوبش کرد. در ماجرای لنینگراد، رهبری شهر با اتهامات خیانت روبرو و پاکسازی شد. اعدام بسیاری از متهمان در سال ۱۹۵۰ صورت گرفت.
در دورهٔ پس از جنگ، اغلب کمبود مواد غذایی در شهرهای شوروی وجود داشت و کشور از سال ۱۹۴۶ تا ۱۹۴۷ قحطی بزرگی را تجربه کرد. این قحطی با خشکسالی و برداشت بد محصول در سال ۱۹۴۶ آغاز شد و سیاست‌های دولت در مورد تهیهٔ غذا، از جمله تصمیمش برای انباشت ذخایر و صادرات مواد غذایی به خارج از کشور به جای توزیع آن در مناطق قحطی‌زده، تشدیدش کرد. برآوردهای فعلی نشان می‌دهد بین یک تا ۱٫۵ میلیون نفر در اثر سوء تغذیه یا بیماری ناشی از آن جان خود را از دست دادند. درحالی‌که تولیدات کشاورزی راکد مانده بود، استالین بر پروژه‌های زیرساختی بزرگ، از جمله ساخت نیروگاه‌های برق آبی، کانال‌ها و خطوط راه‌آهن منتهی به قطب شمال تمرکز کرده بود. بخش زیادی از این پروژه‌ها با نیروی کار زندانیان ساخته شد.

### ۱۹۴۷–۱۹۵۰: استالین و جنگ سرد

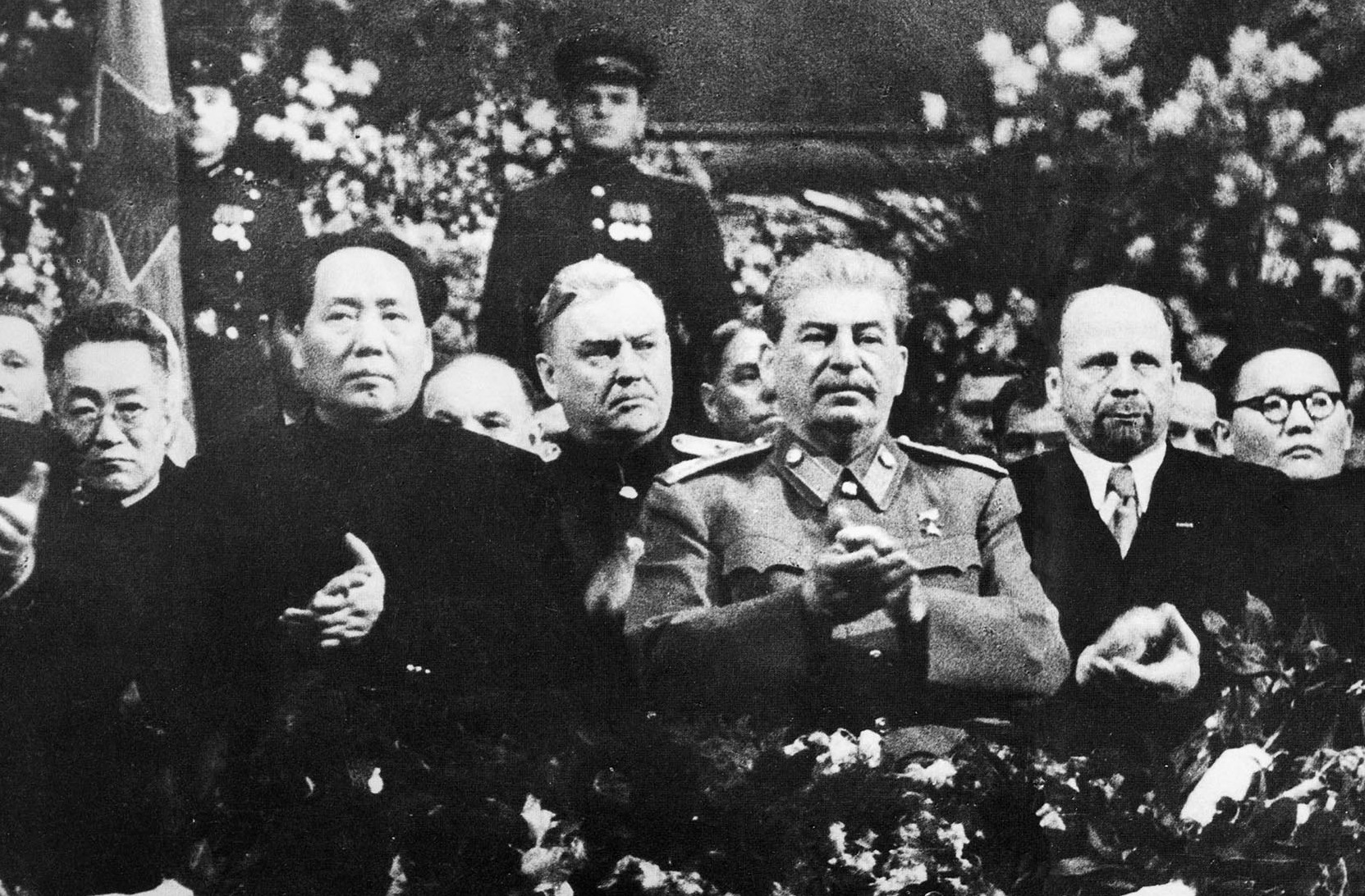
ژوزف استالین در جشن تولد ۷۱ سالگی خود به همراه (از چپ به راست) مائو تسه‌تونگ، نیکلای بولگانین، والتر اولبریخت و یومجاگین تسدنبال

امپراتوری بریتانیا در پی جنگ جهانی دوم رو به افول گذاشت و ایالات متحده و اتحاد جماهیر شوروی ابرقدرت‌های جهان شدند. دیری نپایید که تنش‌ها بین این متحدان سابق افزایش یافت و منجر به آغاز دورهٔ موسوم به جنگ سرد شد. اگرچه استالین علناً از دولت‌های بریتانیا و آمریکا به عنوان کشورهایی متجاوز یاد می‌کرد، اما معتقد بود وقوع جنگی با آنها قریب‌الوقوع نیست و احتمالاً چندین دهه صلح برقرار خواهد بود. با این حال، مخفیانه تحقیقات شوروی را در زمینهٔ جنگ‌افزار هسته‌ای تشدید کرد و قصد داشت بمب اتم بسازد. ولی استالین عواقب منفی درگیری هسته‌ای را پیش‌بینی می‌کرد و در سال ۱۹۴۹ گفت: «به سختی می‌توان از سلاح‌های هسته‌ای بدون ریسک نابودی جهان استفاده کرد.» او شخصاً علاقهٔ زیادی به توسعهٔ این سلاح داشت. آزمایش موفقیت‌آمیز بمب اتم شوروی در اوت ۱۹۴۹ در بیابان‌های اطراف سمی پالاتینسک در قزاقستان انجام شد. استالین همچنین سربازان ارتش شوروی را از ۲٫۹ میلیون در سال ۱۹۴۹ به ۵٫۸ میلیون نفر در سال ۱۹۵۳ افزایش داد.
ایالات متحده پس از جنگ منافعی در تمام قاره‌ها داشت، پایگاه‌های هوایی در آفریقا و آسیا تأسیس کرده بود و به کسب قدرت توسط رژیم‌های طرفدار آمریکا در آمریکای لاتین یاری رساند. آمریکا در ژوئن ۱۹۴۷ طرح مارشال را با هدف تضعیف هژمونی شوروی در اروپای شرقی آغاز کرد. ایالات متحده به عنوان بخشی از طرح مارشال به کشورها — مشروط بر اینکه اقتصادشان آزاد باشد — کمک مالی می‌کرد، زیرا می‌دانست شوروی هرگز با بازار آزاد موافقت نخواهد کرد.
متفقین خواستار خروج ارتش سرخ از شمال ایران شدند. استالین ابتدا امتناع کرد که منجر به بحرانی بین‌المللی در سال ۱۹۴۶ شد، اما یک سال بعد سرانجام تسلیم شد و نیروهای شوروی را عقب کشید. استالین همچنین تلاش کرد نفوذ شوروی را در صحنهٔ جهانی افزایش دهد اما اقدامش برای برای تبدیل لیبی — که به تازگی از اشغال ایتالیا آزاد شده بود — به تحت‌الحمایهٔ شوروی شکست خورد. او مولوتف را به عنوان نمایندهٔ خود به سانفرانسیسکو فرستاد تا در مذاکرات تشکیل سازمان ملل متحد شرکت کند و اصرار داشت شوروی در شورای امنیت کرسی داشته باشد. در آوریل ۱۹۴۹، قدرت‌های غربی سازمان پیمان آتلانتیک شمالی (ناتو) را به عنوان سازمان نظامی بین‌المللی متشکل از کشورهای سرمایه‌داری تأسیس کردند. در کشورهای غربی، استالین «شرورترین دیکتاتور زمان» نمایانده و با هیتلر مقایسه می‌شد. به گفتهٔ سوتلانا آلیلیوا، دخترش، استالین یک بار بعد از جنگ گفت: «[با اتحاد] با آلمانی‌ها شکست‌ناپذیر می‌شدیم.»
در سال ۱۹۴۸، افشاگری‌هایی دربارهٔ پیمان ۱۹۳۹ شوروی با آلمان انجام شد. استالین در پاسخ تحریف‌کنندگان تاریخ را که خودش ویراستاری و بازنویسی کرده بود را در فوریهٔ ۱۹۴۸ به صورت مجموعهٔ مقالات پراودا و سپس به صورت کتاب منتشر و در آن قدرت‌های غربی برای جنگ سرزنش کرد. او همچنین به اشتباه مدعی شد پیشروی اولیهٔ آلمان در اوایل جنگ در جریان عملیات بارباروسا، ناشی از ضعف نظامی شوروی نبود، بلکه شوروی عمداً عقب‌نشینی استراتژیک کرده بود. در سال ۱۹۴۹، جشن‌هایی به مناسبت هفتادمین سالگرد تولد استالین (اگرچه ۷۱ ساله بود) برگزار و استالین به همراه رهبران مارکسیست-لنینیستی اروپا و آسیا در تالار بولشوی حاضر شد.

#### بلوک شرق

بلوک شرق تا سال ۱۹۸۹

استالین پس از جنگ به دنبال حفظ سلطهٔ شوروی در اروپای شرقی و گسترش نفوذش در آسیا بود. او از ترس واکنش متفقین غربی، از تشکیل فوری دولت احزاب کمونیست در اروپای شرقی اجتناب کرد و از مارکسیست-لنینیست‌ها خواست در دولت‌های ائتلافی شرکت کنند. او پیشنهاد الحاق کشورهای کمونیست جدید به اتحاد جماهیر شوروی را رد کرد و آنها را به عنوان کشورهای مستقل به رسمیت شناخت.
مشکل آنجا بود که مارکسیست‌های کمی در اروپای شرقی وجود داشتند، زیرا اکثرشان توسط نازی‌ها کشته شده بودند. استالین خواستار پرداخت غرامت جنگی از سوی آلمان و متحدان محور آن، مجارستان، رومانی و جمهوری اسلواکی شد. او با علم به اینکه این کشورها از طریق تهاجم — نه انقلاب پرولتری — به سمت سوسیالیسم سوق داده شده بودند، از آنها با عنوان «دیکتاتوری پرولتاریا» یاد نمی‌کرد، بلکه «دموکراسی‌های خلقی» می‌نامیدشان تا نشان دهد در این کشورها وحدت سوسیالیستی میان پرولتاریا، دهقانان و طبقهٔ متوسط پایین وجود دارد.
چرچیل «پردهٔ آهنینی» می‌دید که شرق اروپا را از غربش جدا کرده است. در سپتامبر ۱۹۴۷، نشستی از رهبران کمونیست اروپای شرقی در اشکلارسکا پرمبای لهستان برگزار شد. اینان کمینفرم را برای هماهنگی احزاب کمونیست اروپای شرقی و همچنین فرانسه و ایتالیا تأسیس کردند. استالین شخصاً در این نشست شرکت نکرد و آندری ژدانف را به جای خود فرستاد. کمونیست‌های مختلف اروپای شرقی نیز در مسکو با استالین دیدار کردند و او در مورد برنامه‌ها و چشم‌اندازهای رهبران کمونیست اروپای شرقی نظر داد. به عنوان مثال، استالین با تشکیل یوگسلاوی — فدراسیونی در بالکان شامل بلغارستان و آلبانی — مخالف بود. استالین به دلیل درخواست‌های مداوم یوسیپ بروز تیتو، رهبر یوگسلاوی، برای تشکیل فدراسیون بالکان و کمک شوروی به نیروهای کمونیست در جنگ داخلی یونان، روابطی شدیداً پرتنش با او داشت. در مارس ۱۹۴۸، استالین کارزاری علیه تیتو به راه انداخت و کمونیست‌های یوگسلاوی را به ماجراجویی و انحراف از دکترین مارکسیست-لنینیستی متهم کرد. در دومین کنفرانس کمینفورم — ژوئن ۱۹۴۸، بخارست — رهبران کمونیست اروپای شرقی همگی دولت تیتو را محکوم کردند و آنان را فاشیست و آلت دست کاپیتالیست‌های غربی نامیدند. استالین چندین بار برای ترور تیتو تلاش و حتی به حمله به یوگسلاوی نیز فکر کرد.
استالین پیشنهاد داد آلمان واحد اما غیرنظامی باقی بماند، بدان امید که تحت نفوذ شوروی قرار گیرد یا بی‌طرف باشد. ایالات متحده و بریتانیا با این موضوع مخالفت کردند و استالین با تصور اینکه نیروهای غربی خطر جنگ را به جان نخواهند خرید، برلین را در ژوئن ۱۹۴۸ محاصره کرد. ولی غربی‌ها در عوض با هواپیما به غرب برلین تدارکات می‌رساندند و نتیجتا استالین در ماه مهٔ ۱۹۴۹ تسلیم شد و محاصره را پایان داد. در سپتامبر ۱۹۴۹، غربی‌ها آلمان غربی را به جمهوری فدرال آلمان تبدیل کردند. در پاسخ، شوروی در اکتبر آلمان شرقی را به جمهوری دموکراتیک آلمان خواند. بر اساس توافقات قبلی، نیروهای غربی انتظار داشتند لهستان به کشوری مستقل با انتخابات آزاد و دموکراتیک تبدیل شود. در لهستان، شوروی احزاب مختلف سوسیالیستی را در حزب کارگران متحد لهستان ادغام کرد و با تقلب در انتخابات به قدرت رساندشان. استالین در انتخابات ۱۹۴۷ مجارستان نیز تقلب کرد و حزب کارگران مجار دولت را به دست گرفت. در چکسلواکی که کمونیست‌ها تا حدی از حمایت مردمی برخوردار بودند، بیشترین رای در انتخابات سال ۱۹۴۶ آوردند. سلطنت در بلغارستان و رومانی ملغی شد. مدل شوروی در اروپای شرقی با کلکتیویزاسیون مزارع کشاورزی، سرمایه‌گذاری در صنایع سنگین و پایان دادن به تکثر سیاسی برقرار شد. هدف ایجاد خودکفایی اقتصادی در بلوک شرق بود.

#### آسیا

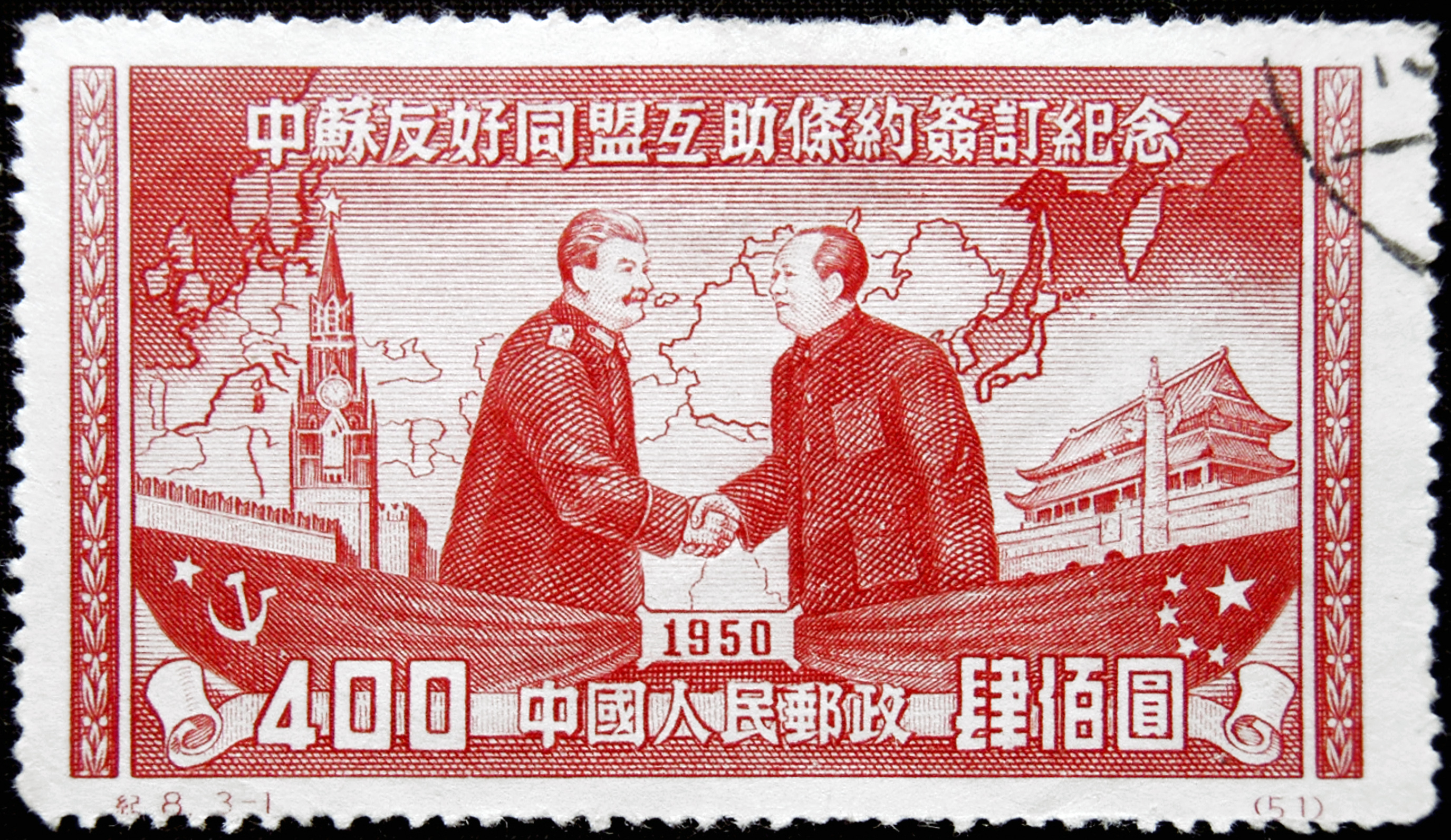
تمبر چینی سال ۱۹۵۰ با تصویر دست دادن استالین و مائو، یادبود امضای معاهدهٔ جدید چین و شوروی

مائو تسه‌تونگ، رهبر کمونیست چینی، در اکتبر ۱۹۴۹ قدرت را در چین به دست گرفت. بدین ترتیب دولت‌های مارکسیستی بر یک سوم اراضی جهان حاکم شدند. استالین به‌طور خصوصی فاش کرد کمونیست‌های چینی و توانایی آنها برای پیروزی در جنگ داخلی را دست کم گرفته و در عوض تشویقشان کرده بود صلح دیگری با کومینتانگ برقرار کنند. در دسامبر ۱۹۴۹، مائو با استالین دیدار کرد. استالین در ابتدا از لغو پیمان ۱۹۴۵ شوروی و چین که به‌طور نامتوازنی به نفع شوروی بود امتناع کرد، اما در ژانویهٔ ۱۹۵۰ پذیرفت قرارداد جدیدی بین دو کشور امضا کند. استالین نگران بود مائو با پیگیری مسیری مستقل از شوروی، از الگوی تیتو پیروی کند و روشن کرد اگر اوضاع را نامطلوب بیابد کمک به چین را قطع خواهد کرد. چینی‌ها پس از دهه‌ها جنگ داخلی شدیداً به کمک شوروی نیاز داشتند.
در پایان جنگ جهانی دوم، اتحاد جماهیر شوروی و ایالات متحده شبه‌جزیره کره را که سابقاً مستعمرهٔ ژاپن بود، در امتداد خط ۳۸ درجه تقسیم کردند. دولتی کمونیستی در شمال و دولتی طرفدار غرب و ضد کمونیست در جنوب تأسیس شد. کیم ایل سونگ، رهبر کره شمالی، در مارس ۱۹۴۹ و دوباره در مارس ۱۹۵۰ با استالین ملاقات کرد. او می‌خواست به جنوب حمله کند و اگرچه استالین در ابتدا تمایلی به حمایت نداشت، اما سرانجام در ماه مهٔ ۱۹۵۰ موافقت کرد. ارتش کرهٔ شمالی با حمله به کره جنوبی در ژوئن ۱۹۵۰، جنگ کره را آغاز و با پیشروی سریع سئول را اشغال کرد. استالین و مائو معتقد بودند پیروزی ساده‌ای به دست خواهد آمد. ایالات متحده موضوع را به شورای امنیت سازمان ملل — که شوروی به دلیل عدم به رسمیت شناختن دولت مائو آن را تحریم کرده بود — برد و حمایت نظامی بین‌المللی برای کره جنوبی جلب کرد. نیروهایِ تحت رهبری ایالات متحده کرهٔ شمالی را از جنوب عقب راندند. استالین می‌خواست از درگیری مستقیم شوروی با ایالات متحده جلوگیری کند و چینی‌ها را متقاعد کرد به شمال یاری رسانند.
شوروی یکی از اولین کشورهایی بود که در سال ۱۹۴۸ کشور تازه تأسیس اسرائیل را به رسمیت شناخت، به امید یافتن متحدی در خاورمیانه. وقتی گلدا مئیر، سفیر اسرائیل، به شوروی رسید، استالین از جمعیت یهودیانی که برای استقبال از او جمع شده بودند خشمگین شد. او همچنین از اتحاد رو به رشد اسرائیل با ایالات متحده عصبانی بود. استالین پس از اختلاف با اسرائیل کمپینی ضدیهودی در داخل شوروی و کشورهای بلوک شرق به راه انداخت. در نوامبر ۱۹۴۸، او کمیتهٔ یهودی ضدفاشیستی را منحل و محاکمات نمایشی برای برخی از اعضای آن برگزار کرد. مطبوعات شوروی حملات توهین‌آمیزی به صهیونیسم، فرهنگ یهودی و «جهان وطنی بی‌ریشه» می‌کردند و یهودستیزی به‌طور تصاعدی در جامعهٔ شوروی ابراز می‌شد. اینکه استالین یهودستیزی را روا می‌داشت محتملا ناشی از افزایش حس ملی‌گرایی روسی او بود، یا شاید از آن جهت که یهودستیزی برای هیتلر در بسیج توده مؤثر افتاده بود و استالین نیز امکان استفاده از آن را می‌دید. محتملا یهودیان در نظر او ملتی «ضدانقلاب» و وفادار به ایالات متحده بودند. شایعاتی وجود داشت — اگرچه هرگز اثبات نشد — مبنی بر اینکه استالین می‌خواست همهٔ یهودیان شوروی را به استان خودگردان یهودی در بیروبیجان در شرق سیبری تبعید کند.

### ۱۹۵۰–۱۹۵۳: سال‌های پایانی

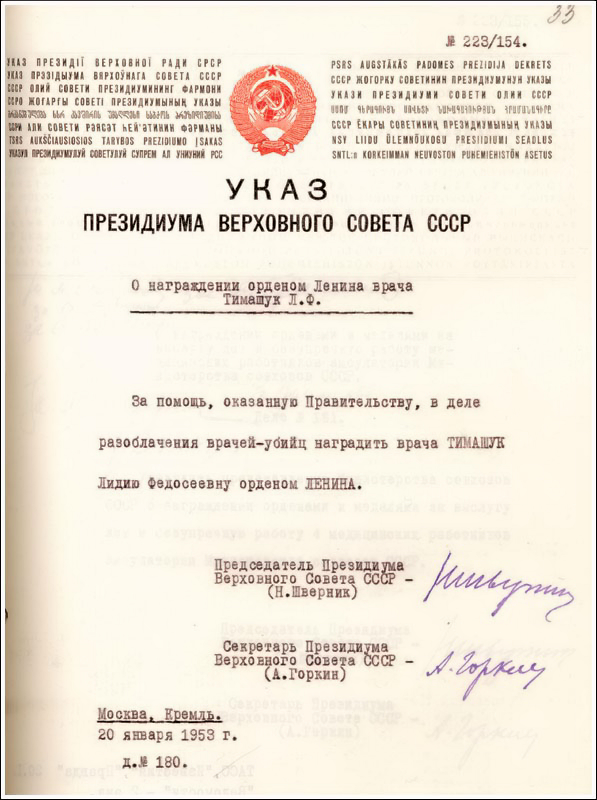
20 ژانویه ۱۹۵۳. حکم اعطای نشان لنین به لیدیا تیموشوک به دلیل «افشای پزشکان قاتل». پس از مرگ استالین در همان سال پس گرفته شد.

استالین در سال‌های پایانی ناخوش بود. او بیشتر و بیشتر به تعطیلات می‌رفت؛ در سال ۱۹۵۰ و دوباره در ۱۹۵۱، تقریباً پنج ماه را در داچای خود در آبخاز گذراند. استالین به پزشکانش اعتماد نداشت؛ در ژانویهٔ ۱۹۵۲، پزشکان پیشنهاد دادند به منظور بهبود سلامتی، بازنشسته شود و استالین در واکنش یکی‌شان را زندانی کرد. در سپتامبر ۱۹۵۲، چند پزشک کرملین به اتهام توطئه برای قتل سیاستمداران ارشد در آنچه به «توطئه پزشک‌ها» معروف شد، دستگیر شدند؛ اکثر متهمان یهودی بودند. استالین دستور داد این پزشکان را برای اعتراف‌گیری شکنجه کنند. در نوامبر، محاکمهٔ اسلانسکی در چکسلواکی برگزار شد که در آن ۱۳ چهرهٔ ارشد حزب کمونیست، از جمله ۱۱ یهودی، متهم و محکوم به مشارکت در توطئهٔ صهیونیستی-آمریکایی برای براندازی دولت‌های بلوک شرق شدند. در همان ماه، محاکمه‌ای علنی برای شماری یهودی متهم به تخریب صنایع در اوکراین برگزار شد. در سال ۱۹۵۱، استالین در جریان ماجرای مینگلین شاخهٔ گرجستانی حزب کمونیست را پاکسازی کرد که منجر به اخراج بیش از ۱۱٬۰۰۰ نفر شد.
استالین از سال ۱۹۴۶ تا زمان مرگش تنها سه سخنرانی عمومی داشت که دو موردشان فقط چند دقیقه طول کشید. حجم آثاری که می‌نوشت هم کاهش یافت. در سال ۱۹۵۰، استالین مقالهٔ «مارکسیسم و مسائل زبان‌شناسی» را منتشر کرد که علاقهٔ او به مسائل ملیت روسیه را نشان می‌دهد. در سال ۱۹۵۲، آخرین کتاب استالین به نام مشکلات اقتصادی سوسیالیسم در اتحاد جماهیر شوروی منتشر شد که حکم راهنمایی برای رهبری کشور پس از مرگ او بود. در اکتبر ۱۹۵۲، استالین در نشست کمیتهٔ مرکزی سخنرانی یک و نیم ساعته‌ای ایراد کرد. او بر آنچه ویژگی‌های ضروری رهبری در آینده می‌دانست و بر نقاط ضعف جانشینان بالقوهٔ مختلف، به ویژه مولوتوف و میکویان، تأکید کرد. در سال ۱۹۵۲، او پولیتبورو را منحل و نهاد بزرگ‌تری به نام «هیئت رئیسه» را جایگزینش کرد.

#### مرگ، تشییع جنازه و پیامدها

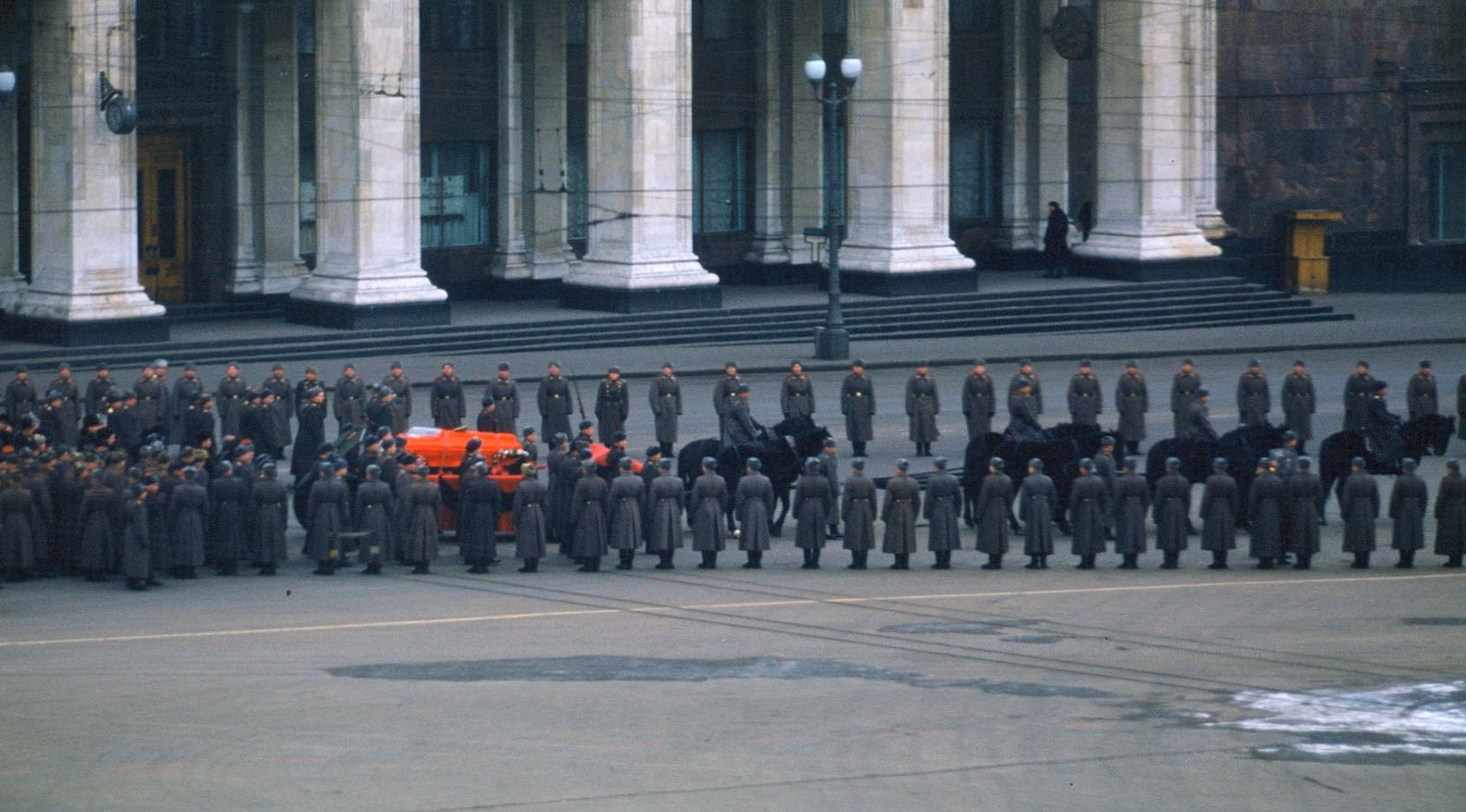
تابوت استالین روی کالسکه که توسط اسب‌ها کشیده می‌شود. سرگرد مارتین مانوف وابستهٔ نظامی ارتش آمریکا از بالکن سفارت این عکس را انداخته است.

در ۱ مارس ۱۹۵۳، دفترداران استالین او را کف اتاق خواب داچای کونتسوو نیمه‌هوشیار یافتند. او خونریزی درون‌جمجمه‌ای کرده بود. او را روی مبلی خواباندند و به مدت سه روز همان‌جا ماند. با قاشق به او غذا و دارو می‌دادند و زالودرمانی‌اش می‌کردند. استالین در ۵ مارس ۱۹۵۳ درگذشت. به گفتهٔ دخترش سوتلانا، «مرگش سخت و دردناک» بود. کالبدشکافی نشان داد بر اثر خونریزی مغزی مرده است و تصلب شرایین شدیداً به شریان‌های مغزی‌اش آسیب زده است. حدس زده می‌شود که استالین به قتل رسیده باشد. لاورنتی بریا مظنون به قتل او بوده، اما هیچ مدرک محکمی ارائه نشده است. طبق گزارشی که در نیویورک تایمز منتشر شده، استالین توسط اعضای دفتر سیاسی خود با وارفارین مسموم شده بود.
مرگ استالین در ۶ مارس اعلام شد. جنازهٔ او مومیایی و سه روز در خانهٔ اتحادیه‌های مسکو به نمایش گذاشته شد. جمعیت انبوهی که برای دیدن جنازه آمده بودند آنقدر زیاد و بی‌سازمان بودند که بسیاری در اثر ازدحام کشته شدند. در مراسم تشییع جنازهٔ ۹ مارس، جنازهٔ استالین در آرامگاه لنین در میدان سرخ به خاک سپرده شد. صدها هزار نفر در مراسم شرکت کردند. در آن ماه، به دلیل دستگیری‌های گسترده به جرم «تحریک ضد شوروی»، افرادی که از مرگ استالین شاد شدند، غضب پلیس را به خود جلب کردند. دولت چین برای درگذشت استالین عزای عمومی اعلام کرد. همچنین مراسم یادبودی به افتخار او در کلیسای سنت جرج شهید هولبورن لندن برگزار شد. پنج هزار چپگرای تهرانی در میدان فوزیهٔ تهران تجمع کردند تا به استالین ادای احترام کنند.
استالین نه جانشینی تعیین کرده بود، نه چارچوبی برای انتقال مسالمت‌آمیز قدرت. کمیتهٔ مرکزی در روز مرگ او تشکیل جلسه داد. مالنکوف، بریا و خروشچف به عنوان چهره‌های غالب حزب سر برآوردند. نظام رهبری جمعی احیا و اقداماتی برای جلوگیری از خودکامگی اعضا اتخاذ شد. رهبری جمعی شامل هشت عضو ارشد هیئت رئیسهٔ کمیتهٔ مرکزی حزب کمونیست اتحاد جماهیر شوروی بود. اصلاحات در نظام شوروی بلافاصله اجرا شد. اصلاحات اقتصادی پروژه‌های ساختمانی عظیم را کاهش داد، بر ساخت خانه‌های جدید تأکید و برای افزایش تولید، مالیات بر کشاورزان را کم کرد. رهبران جدید به دنبال نزدیکی با یوگسلاوی و روابط کمتر خصمانه با ایالات متحده بودند و در ژوئیهٔ ۱۹۵۳ تلاش کردند با مذاکره جنگ کره را پایان دهند. پزشکانی که زندانی شده بودند آزاد و پاکسازی‌های ضدیهودی متوقف شد. عفو گسترده‌ای برای برخی محکومان صادر شد که جمعیت زندانیان کشور را نصف کرد. نظام امنیت دولتی و گولاگ اصلاح و شکنجه در آوریل ۱۹۵۳ ممنوع شد.

## ایدئولوژی سیاسی

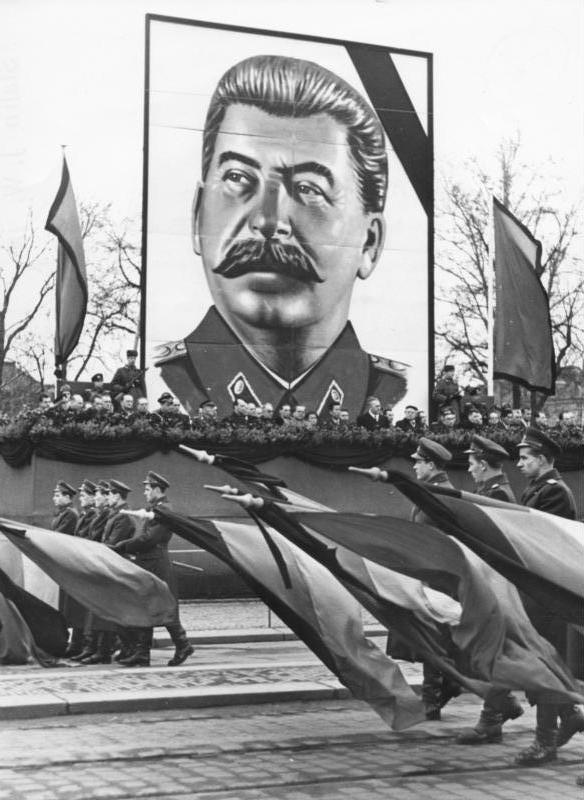
رژه عزاداری به مناسبت مرگ استالین در درسدن، آلمان شرقی

استالین ادعا می‌کرد که در سن پانزده سالگی مارکسیست شده و این فلسفه راهنمای او در بزرگسالی‌اش بوده است. به گفتهٔ کوتکین، استالین «اعتقادات مارکسیستی متعصبانه» داشت و مونت‌فیوره ارزش مارکسیسم برای استالین را «شبه‌دینی» توصیف می‌کند. اگرچه او هرگز ملی‌گرای گرجستانی نشد، اما در اوایل جوانی، عناصر تفکر ملی‌گرایانهٔ گرجستانی با مارکسیسم در دیدگاه او در هم آمیخت. آلفرد جی. ریبر، مورخ، می‌گوید استالین در «جامعه‌ای بزرگ شده بود که فولکلور و آداب و رسوم عامیانه‌اش شورش را ارج می‌نهاد.» استالین به لزوم تطبیق مارکسیسم با شرایط در حالِ تغییر روزگار اعتقاد داشت. در سال ۱۹۱۷، او اعلام کرد «مارکسیسم دگماتیک وجود دارد و مارکسیسم خلاقانه. من دومی را برگزیده‌ام.» ولکونوگوف معتقد بود مارکسیسمِ استالین تحت تأثیر «ذهنیت دگماتیک» که در دوران تحصیل در مؤسسات مذهبی به او القا شده بود او شکل گرفته بود. به گفتهٔ رابرت سرویس، محقق، «نوآوری‌های اندک استالین در ایدئولوژی مارکسیسم، تحولات خام و مبهمی بودند.» برخی از اینها از مصلحت سیاسی ناشی می‌شدند تا تعهد فکری صادقانه. استالین اغلب به ایدئولوژی برای توجیه تصمیمات خود پس از وقوع‌شان متوسل می‌شد. استالین خود را «پراکتیک» می‌نامید، به این معنی که بیشتر یک انقلابی عملگراست تا نظریه‌پرداز.
استالین به عنوان یک مارکسیست و سرمایه‌داری‌ستیز، به «جنگ طبقاتی» اجتناب‌ناپذیر بین پرولتاریای جهان و بورژوازی اعتقاد داشت. او معتقد بود طبقهٔ کارگر در این مبارزه پیروز خواهد شد و دیکتاتوری پرولتاریا تأسیس خواهد کرد و اتحاد جماهیر شوروی را نمونهٔ چنین دولتی می‌دانست. معتقد بود این دولت پرولتری برای اطمینان از سرکوب کامل طبقات مالک، مجبور است دست به اقدامات سرکوبگرانه علیه «دشمنان» خارجی و داخلی بزند و بنابراین جنگ طبقاتی با پیشروی سوسیالیسم تشدید خواهد شد. رسوا کردن این «دشمن» ابزار تبلیغاتی کافی برای توضیح همهٔ فجایع اقتصادی و سیاسی، سختی‌های تحمل‌شده توسط مردم و شکست‌های نظامی خواهد بود. سپس با از بین رفتن اسرافِ ناشی از نظام سرمایه‌داری، دولت جدید خواهد توانست برای همهٔ شهروندان کار، غذا، سرپناه، مراقبت‌های بهداشتی و آموزش فراهم کند. به گفتهٔ سندل، استالین «متعهد به ایجاد جامعه‌ای صنعتی، جمعی، با اقتصادی دستوری و فناوری‌های پیشرفته بود.»
استالین به شاخهٔ لنینیستی مکتب مارکسیسم پایبند بود. او در کتاب مبانی لنینیسم می‌گوید «لنینیسم، مارکسیسمِ عصرِ امپریالیسم و انقلاب پرولتری است.» او خودش را لنینیستی وفادار می‌نامید، هرچند به گفتهٔ رابرت سرویس، «استالین کورکورانه مطیع لنینیسم نبود.» استالین به لنین احترام می‌گذاشت، اما چون لنین را در اشتباه می‌دید، اعتراض هم می‌کرد. استالین در دوران انقلابی‌گری برخی دیدگاه‌ها و اقدامات لنین را فعالیت‌های خودخواهانهٔ مهاجری لوس تلقی می‌کرد و آن‌ها را برای بلشویک‌های مستقر در داخل امپراتوری روسیه غیرسازنده می‌دانست. پس از انقلاب اکتبر، اختلافاتشان همچنان ادامه داشت. لنین معتقد بود همهٔ کشورهای اروپایی و آسیایی پس از انقلاب پرولتری به راحتی به عنوان دولتی واحد متحد خواهند شد، استالین می‌گفت غرور ملی جلوی این امر را می‌گیرد و دولت‌های سوسیالیستی مختلفی باید تشکیل شوند. به نظر او، کشوری مانند آلمان به راحتی تسلیم عضویت در دولتی فدرال تحت سلطهٔ روسیه نخواهد شد. با این حال، خلوکنیوک معتقد بود لنین و استالین طی سال‌ها «پیوندی قوی» برقرار کردند و کوتکین دوستی استالین با لنین را «مهم‌ترین رابطهٔ زندگی استالین» می‌یافت. پس از مرگ لنین، استالین به نوشته‌های لنین در تصمیم‌گیری در امور دولتی بسیار بیشتر از نوشته‌های مارکس و انگلس متکی بود. استالین مثل لنین معتقد بود پرولتاریا نیاز به طبقهٔ آگاهی دارند که رهبری‌شان کند، نه اینکه توسط پرولتاریا به پیش برده شود. استالین که خودش را در صدر این طبقهٔ آگاه می‌دید، معتقد بود مردم شوروی محتاج رهبری قدرتمند شبیه به یک تزار هستند تا دور او جمع شوند. به گفتهٔ خود استالین، «مردم به تزاری نیاز دارند که بتوانند او را بپرستند و برایش زندگی و کار کنند.» استالین در کیش شخصیتی که دورش ایجاد شد، «وُژد» نامیده می‌شد، معادل «دوچه» ایتالیایی و «پیشوای» آلمانی.

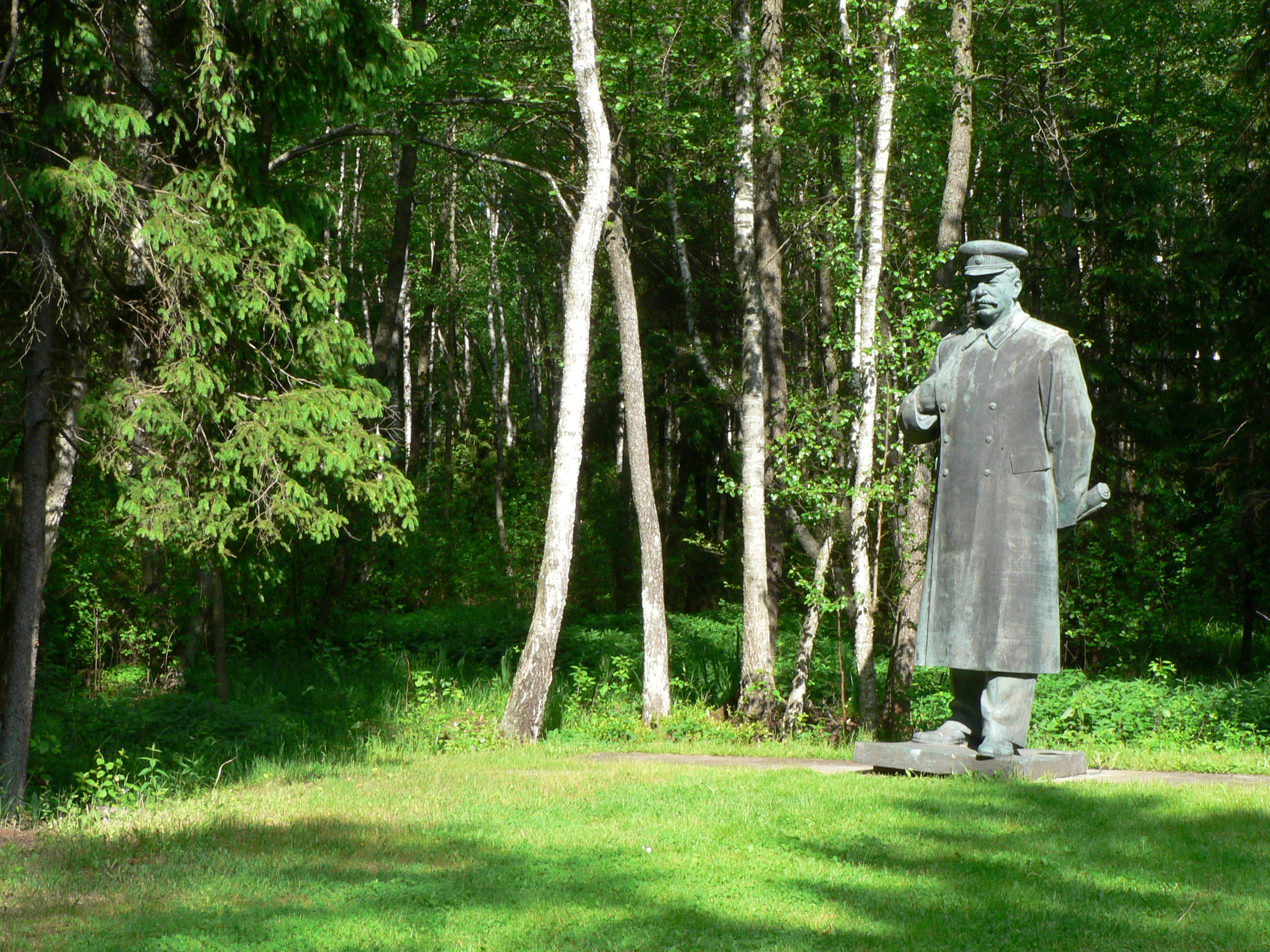
تندیس ژوزف استالین در پارک گروتاس نزدیک به دروسکینینکای لیتوانی. این تندیس در اصل در ویلنیوس لیتوانی قرار داشت.

استالینیسم شاخه‌ای از لنینیسم بود، و گرچه استالین شخصاً از به‌کار بردن اصطلاح «مارکسیسم-لنینیسم-استالینیسم» اجتناب می‌کرد، به دیگران اجازه می‌داد از آن استفاده کنند. او پس از مرگ لنین در مباحثات نظری درون حزب کمونیست فعال بود، خاصه با شکل دهی به نظریهٔ «سوسیالیسم در یک کشور». این مفهوم با مبارزات جناحی درون حزب، به ویژه علیه تروتسکی، ارتباط تنگاتنگی داشت. استالین این را اولین بار در دسامبر ۱۹۲۴ مطرح کرد و در نوشته‌های ۱۹۲۵–۱۹۲۶ پروریدش. دکترین استالین بر آن بود که سوسیالیسم می‌تواند در روسیه کامل شود، اما به دلیل تهدید مداخلهٔ نظام سرمایه‌داری، پیروزی نهایی‌اش تضمین نیست. به همین دلیل، او دیدگاه لنین — مبنی بر اینکه انقلاب جهانی برای پیروزی نهایی سوسیالیسم ضروری است — را به‌طور کامل رها نکرد. استالین نیز اعتقاد مارکسیستی به اینکه دولت با تبدیل سوسیالیسم به کمونیسم ناب از بین خواهد رفت را قبول داشت، اما معتقد بود دولت شوروی تا شکست نهایی سرمایه‌داری جهانی باقی خواهد ماند. این مفهوم، احساسات ملی‌گرایانه را با نظرات مارکسیستی و لنینیستی تلفیق و با معرفی تروتسکی به‌عنوان فردی شکست‌خورده که به توانایی کارگران روس برای ساختن سوسیالیسم ایمان ضعیفی دارد، او را بی‌اعتبار می‌کرد.
استالین ملت‌ها را موجودیت‌های محصول نظام سرمایه‌داری می‌دانست که می‌توانند با دیگران ادغام شوند. او در نهایت معتقد بود همهٔ ملت‌ها در جامعه‌ای جهانی واحد یکی خواهند شد و به همهٔ ملت‌ها به‌طور ذاتی برابر نگاه می‌کرد. او می‌گفت حق جدایی باید به اقلیت‌های قومی امپراتوری روسیه داده شود، اما نباید به آن تشویق شوند چه در صورت خودمختاری کامل، در نهایت تحت کنترل ارتجاعی‌ترین عناصر جامعهٔ خود قرار خواهند گرفت؛ به‌عنوان مثال، او تاتارهای عمدتاً بی‌سواد را مثال می‌زد که به گفتهٔ او در نهایت ملاها بر آن‌ها مسلط خواهند شد. استالین می‌گفت یهودیان دارای «شخصیت ملی» هستند، اما «ملت» نیستند و بنابراین در جامعه حل نمی‌شوند. او ملی‌گرایی یهودی، به‌ویژه صهیونیسم، را در خصومت با سوسیالیسم می‌دید. خلوکنیوک می‌گوید گسترش امپراتوری استالین او را جانشین شایسته‌ای برای تزارهای روسیه می‌کند، زیرا استالین بود که مارکسیسم را با امپریالیسم درآمیخت. در نظر رابرت سرویس، مارکسیسمِ استالین با ملی‌گرایی روسی تا حد زیادی پیوند خورده بود. به گفتهٔ مونتفیوره، استالین خود را از روی عملگرایی به دامان ملت روسیه انداخت زیرا روس‌ها هستهٔ اصلی جمعیت اتحاد جماهیر شوروی بودند؛ این به معنای آن نیست که ریشه‌های گرجی خودش را فراموش کرده بود. تلاش استالین برای گسترش قلمروی شوروی در اروپای شرقی «امپریالیسم روس» توصیف شده است.

## شخصیت و زندگی خصوصی

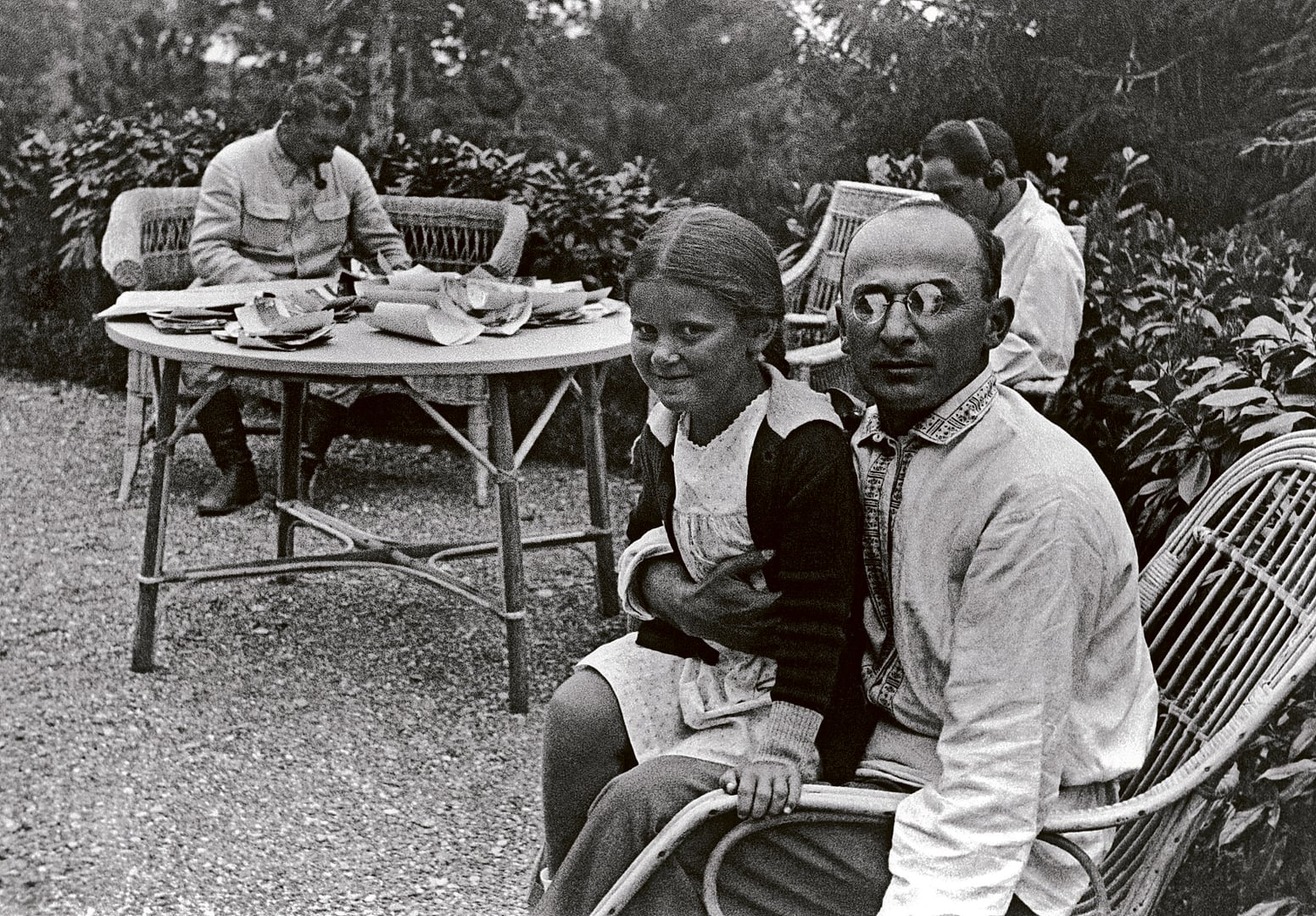
لاورنتی بریا با دختر استالین سوتلانا در آغوشش. استالین با نستور لاکوبا در پس‌زمینه در حال کشیدن پیپ. این عکس در اواسط دهه ۱۹۳۰ در داچای استالین در نزدیکی سوچی گرفته شده است.

استالین اصلیت گرجی داشت. او به زبان گرجی صحبت می‌کرد و تا سن ۸ یا ۹ سالگی زبان روسی نیاموخت. برخی معتقدند او اصالتی آسی — از اقوام ایرانی قفقاز — داشته است، زیرا هاپلوتیپ ژنتیکی او (G2a-Z6653) به‌طور معمول در آسی‌ها دیده می‌شود، اما او هرگز هویت آسی برای خود قائل نبود. استالین به هویت گرجی‌اش افتخار می‌کرد و هنگام صحبت به روسی، لهجهٔ گرجی غلیظی داشت. به گفتهٔ مونتفیوره، با وجود علاقهٔ استالین به روسیه و روس‌ها، او در سبک زندگی و شخصیتش عمیقاً گرجستانی باقی ماند. برخی از رفقای استالین او را «آسیایی» توصیف می‌کردند و گفته می‌شود استالین به روزنامه‌نگاری ژاپنی گفته بود «من اروپایی نیستم، بلکه آسیایی‌ام، یک روس گرجی‌تبار هستم.» رابرت سرویس می‌گوید استالین «هرگز روس شد، نمی‌توانست به‌طور قابل قبولی روس به نظر برسد و هرگز وانمود نمی‌کرد روس است.» مونتفیوره بر این است که «پس از ۱۹۱۷، [استالین] چهار ملیتی شد: گرجستانی از نظر ملیت، روس از نظر وفاداری، انترناسیونالیست از نظر ایدئولوژی، و شوروی از نظر شهروندی.»
استالین صدای نرمی داشت و هنگام صحبت به روسی، آهسته و با دقت عبارات خود را انتخاب می‌کرد. او در خلوت اغلب عامیانه صحبت می‌کرد و فحش می‌داد، اما از آن در ملاء عام اجتناب می‌کرد. استالین سخن‌وری ضعیف توصیف شده است. طبق گفتهٔ ولکوگونوف، سبک سخنرانی استالین «ساده و واضح، بدون جملات مبالغه‌آمیز و عبارات جذاب یا نمایش‌های روی صحنه» بود. به ندرت در مقابل جمعیت زیادی سخنرانی می‌کرد و ترجیح می‌داد نظراتش را کتبی ابراز کند. سبک نوشتاری او نیز مشابه بود و با سادگی، وضوح و اختصار می‌نوشت.
قد استالین در بزرگسالی ۱٫۷۰ متر بود. صورت پر مویش به دلیل ابتلا به آبله در دوران کودکی، گود افتاده بود؛ این را در عکس‌هایی که از او منتشر می‌شد حذف می‌کردند. او با پای چپی چسبیده به دنیا آمد و بازوی چپش در کودکی آسیب دائمی دیده بود که باعث می‌شد از بازوی راستش کوتاه‌تر و کم‌انعطاف‌تر باشد.
استالین در جوانی ظاهری ژولیده داشت چون ارزش‌های زیبایی‌شناختی طبقهٔ متوسط را رد می‌کرد. تا سال ۱۹۰۷، موهای خود را بلند و اغلب ریش می‌گذاشت؛ از نظر لباس، معمولاً چوخای گرجستانی سنتی یا پیراهن ساتن قرمزی با کت خاکستری و کلاه فدر مشکی می‌پوشید. از اواسط سال ۱۹۱۸ تا زمان مرگ، لباس‌های نظامی را ترجیح می‌داد، به ویژه چکمه‌های بلند مشکی، تنیک بدون یقه و اسلحه. او در تمام عمر سیگاری بود و پیپ هم می‌کشید. حداقل در ظاهر میل بسیار کمی به تجملات داشت و ساده‌زیست بود، با لباس‌ها و مبلمان ساده و ارزان قیمت؛ علاقهٔ اصلی‌اش انباشت قدرت بود.
به عنوان رهبر اتحاد جماهیر شوروی، استالین معمولاً حدود ساعت ۱۱ ظهر از خواب بیدار می‌شد، ناهار بین ساعت ۳ تا ۵ بعد از ظهر و شام زودتر از ساعت ۹ شب سرو می‌شد؛ سپس تا ساعات پایانی شب کار می‌کرد. اغلب با سایر اعضای دفتر سیاسی و خانواده‌هایشان شام می‌خورد. در زمان رهبری، به ندرت مسکو را ترک می‌کرد، مگر جهت رفتن به اقامتگاه‌های ییلاقی‌اش برای تعطیلات؛ از سفر خوشش نمی‌آمد و از هواپیما امتناع می‌کرد. محل تعطیلات مورد علاقه‌اش در طول سال‌ها تغییر می‌کرد، اگرچه از سال ۱۹۲۵ تا ۱۹۳۶ و دوباره از ۱۹۴۵ تا ۱۹۵۱ هر سال در مناطق جنوبی شوروی تعطیلات را می‌گذراند. به همراه سایر مقامات ارشد، در زوبالوا، ۳۵ کیلومتری خارج از مسکو، اقامتگاهی داشت، اما پس از خودکشی نادژدا در سال ۱۹۳۲، دیگر آنجا نرفت. پس از ۱۹۳۲، به دلیل دوستی با نستور لاکوبا رهبر آبخازی دوست داشت تعطیلاتش را آنجا سپری کند. در سال ۱۹۳۴، اقامتگاه جدید کونتسوو داچا در ۹ کیلومتری کرملین ساخته و محل اقامت اصلی او شد.

### شخصیت

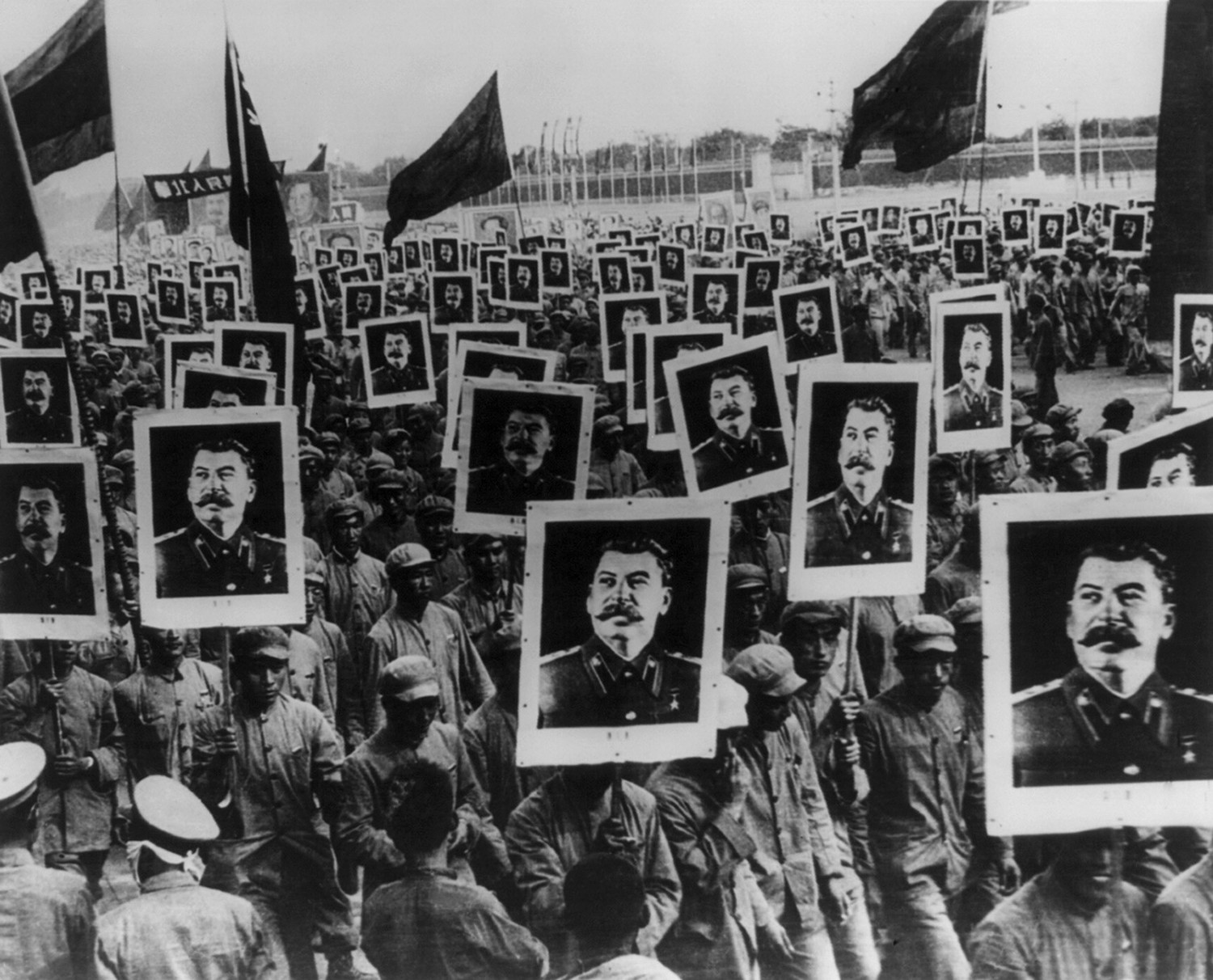
کمونیست‌های چینی هفتادمین سالگرد تولد استالین را در سال ۱۹۴۹ جشن می‌گیرند.

تروتسکی و چند چهرهٔ دیگر شوروی استالین را فردی متوسط و معمولی می‌نمایاندند. تبلیغات اینان در زمان حیات استالین خارج از شوروی به‌طور گسترده‌ای پذیرفته شد. به گفتهٔ مونتفیوره، «به شهادت دوست و دشمن، روشن است استالین از همان کودکی فردی استثنایی بوده است.» استالین ذهنی پیچیده، تسلط زیادی بر خویش و حافظه‌ای فوق‌العاده داشت. سخت‌کوش و با میل یادگیری بالا بود. در زمان حکومتش به جزئیات زیادی از زندگی مردم شوروی، از فیلمنامه‌ها تا طرح‌های معماری و تجهیزات نظامی، رسیدگی می‌کرد. به گفتهٔ ولکوگونوف، «زندگی شخصی و کاری استالین یکی بود» و هرگز از فعالیت‌های سیاسی دست نمی‌کشید. با این حال، باژانوف استالین را فردی کم‌سواد با مشارکت محدود در امور مختلف دولتی که در جلسات پولیتبورو بحث می‌شد، توصیف کرده است. به‌طور مشابه، رابرت ویلیام دیویس، مورخ، استالین را به دلیل کم‌سوادی، فردی مستعدِ تأثیرات جادوگران متقلبی مانند تروفیم لیسنکو، دانشمند کشاورزی شبه‌علمی، می‌دانست. به گفتهٔ ماریا ایلینیچنا اولیانوا، خواهر لنین، لنین گفته بود که «استالین اصلاً باهوش نیست»، اما «استالین را به عنوان فردی عملگرا می‌ستود.»
استالین می‌توانست برای مخاطبان مختلف نقش‌های متفاوتی بازی کند و در فریب مهارت داشت و اغلب دیگران را در مورد انگیزه‌ها و اهداف واقعی خود فریب می‌داد. به گفته ولادیمیر نِوسکی، مورخ بلشویک، استالین به عنوان دبیرکل منصوب شد زیرا با شایعات جعلی، لنین را متقاعد کرده بود حزب در معرض انشعاب است. نِوسکی همچنین مدعی است لنین بعداً از اعتماد به استالین عمیقاً پشیمان شد و برای اصلاح این اشتباه وصیت‌نامهٔ خود را نوشت. لازار کاگانویچ شخصیت چندوجهی استالین را اینطور توصیف می‌کند: «چند استالین».
استالین در سازماندهی ماهر بود و دیگران را بر اساس قدرت درونی، عمل‌گرایی و هوشمندی‌شان قضاوت می‌کرد. او اذعان داشت که می‌تواند بی‌ادب و توهین‌آمیز باشد، اما به ندرت با عصبانیت صدایش را بلند می‌کرد؛ با وخامت سلامتی‌اش در سنین بالاتر، به‌طور فزاینده‌ای غیرقابل پیش‌بینی و بدخلق شد. علی‌رغم تندخویی، می‌توانست بسیار جذاب باشد؛ در مواقع آرام، شوخی می‌کرد و ادای دیگران را درمی‌آورد. مونتفیوره می‌گوید این جذابیت «بنیان قدرت استالین در حزب» بوده است. به گفتهٔ رابرت سرویس، او «قاطع، کاردان، با اعتماد به نفس و جاه‌طلب» بود.
استالین بی‌رحم و با قساوت ذاتی بود و تمایلش به خشونت حتی برای یک بلشویک هم زیاد بود. مهر و شفقتی در او وجود نداشت اما حتی در بحبوحهٔ وحشت بزرگ گاه نسبت به غریبه‌ها مهربانی نشان می‌داد. او مستعد خشم خودبزرگ‌بینانه، کینه‌توز و انتقام‌جو بود و سال‌ها کینه به دل می‌گرفت. در دههٔ ۱۹۲۰ شکاک و توطئه‌جور شده بود و دوست داشت بپندارد مردم علیه او توطئه می‌کنند و پشت اعمال مخالفان، توطئه‌های عظیم بین‌المللی است.
هرگز در جلسات شکنجه یا اعدام حاضر نمی‌شد، هرچند رابرت سرویس معتقد است او از تحقیر مردم «رضایت عمیقی» می‌برد و نگه داشتن حتی نزدیکان خودش در حالت «ترس مداوم» برایش لذتبخش بود. سرویس همچنین می‌گوید او آثاری از اختلال شخصیت پارانوئید و جامعه‌ستیز دارد. با این حال، جفری رابرتز، مورخ، معتقد است استالین نه دیوانه و روانی، بلکه فردی با هوش عاطفی و روشنفکری احساساتی بود. مورخان دیگری قساوت او را نه ویژگی شخصیتی، بلکه ناشی از تعهد راسخش به بقای شوروی و آرمان مارکسیستی-لنینیستی بین‌المللی مرتبط می‌دانند. از طرف دیگر ای. ای ریس، مورخ، معتقد بود در مورد استالین «استدلال قوی وجود دارد که روان‌پریشی‌اش بود که استبدادش را بزاد.» ریس به معاینهٔ استالین توسط ولادیمیر بختیرف، متخصص اعصاب، در سال ۱۹۲۷ استناد می‌کند که او را «نمونه‌ای عادی از پارانویای شدید» توصیف کرده بود.
استالین علاقه زیادی به هنر داشت و استعداد هنرمندان را تحسین می‌کرد. او حتی زمانی‌که آثار برخی نویسندگان شوروی مانند میخائیل بولگاکف برای رژیم شوروی مضر تلقی می‌شد، از آن‌ها در برابر دستگیری و پیگرد قانونی محافظت می‌کرد. از موسیقی کلاسیک لذت می‌برد و حدود ۲۷۰۰ صفحه گرامافون داشت. او همچنین در دهه‌های ۱۹۳۰ و ۱۹۴۰ به‌طور مرتب به تئاتر بولشوی می‌رفت. سلیقه‌اش در موسیقی و تئاتر محافظه‌کارانه بود و به درام کلاسیک، اپرا و باله نسبت به آنچه او «فرمالیسم» تجربی می‌نامید، علاقهٔ بیشتری داشت. او همچنین در هنرهای تجسمی به آثار کلاسیک علاقه‌مند بود و سبک‌های آوانگارد مانند کوبیسم و فوتوریسم را نمی‌پسندید. کتابخوان پرشوری بود و کتابخانه‌ای شخصی با بیش از ۲۰٬۰۰۰ کتاب داشت. شمار کمی از این کتاب‌ها رمان بود، اگرچه می‌توانست بخش‌هایی از آثار الکساندر پوشکین، نیکولای نیکراسوف و والت ویتمن را از حفظ بخواند. موضوع مورد علاقهٔ استالین تاریخ بود، سپس نظریهٔ مارکسیستی و نهایتاً رمان. استالین با نظریات مارکسیستی به خوبی آشنا و طبق گفتهٔ بولاک، «مناظره‌کننده‌ای توانا» بود که در بحث‌های خود از مارکس و انگلس نقل قول می‌کرد. به مطالعات تاریخی علاقه داشت و مباحثات دربارهٔ تاریخ روسیه، بین‌النهرین، روم باستان و بیزانس را از دست نمی‌داد. او به سلطنت ایوان مخوف، پتر کبیر و کاترین کبیر بسیار علاقه داشت. خودآموختهبود ادعا می‌کرد روزانه تا ۵۰۰ صفحه کتاب می‌خواند و مونتفیوره او را فردی انتلکت می‌دانست. لنین نویسندهٔ مورد علاقهٔ استالین بود، اما همچنین نوشته‌های بسیاری از لئون تروتسکی و دیگر دشمنان سرسخت خود را می‌خواند و گاهی آن‌ها را می‌پسندید. استالین مانند همهٔ رهبران بلشویک معتقد بود مطالعه می‌تواند نه تنها افکار و آگاهی مردم، بلکه خود ماهیت انسان را نیز متحول کند. استالین همچنین از تماشای فیلم در اواخر شب در پرده‌های سینمای نصب‌شده در کرملین و داچاهایش لذت می‌برد. او ژانر وسترن را دوست می‌داشت اگرچه فیلم‌های مورد علاقه‌اش ولگا ولگا و سیرک (هر دو به کارگردانی گریگوری الکساندرف و بازی لیوبف ارلووا) بودند.
استالین بازیکن ماهر و علاقه‌مند بیلیارد بود و ساعت جمع‌آوری می‌کرد. او همچنین از شوخی‌های دستی لذت می‌برد؛ برای مثال، گاهی گوجه‌فرنگی روی صندلی اعضای پولیتبورو می‌گذاشت تا روی آن بنشینند. در مراسم‌ها، آواز خواندن و مصرف الکل را تشویق می‌کرد؛ بدان امید که در حالت مستی رازهای خود را برایش فاش کنند. در خردسالی به گل‌ها علاقه نشان می‌داد و بعدها باغبانی می‌کرد. پارکی به مساحت ۲۰ هکتار (۵۰ جریب) در حومهٔ شهر وولینسکوی او بود و استالین توجه زیادی به فعالیت‌های کشاورزی آن داشت.
استالین علناً یهودستیزی را محکوم می‌کرد، اما بارها به آن متهم شد. افرادی که او را می‌شناختند، مانند خروشچف، ادعا می‌کردند او مدت‌ها نسبت به یهودیان احساسات منفی داشته است. همچنین گفته شده که مبارزهٔ استالین با تروتسکی، ضدیت با یهودیان را در سیاست‌های او تشدید کرد. پس از مرگ استالین، خروشچف مدعی شد استالین او را به تحریکِ یهودستیزی در اوکراین تشویق کرده و گفته است: «به کارگران خوب کارخانه باید چوب بدهند تا حسابی آن یهودی‌ها را بزنند.» ادعا شده استالین در سال ۱۹۴۶ به‌طور خصوصی گفته است: «هر یهودی یک جاسوس بالقوه است.» به گفتهٔ کنکوست، استالین با وجود داشتن همکاران یهودی، یهودستیزی را ترویج می‌کرد. رابرت سرویس به‌طور غیرقطعی نتیجه می‌گیرد در آثار چاپ‌شدهٔ استالین «هیچ مدرک غیرقابل انکاری» برای اثبات یهودستیزی وجود ندارد، اما سخنان خصوصی و اقدامات عمومی او «بی‌شک نشان‌گر دشمنی آشکار نسبت به یهودیان است.» با این حال او اضافه می‌کند در طول زندگی استالین، این گرجستانی «شخصاً دوست، همکار یا رهبر تعداد بی‌شماری از یهودیان بوده است.» علاوه بر این، طبق گفتهٔ بریا، استالین با چندین زن یهودی روابط عاشقانه داشته است.
توانایی استالین برای کسب قدرت مطلق، همچنان موضوع بحث‌های تاریخی است. برخی مورخان موفقیت او را به ویژگی‌های شخصیتی‌اش نسبت می‌دهند. در مقابل، برخی نظریه‌پردازان سیاسی مانند تروتسکی، بر نقش شرایط بیرونی در تسهیل رشد بوروکراسی شوروی که به عنوان پایگاه قدرت استالین عمل می‌کرد، تأکید کرده‌اند. مورخان دیگر مرگ زودرس بولشویک‌های برجسته مانند ولادیمیر لنین و یاکوف اسوردلوف را از عوامل کلیدی در ترقی استالین به رهبری شوروی می‌دانند. پیتر کنز، مورخ، معتقد است تروتسکی احتمالاً می‌توانست با استفاده از وصیت‌نامهٔ لنین، استالین را کنار بزند، اما او با تصمیم جمعی برای عدم انتشار این سند موافقت کرد.

### رابطه‌ها و خانواده
رفاقت برای استالین مهم بود و او از آن برای کسب و حفظ قدرت استفاده می‌کرد. کوتکین می‌گوید استالین «به‌طور کلی به سمت افرادی شبیه به خود جذب می‌شد: روشنفکران تازه به دوران رسیده‌ای با پیشینه‌ای نه چندان قابل توجه.» او روی افراد محبوب خود لقب می‌گذاشت، برای مثال به یژوف «تمشک من» می‌گفت. استالین فردی اجتماعی بود و از شوخی لذت می‌برد. به گفتهٔ مونتفیوره، رفاقت‌های استالین «بین محبت، تحسین و حسادتِ مسموم‌کننده در نوسان بود.» او در زمان رهبری شوروی با بسیاری از دوستان قدیمی خود در گرجستان تماس داشت و برایشان نامه و پول می‌فرستاد.
استالین در روابط با زنان متعدد بی‌قید نبود. به گفته بوریس بازانوف، یکی از منشی‌های سابق استالین، «زنان برای او جذابیتی نداشتند. همسر خودش [آلیلیوا] برایش کافی بود و توجه چندانی به او نمی‌کرد.» با این حال، مونتفیوره می‌گوید «به نظر می‌رسد استالین در جوانی ندرتاً بدون دوست‌دختر بوده است.» تیپ محبوبش نوجوانان خوش‌برخورد و قابل انعطاف یا زنان روستایی چاق و چله بودند که می‌توانستند حمایت‌گر باشند و مخالفتی هم نکنند. به گفتهٔ رابرت سرویس، استالین «زنان را به عنوان منبعی برای تمایلات جنسی و آسایش خانگی در نظر می‌گرفت.» استالین دو بار ازدواج کرد و چندین فرزند داشت.
او در سال ۱۹۰۶ با اولین همسر خود کاتو سوانیدزه ازدواج کرد. به گفتهٔ مونتفیوره، ازدواج آنها «عاشقانه و حقیقی» بود. ولگوگونوف می‌گوید اکاترینا «احتمالاً تنها انسانی بود که استالین واقعاً دوستش می‌داشت.» گفته می‌شود استالین پس از مرگ او گفته: «این موجود قلب سنگی مرا نرم کرد.» با این حال، آنتون آنتونوف-اوسینکو، مورخ روس، نوشته استالین در باکو دستِ بزن داشته و با کاتو با خشونت رفتار می‌کرده است. آنها پسری به نام یاکوف داشتند که اغلب استالین را عصبی و ناراحت می‌کرد. یاکوف قبل از جنگ صاحب دختری به نام گالینا شده بود. یاکوف توسط ارتش آلمان اسیر شد و سپس خودکشی کرد.

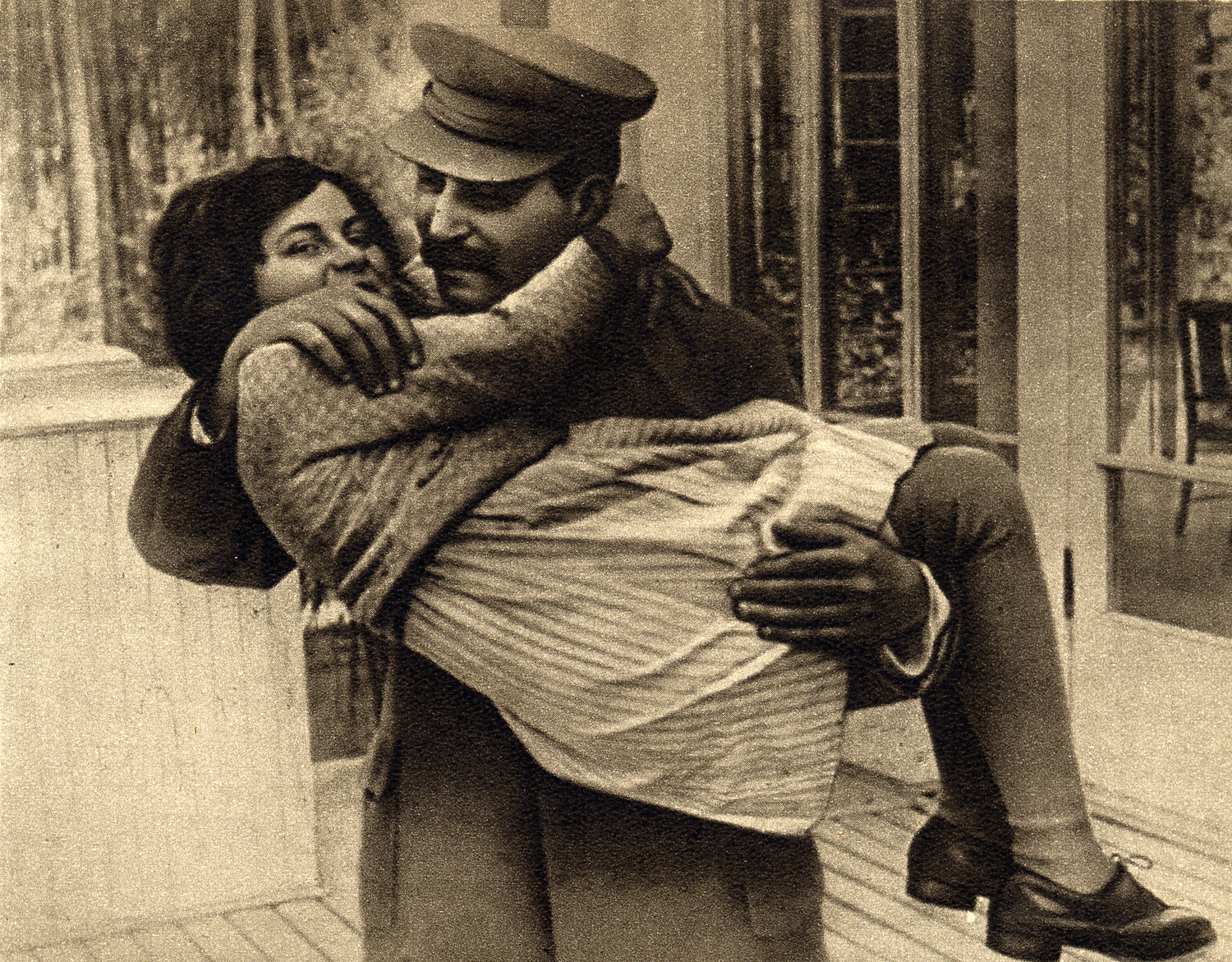
استالین و دخترش سوتلانا

در سال ۱۹۱۴، استالین که حدوداً ۳۵ ساله بود، رابطه‌ای با لیدیا پِرِپرِیگینای ۱۴ ساله برقرار کرد. فرزند اول پرِپرِیگینا در حدود دسامبر ۱۹۱۴ متولد شد اما زود درگذشت. لیدیا در ۱۵ سالگی دوباره باردار شد و در آوریل ۱۹۱۷ پسری به نام الکساندر داویدوف زایید. استالین که در آن زمان غایب بود، بعداً از وجود فرزند مطلع شد اما علاقه‌ای آشکار به او نشان نداد.
همسر دوم استالین نادژدا آلیلیوا بود؛ رابطه آنها آسان نبود و اغلب با هم دعوا می‌کردند. آنها دو فرزند داشتند — پسری به نام واسیلی و دختری به نام سوتلانا و در سال ۱۹۲۱ پسر دیگری به نام آرتم سرگئیف را به فرزندی پذیرفتند. مشخص نیست آیا استالین در زمان ازدواج با آلیلیوا یا بعد از آن معشوقه‌ای داشته است یا خیر. به هر حال، او مشکوک بود استالین با زنان دیگر به او خیانت می‌کند و در سال ۱۹۳۲ خودکشی کرد. استالین واسیلی را لوس می‌یافت و از رفتارش به شدت انتقاد می‌کرد؛ با این حال، واسیلی به سرعت در ارتش سرخ ترفیع و زندگی مجلل یافت. برعکس، استالین در دوران کودکی با سوتلانا رابطهٔ عاطفی خوبی داشت و همچنین به آرتم بسیار علاقه نشان می‌داد. مخالفت استالین با خواستگاران و شوهران مختلف سوتلانا در اواخر عمر باعث ایجاد تنش در رابطهٔ آنها شد. پس از جنگ جهانی دوم، استالین زمان کمی به فرزندانش اختصاص می‌داد و خانواده‌اش نقش کوچک‌تری در زندگی‌اش ایفا می‌کردند. بعد از مرگ استالین، سوتلانا نام خانوادگی خود را از استالین به آلیلیوا تغییر داد و به آمریکا پناهنده شد.
پس از مرگ نادژدا، استالین با خواهرزنش ژنیا آلیلیوا صمیمی‌تر شد. مونتفیوره معتقد است آنها عاشق هم بودند. شایعات اثبات‌نشده‌ای وجود دارد که او از سال ۱۹۳۴ به بعد با والنتینا ایستومینا، خدمتکار خانه‌اش، رابطه داشته است. مونتفیوره همچنین مدعی است استالین حداقل دو فرزند نامشروع داشته، هرچند هرگز آنها را به عنوان فرزندان خود به رسمیت نشناخت. یکی از آنها، کنستانتین کوزاکوف، بعداً در مؤسسهٔ مکانیکی نظامی لنینگراد فلسفه تدریس کرد، اما هرگز استالین را ملاقات نکرد. دیگری، الکساندر، پسر لیدیا پرِپرِیگینا بود؛ او به عنوان پسر یک ماهیگیر روستایی بزرگ شد و مقامات شوروی از او تعهد گرفتند هرگز فاش نکند استالین پدر خونی‌اش بوده است. استالین همچنین شماری از خویشاوندان همسران سابق خود مانند ماریا و الکساندر سوانیدزه را در جریان پاکسازی بزرگ دستگیر کرد و به قتل رساند.

## میراث

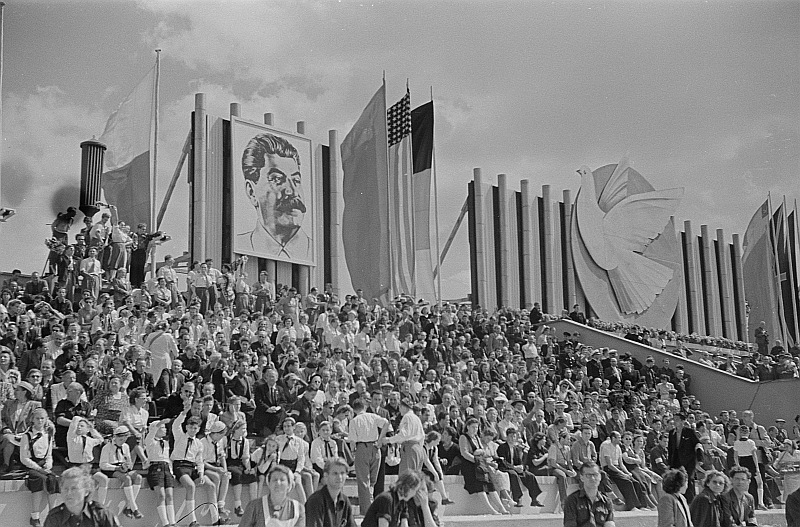
پوستری از استالین در سومین جشنواره جهانی جوانان و دانشجویان در برلین شرقی، آلمان شرقی، ۱۹۵۱

رابرت کانکوئست، مورخ، می‌گوید شاید استالین «بیش از هر فرد دیگری مسیر قرن بیستم را تعیین کرده باشد.» زندگینامه‌نویسانی مانند رابرت سرویس و ولکوگونوف استالین را سیاستمداری برجسته و استثنایی یافته‌اند؛ مونتفیوره او را «ترکیبی نادر از روشنفکر و قاتل» و «فریبنده‌ترین و جذاب‌ترین تایتان قرن بیستم» توصیف کرده است. اکثر غربی‌ها و روس‌های ضد کمونیست استالین را قاتل جمعی و شمار قابل توجهی از روس‌ها و گرجی‌ها او را دولتمردی بزرگ و معمار دولت می‌دانند.
به گفتهٔ سرویس، استالین اتحاد جماهیر شوروی را تقویت و تثبیت کرد؛ بدون استالین، این کشور محتملا مدت‌ها قبل از ۱۹۹۱ فرو می‌پاشید. استالین در کمتر از سه دهه شوروی را به قدرت صنعتی بزرگ جهانی تبدیل کرد که از نظر میزان شهرنشینی، قدرت نظامی، آموزش و پرورش و غرور شوروی به «دستاوردهای چشمگیر» دست یافت. در دوران حکومت او، به دلیل بهبود شرایط زندگی، تغذیه و مراقبت‌های پزشکی، میانگین امید به زندگی مردم شوروی افزایش و میزان مرگ و میر طبیعی کاهش یافت. اگرچه میلیون‌ها شهروند شوروی از او متنفر بودند، با این وجود حمایت از استالین در جامعهٔ شوروی گسترده بود. وادیم راگووین، مورخ، از سوی دیگر معتقد است وحشت بزرگ «تلفات جبران‌ناپذیری به جنبش کمونیستی در شوروی و جهان وارد کرد که تا به امروز ترمیم نشده است.» به‌طور مشابه، خروشچف معتقد بود پاکسازی گستردهٔ برجسته‌ترین‌ها بلشویک‌های قدیمی و چهره‌های شاخص نظامی و علمی توسط استالین، «بدون شک» کشور را ضعیف کرده است.

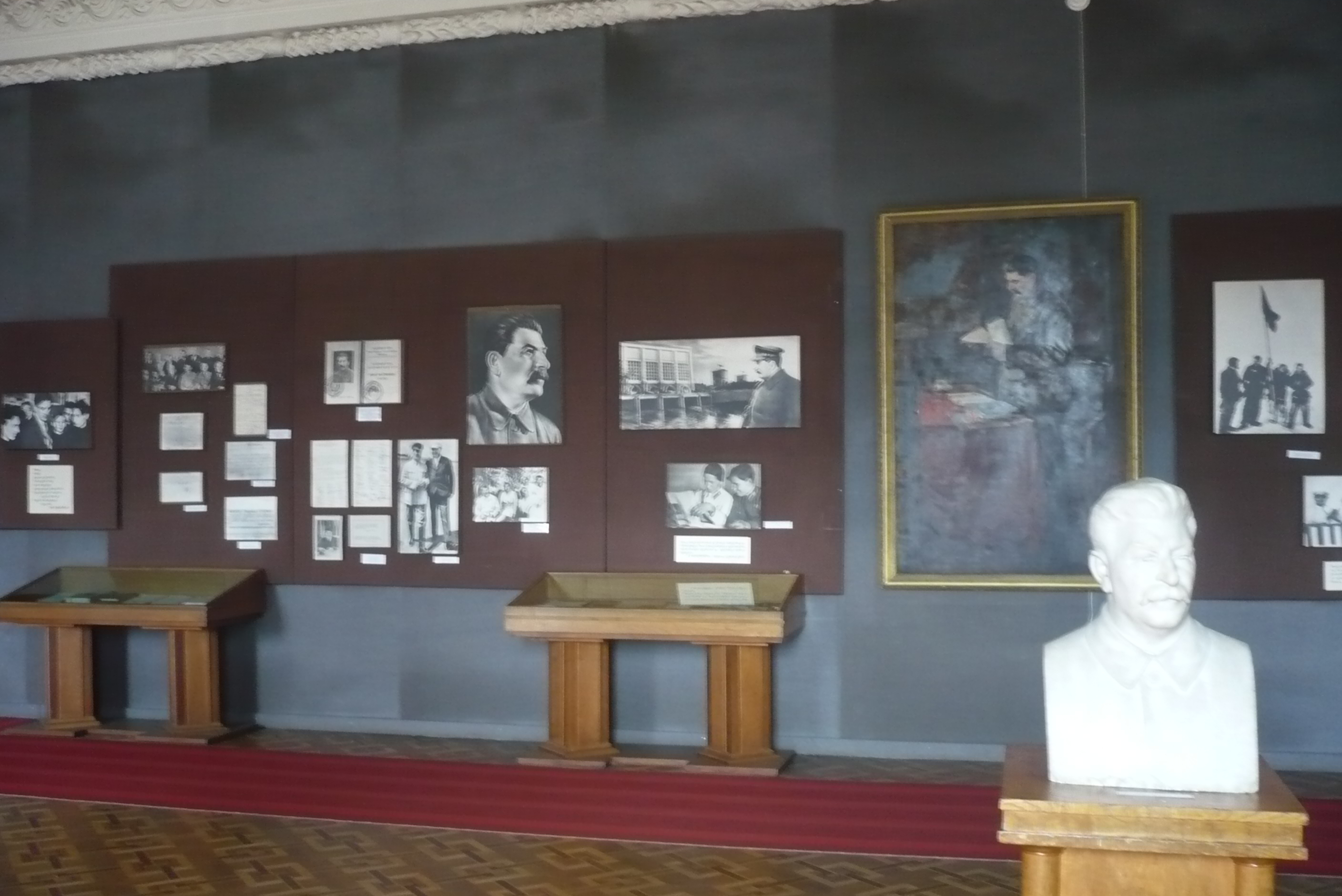
موزهٔ ژوزف استالین در گوری گرجستان

ضرورت اقدامات استالین برای توسعهٔ اقتصادی شوروی زیر سؤال هم رفته و برخی استدلال می‌کنند سیاست‌های او از سال ۱۹۲۸ به بعد ممکن است عاملی محدودکننده بوده باشد. زندگینامه‌نویسان مختلف استالین را دیکتاتور یا خودکامه توصیف یا او را به سزاربازی متهم کرده‌اند. در نظر مونتفیوره، استالین ابتدا به عنوان بخشی از الیگارشی حزب کمونیست حکومت می‌کرد اما دولت شوروی در سال ۱۹۳۴ به دیکتاتوری شخصی تبدیل شد. «دیکتاتور مطلق» شدن استالین هم تا مارس و ژوئن ۱۹۳۷ — که چهره‌های ارشد نظامی و ان‌کاوه‌ده حذف شدند — طول کشید. طبق گفتهٔ کوتکین، استالین «یک دیکتاتوری شخصی درون دیکتاتوری بلشویکی بنا کرد.» او هم در شوروی و هم در ممالک دیگر «مستبد شرقی» نمایانده می‌شد. دیمیتری ولکونوگوف استالین را «یکی از قدرتمندترین شخصیت‌های تاریخ بشر» توصیف کرده است. مکدرموت معتقد است استالین «اقتدار سیاسی بی‌سابقه‌ای را در دستان خود متمرکز کرده بود.» در نظر سرویس، استالین تا اواخر دههٔ ۱۹۳۰ «بیش از هر پادشاه دیگری در تاریخ به استبداد شخصی دست یافته بود.»
با این حال، مکدرموت «کلیشه‌های ساده‌انگارانه» که توسط نویسندگانی مانند الکساندر سولژنیتسین، واسیلی گروسمان و آناتولی ریباکوف ترویج شده را درست نمی‌داند — این کلیشه‌ها استالین را ستمگری قادر مطلق و همه‌جا حاضر به تصویر می‌کشیدند که با سرکوب و تمامیت‌خواهی تمام جنبه‌های زندگی شوروی را کنترل می‌کرد. سرویس به‌طور مشابه می‌گوید اگرچه استالین قدرتمند بود، اما قدرتش نامحدود نبود. کوتکین نیز نوشته که در قدرت ماندن استالین به حفظ اکثریت در پولیتبورو در همه حال بستگی داشت. به گفتهٔ خلوونیاک، در مقاطع مختلف، به ویژه زمانی که استالین پیر و ضعیف بود، «نشانه‌های دوره‌ای» از تهدید قدرت خودکامهٔ استالین توسط الیگارشی حزب وجود داشت. استالین دیکتاتور بودنش را نزد بازدیدکنندگان خارجی انکار می‌کرد و می‌گفت کسانی که او را دیکتاتور می‌نامند، ساختار حکومتی شوروی را درک نمی‌کنند.

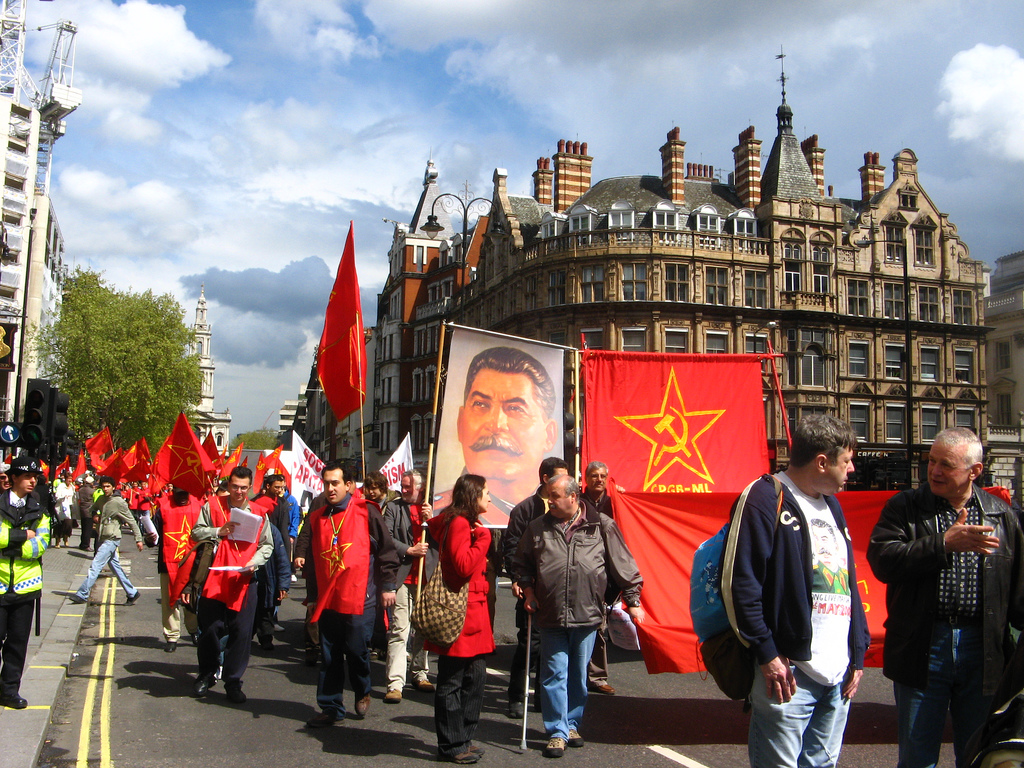
اعضای حزب کمونیست بریتانیا (مارکسیست-لنینیست) که بنری از استالین را در راهپیمایی روز جهانی کارگر سال ۲۰۰۸ در لندن حمل می‌کنند.

کتب بسیاری دربارهٔ استالین نوشته شده است. در طول زندگی‌اش، زندگینامه‌های سفارشی او عمدتاً محتوای قدیس‌پرور داشتند. استالین تأکید کرده بود این آثار توجه کمی به اوایل زندگی او کنند، چه او نمی‌خواست منشأ گرجستانی خود را در کشوری با اکثریت روس برجسته کند. از زمان مرگش، زندگینامه‌های بیشتری نوشته شده است، اگرچه تا دههٔ ۱۹۸۰ این زندگینامه‌ها عمدتاً به همان منابع اطلاعاتی رسمی تکیه می‌کردند. در دوران میخائیل گورباچف، اسناد طبقه‌بندی‌شدهٔ دربارهٔ زندگی استالین در اختیار مورخان قرار گرفت که استالین را «یکی از فوری‌ترین و حیاتی‌ترین مسائل در دستور کار عمومی» در شوروی کرد. پس از فروپاشی شوروی در سال ۱۹۹۱، دسترسی به باقی بایگانی‌ها برای مورخان هموار شد و در نتیجه اطلاعات جدید زیادی در مورد استالین به دست آمد و سیل تحقیقات جدیدی به راه افتاد.
لنینیست‌ها همچنان در مورد استالین اختلاف نظر دارند؛ برخی او را جانشین واقعی لنین و برخی دیگر خائن به انحراف کشانندهٔ تفکرات لنین می‌دانند. ماهیت اجتماعی و اقتصادی شورویِ استالین نیز به‌طور گسترده مورد بحث قرار گرفته است؛ افراد مختلف آن را سوسیالیسم دولتی، سرمایه‌داری دولتی، جمع‌گرایی بوروکراتیک یا یک شیوهٔ تولید کاملاً منحصر به فرد توصیف کرده‌اند. نویسندگان سوسیالیست مثل ولکوگونوف گفته‌اند اقدامات استالین به «جاذبهٔ عظیم سوسیالیسم در پی انقلاب اکتبر» آسیب زده است.

### قربانیان
با تعداد زیاد مرگ و میر نامعمول که در زمان حکومت استالین رخ داد، او به عنوان «یکی از بدنام‌ترین چهره‌های تاریخ» شناخته می‌شود. این مرگ‌ها نتیجهٔ کلکتیویزاسیون، قحطی، پاکسازی‌ها، بیماری، جنگ و مرگ در گولاگ بوده‌اند. از آنجایی که اکثر مرگ و میرهای نامعمول در زمان استالین به‌طور مستقیم ناشی از کشتار نبودند، تعیین تعداد دقیق قربانیان استالینیسم دشوار است زیرا اجماعی میان محققان در مورد اینکه کدام مرگ‌ها را باید به رژیم نسبت داد وجود ندارد. استالین همچنین به نسل‌کشی به وسیلهٔ کوچ اجباری جمعیت اقلیت‌های قومی در شوروی و قحطی در اوکراین متهم شده است.

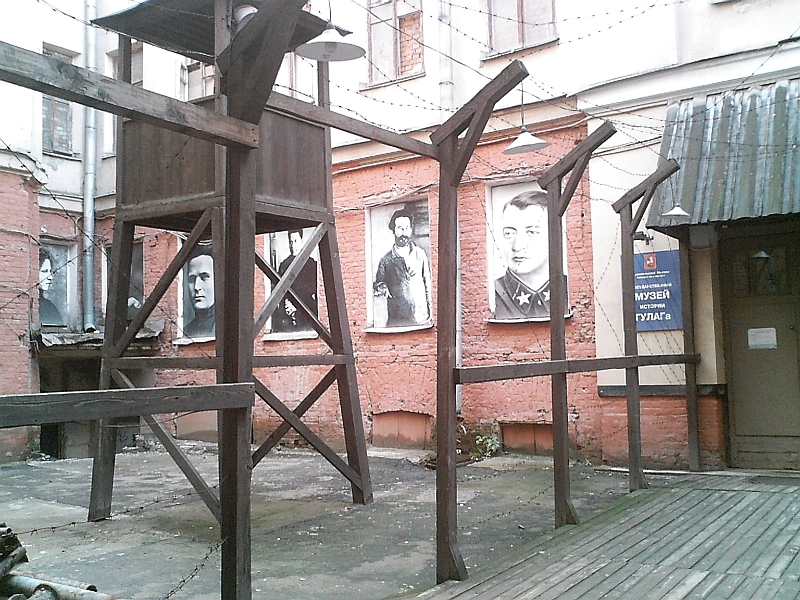
موزهٔ گولاگ در مسکو

اسناد رسمی، ۷۹۹٫۴۵۵ اعدام ثبت شده بین سالهای ۱۹۲۱ و ۱۹۵۳ را نشان می‌دهند که ۶۸۱٫۶۹۲ موردشان در سال‌های ۱۹۳۷ و ۱۹۳۸ — سال‌های پاکسازی بزرگ — انجام شده است. به گفتهٔ مایکل المان، دقیق‌ترین برآورد امروزی برای تعداد قربانیان پاکسازی بزرگ ۹۵۰٫۰۰۰ تا ۱٫۲ میلیون نفر است که شامل اعدام، مرگ در بازداشت یا اندکی پس از آزادی می‌شود.
همچنین، بایگانی‌ها نشان می‌دهد ۱٫۰۵۳٫۸۲۹ نفر از سال ۱۹۳۴ تا ۱۹۵۳ در گولاگ جان خود را از دست داده‌اند، ولی اجماع فعلی این است که از ۱۸ میلیون نفری که از سال ۱۹۳۰ تا ۱۹۵۳ به گولاگ فرستاده شدند، بین ۱٫۵ و ۱٫۷ میلیون نفر در اثر حبس جان باختند. مایکل المان و استفان جی ویتکرافت، مورخ و محقق، تقریباً ۳ میلیون مرگ را به رژیم استالینیستی نسبت می‌دهند، از جمله اعدام‌ها و مرگ‌های ناشی از سهل‌انگاری جنایی. ویتکرافت و آر. دبلیو دیویس تعداد مرگ و میر ناشی از قحطی را ۵٫۵ تا ۶٫۵ میلیون و استیون رزفیلد ۸٫۷ میلیون نفر تخمین زده‌اند.
تیموتی دی. اسنایدر، مورخ، در سال ۲۰۱۱ اطلاعات آرشیوهای شوروی را بررسی کرد و نتیجه گرفت رژیم استالین مسئول ۹ میلیون مرگ و ۶ میلیون قتل عمدی بوده است. او همچنین می‌گوید تخمین‌های ۲۰ میلیون یا بیشتر — که قبل از دسترسی به آرشیوهای شوروی انجام شده بودند — معتبر نیستند. به گفتهٔ روگووین، ۸۰–۹۰٪ اعضای کمیتهٔ مرکزی که در کنگره‌های ششم تا هفدهم انتخاب شده بودند، از بین برده شدند.

### در شوروی و کشورهای پساشوروی
مدت کوتاهی پس از مرگ استالین، اتحاد جماهیر شوروی وارد دوره‌ای از استالین‌زدایی شد. مالنکوف کیش شخصیت استالین را کوبید و پراودا نیز از آن انتقاد کرد. در سال ۱۹۵۶، خروشچف سخنرانی محرمانهٔ «اندر کیش شخصیت و عواقب آن» را در جلسه غیرعلنی کنگرهٔ بیستم حزب ایراد کرد. خروشچف استالین را به خاطر سرکوب گسترده و خاطر کیش شخصیت، محکوم کرد. او نظراتش را در کنگرهٔ بیست و دوم حزب در اکتبر ۱۹۶۲ هم تکرار کرد. در اکتبر ۱۹۶۱، جنازهٔ استالین از آرامگاه لنین خارج و در گورستان کنار دیوار کرملین به خاک سپرده شد. نام شهر استالینگراد به ولگوگراد تغییر یافت.
استالین‌زدایی در جامعهٔ شوروی با پایان دورهٔ خروشچف و در دوران رهبری لئونید برژنف در سال ۱۹۶۴ به اتمام رسید؛ برژنف سطحی از بازگشت به استالین را پی گرفت. در سال ۱۹۶۹ و دوباره در ۱۹۷۹، برنامه‌هایی برای احیای کامل میراث استالین پیشنهاد شد، اما در هر دو مورد به دلیل ترس از آسیب به وجههٔ عمومی شوروی متوقف گردید. گورباچف، محکومیت کامل استالین را برای بازسازی جامعهٔ شوروی ضروری می‌دید.
پس از فروپاشی شوروی در سال ۱۹۹۱، بوریس یلتسین، اولین رئیس‌جمهور فدراسیون روسیه، مانند گورباچف محکوم‌کردن استالین را ادامه داد، با این تفاوت که یلتسین با لنین نیز مخالف بود. ولادیمیر پوتین، جانشین یلتسین، می‌گوید به دنبال زنده‌کردن نام استالین نیست اما باید بر دستاوردهای شوروی تحت رهبری استالین — به جای سرکوب‌های استالینیستی — تأکید کرد. در اکتبر ۲۰۱۷، پوتین بنای یادبود «دیوار اندوه» را در مسکو افتتاح کرد و گفت «گذشتهٔ وحشتناک» نه «توجیه می‌شود» و نه «از حافظه ملی پاک.» پوتین در مصاحبه‌ای در سال ۲۰۱۷ افزود گرچه «نباید وحشت استالینیسم را فراموش کنیم»، اما شیطان‌سازی بیش از حد از استالین «وسیله‌ای برای حمله به [شوروی و] روسیه است.» در سال‌های اخیر، دولت و مردم روسیه متهم به بزرگداشت استالین شده‌اند.

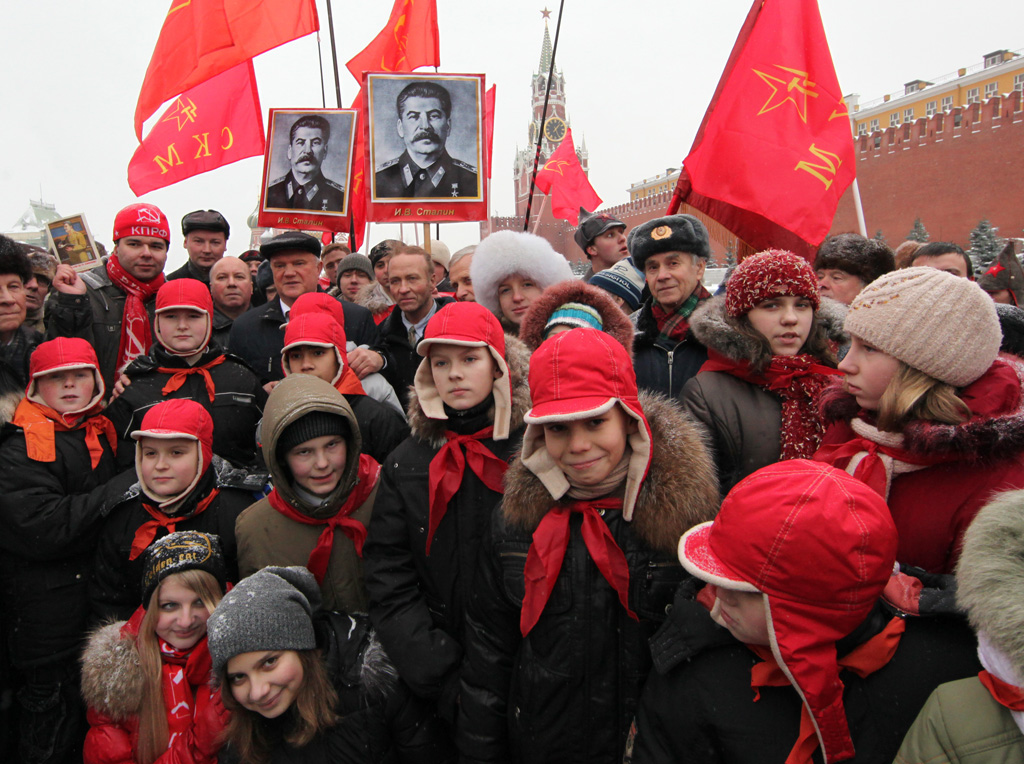
فعالان مارکسیست-لنینیست از حزب کمونیست فدراسیون روسیه در حال گذاشتن تاج گل بر مزار استالین در مسکو به سال ۲۰۰۹

در سال‌های آشفتگی اجتماعی و اقتصادی پس از فروپاشی شوروی، بسیاری از روس‌ها استالین را رهبری می‌دیدند که دوره‌ای از نظم، ثبات و غرور را رقم زد. او همچنان میان بسیاری از ملی‌گرایان روس که نسبت به پیروزی شوروی بر آلمان نازی در جنگ جهانی دوم احساس نوستالژی دارند، مورد احترام است و به‌طور مرتب هم در میان چپ‌گرایان افراطی و هم در میان راست‌گرایان افراطی روسیه از او با احترام یاد می‌شود.
بر اساس نظرسنجی مرکز لوادا، محبوبیت استالین از سال ۲۰۱۵ افزایش یافته است، به طوری که ۴۶٪ روس‌ها در سال ۲۰۱۷ و ۵۱٪ در سال ۲۰۱۹ نظر مثبتی نسبت به او داشتند. در یک نظرسنجی در سال ۲۰۲۱، هفتاد درصد روس‌ها دیدگاه بسیار/خیلی مطلوبی نسبت به استالین داشتند. در همان سال، روس‌ها در نظرسنجی این مرکز استالین را با ۳۹٪ آراء به عنوان «برجسته‌ترین شخصیت ملی تاریخ» انتخاب کردند و گرچه کسی اکثریت آراء را کسب نکرد، اما استالین با اختلاف بسیار زیاد در رتبهٔ اول قرار گرفت – بالاتر از ولادیمیر لنین با ۳۰٪ و شاعر روس الکساندر پوشکین با ۲۳٪. همزمان، چاپ متون استالینیستی نیز در روسیه افزایش یافت. بسیاری از این آثار با تحریف یا جعل منابع تاریخی سرکوب‌های استالین را اقدامی ضروری برای شکست «دشمنان خلق» یا نتیجهٔ اقدامات مقامات رده پایین بدون اطلاع استالین می‌نمایانند.
به غیر از روسیه، گرجستان تنها بخش دیگر از شوروی سابق است که در استالین تحسین‌کنندگان بسیاری دارد، اگرچه نگرش‌ها در گرجستان یکپارچه نیست. انتقادات از استالین — مشهورترین شخصیت تاریخ معاصر گرجستان — بسیاری از گرجی‌ها را آزرده می‌کند. در یک نظرسنجی سال ۲۰۱۳ دانشگاه دولتی تفلیس، ۴۵٪ از گرجی‌ها «نگرش مثبتی» نسبت به استالین داشتند. ۵۷٪ گرجی‌ها در یک نظرسنجی مرکز تحقیقات پیو در سال ۲۰۱۷ گفتند او نقش مثبتی در تاریخ ایفا کرده است، در مقایسه با ۱۸٪ که همین نظر را در مورد میخائیل گورباچف داشتند.
احساسات مثبت مشابهی را می‌توان در بخش‌های دیگری از شوروی سابق نیز یافت. ۳۸٪ از ارمنی‌ها در نظرسنجی سال ۲۰۱۲ بنیاد کارنگی معتقد بودند کشورشان «همیشه به رهبری مانند استالین نیاز خواهد داشت.» در اوایل سال ۲۰۱۰، بنای یادبود جدیدی برای استالین در زاپوریژیای اوکراین ساخته شد. در دسامبر ۲۰۱۰، افراد ناشناس سر آن را شکستند و در سال ۲۰۱۱ در یک حمله بمبی نابود شد. ۳۸٪از پاسخ‌دهندگان در نظرسنجی سال ۲۰۱۶ مؤسسهٔ جامعه‌شناسی کی‌یف نگرش منفی نسبت به استالین داشتند، در برابر ۲۶٪ بی‌طرف، ۱۷٪ نظر مثبت و ۱۹٪ بدون نظر.

## توضیحات
1. ↑  مقام دبیرکل در سال ۱۹۵۲ منحل شد، اما استالین به عنوان عالی‌ترین عضو دبیرخانهٔ حزب همان قدرت دبیرکل را حفظ کرد.
2. ↑  تا پیش از سال ۱۹۴۶، عنوان این مقام، رئیس شورای کمیسرهای خلق بود.
3. ↑  تا پیش از سال ۱۹۴۶، عنوان این مقام کمیسر خلق برای دفاع و به‌طور خلاصه، کمیسر خلق برای نیروهای مسلح بود.
4. ↑  نام اصلی گرجستانی استالین: იოსებ ბესარიონის ძე ჯუღაშვილი (یُسِب بِساریُنیس دزِ جوغاشویلی) بود. معادل روسی این نام: یسیف ویساریونوویچ دژوگاشویلی (Иосиф Виссарионович Джугашвили) است. او نام «استالین» را در سال‌های فعالیت انقلابی خود انتخاب کرده بود و بعد از انقلاب اکتبر آن را نام رسمی‌اش کرد..
5. ↑  ۲۱ دسامبر [سبک قدیمی: ۹ دسامبر] ۱۸۷۹ (ثبت شوروی)
6. ↑  روسی: Ио́сиф Виссарио́нович Ста́лин، آوانگاری Iósif Vissariónovich Stálin؛ IPA: [ɪˈosʲɪf vʲɪssərʲɪˈonəvʲɪtɕ ˈstalʲɪn] (شنیدنⓘ)
7. ↑  گرجی: იოსებ ბესარიონის ძე ჯუღაშვილი
8. ↑  اگرچه در منابع منتشر شده دربارهٔ تاریخ دقیق تولد استالین تفاوت‌هایی وجود دارد، اما نام یسب جوغاشویلی با تاریخ تولد ۱۸ دسامبر ۱۸۷۸ (به سبک قدیم: ۶ دسامبر) در سوابق کلیسای اوسپنسکی در گرجستان ثبت شده است. این تاریخ تولد در گواهی پایان تحصیل او، پروندهٔ اوخرانا، یک پرونده دستگیری پلیس از ۱۸ آوریل ۱۹۰۲ که سن او را ۲۳ سال ذکر کرده است و تمام اسناد باقی‌مانده از دوران پیش از انقلاب ذکر شده است. حتی در سال ۱۹۲۱، خود استالین در شرح حال خود با دست خط خود، تاریخ تولدش را ۱۸ دسامبر ۱۸۷۸ ذکر کرده است. پس از به قدرت رسیدن در سال ۱۹۲۲، استالین تاریخ تولد خود را ۲۱ دسامبر ۱۸۷۹ (به سبک قدیم: ۹ دسامبر ۱۸۷۹) اعلام کرد. این تاریخ به عنوان روز تولد او در اتحاد جماهیر شوروی جشن گرفته می‌شد.[۸]